# Étrusques
Cet article concerne le peuple étrusque. Pour la langue étrusque, voir Étrusque.
Vous lisez un « article de qualité » labellisé en 2017.
Les Étrusques sont un peuple qui a vécu dans le centre de la péninsule italienne, notamment sur la côte Tyrrhénienne, qui lui doit son nom, depuis la fin de l'âge du bronze jusqu'à la prise de Velzna par les Romains en 264 av. J.-C. et l'unification progressive de l'Italie sous le régime juridique romain, au Ier siècle av. J.-C. Ils forment au cours de l'époque archaïque un peuplement organisé en cités, la dodécapole, initiant un mouvement de colonisation interne à l'Italie, vers la plaine du Pô où ils fondent de nombreux établissements, comme Marzabotto ou Bologne.
Ils étaient d'abord connus des Grecs sous le nom de Tyrrhéniens ou « Tyrsènes », relatif à la mer Tyrrhénienne, si l'on en croit l'historien grec Denys d'Halicarnasse.
L'origine des Étrusques fait l'objet de débats animés depuis l'Antiquité, où les opinions divergent entre la thèse de l'origine autochtone et la thèse de l'origine lydienne / anatolienne des Étrusques. Un relatif consensus s'est établi au cours du XXe siècle, sous l'égide de l'étruscologue Massimo Pallottino. La majorité des étruscologues considère que la thèse de l'autochtonie des Villanoviens et des Étrusques qui en descendent est compatible avec des apports orientaux divers et qu'il serait vain de poursuivre ce débat : si l'écriture étrusque, empruntée aux Grecs de Cumes, se lit sans problème, la langue étrusque, qu'elle véhicule, n'est pas indo-européenne, et sa connaissance reste fort lacunaire. Il est possible que l'origine des Étrusques résulte de l'installation en Italie de Pélasges venus de Grèce qui se seraient associés aux autochtones rencontrés, créant ainsi un nouveau peuple.
L'histoire de cette civilisation antique s'étend sur plus d'un millénaire. L'archéologie témoigne d'une culture villanovienne s'étendant du début du Xe  à la fin du VIIIe siècle av. J.-C., mais les textes historiques la concernant font défaut. Elle se caractérise par l'ascension d'une série de cités prospères entretenant des échanges culturels et commerciaux avec divers peuples méditerranéens, puis par leur progression militaire vers le sud, contrôlant la modeste Rome (qui sera gouvernée durant un siècle par des rois étrusques) et fondant les colonies de Cesennia et Capoue. Les villes de Nola (capitale de la Confédération étrusque campanienne) et Pompei (qui se voit là dotée de sa première muraille), elles aussi colonisées, sont des créations plus anciennes d'autres peuples.
La puissance étrusque décline à la suite de batailles perdues contre Cumes et Syracuse, dont profitent des tribus celtes pour envahir la plaine du Pô, et des tribus samnites pour envahir la Campanie. Ce déclin continue avec la conquête progressive de l'Étrurie par la République romaine, qui débute par la prise de Véies en 396 av. J.-C., et se termine par la prise de Velzna en 264 av. J.-C. En 17 av. J.-C., l'ensemble du territoire étrusque, devenu la Regio VII, est incorporé dans le découpage administratif de l'Italie romaine.
La puissance militaire des Étrusques se manifeste notamment sous la forme d'importantes forces navales et d'une infanterie composée de guerriers ayant adopté un armement hoplitique et la formation d'unités en phalange grecque. Les cités, bénéficiant d'une architecture avancée, possèdent pour la plupart de solides enceintes et des positions géostratégiques fortes.
Le territoire originel des Étrusques, l'Étrurie, correspond approximativement à l'actuelle Toscane, au tiers nord du Latium et au nord-ouest de l'Ombrie. À leur apogée, au cours de la période dite archaïque, leur emprise s'étend de la plaine du Pô à la Campanie. Les cités étrusques forment à l'origine une confédération de 12 villes, la dodécapole, à laquelle se seraient ajoutées par la suite deux autres confédérations, la dodécapole padane au nord et la dodécapole campanienne, ainsi que plusieurs colonies ou comptoirs en Ligurie, en Gaule cisalpine et en Corse. Chacune de ces cités est dirigée par un zilath, l'équivalent d'un roi.
Les terres étrusques, riches en minerais métallifères et bénéficiant de conditions naturelles favorables aux cultures, permettent de développer une industrie et une agriculture florissantes. Leurs produits sont exportés dans l'ensemble des territoires italiques, mais également vers les marchés celtes, phéniciens, carthaginois et italo-grecs.
La société étrusque est de type hiérarchique et oligarchique, comprenant des hommes libres et des esclaves. Au cœur de cette société, la femme étrusque est mise en valeur et semble jouir de droits en tous points égaux à ceux de l'homme. Globalement, les auteurs grecs et romains assimilent le mode de vie étrusque à une culture marquée de langueur et de plaisirs ; il s'agit, selon ces auteurs, de la truphè.
La diversité et la richesse des tombes obéissent aux nombreux rites funéraires en vigueur durant les différentes périodes de cette civilisation.
Les Étrusques, en intégrant les apports des Grecs, des Gaulois (certains casques de guerre retrouvés sont des copies de casques celtes), des Phéniciens et des Égyptiens, ont développé un art particulièrement riche et des disciplines intellectuelles comme la médecine, l'urbanisme et la divination (etrusca disciplina).
L'apport des Étrusques aux Romains est très important, et ce dès Tarquin l'Ancien, qui ordonne la construction de la Cloaca Maxima, de la Muraille Servienne, du Temple de Jupiter capitolin, ainsi que, fort probablement, l'apport de tout le panthéon des dieux et déesses grecques.

## Terminologie
La terminologie ethnonymique du terme « Étrusques » s'inscrit au travers de biais tant historiques que culturels, littéraires et politiques. Les Romains les appelaient « Etrusci » ou « Tusci ». Dans son Commentaire sur l'Énéide de Virgile, le grammairien latin du IVe siècle Servius avance l'étymologie suivante : « Les Étrusques reçurent le nom de Tusci à cause de la fréquence de leurs sacrifices, c'est-à-dire ἀπο του θύειν ». Les auteurs et historiens grecs, dont Hérodote, les désignaient sous le terme de « Τυρρηνοί » (Tyrrhēnoi, c’est-à-dire Tyrrhéniens ou Tyrsènes, du nom d'un personnage éponyme, Tyrrhénos, qui aurait, selon Hérodote et Strabon, conduit une partie du peuple lydien en Italie). On ne sait pas avec certitude comment les Étrusques se nommaient eux-mêmes. Certains historiens modernes suivent l'historien grec Denys d'Halicarnasse qui rapporte que les Étrusques se désignaient par le mot Rasenna, qui était « le même que celui d'un de leurs chefs, Rasenna », ou, par syncope, « rasna ». Dans la poésie latine, notamment chez Virgile, le mot Lydi est fréquemment employé pour désigner les Étrusques, selon la thèse de leur origine lydienne, fort répandue dans l'Antiquité.
L'ethnonyme « Tusci » est réemployé dans un contexte géographique régional, en créant le toponyme « Toscana ». Celui-ci procède également d'une forme dérivée et développée du terme Tuscia, élément culturel et géographique communément acquis dès le IIIe siècle de la Rome impériale, et faisant ainsi écho à l’antique dénomination de l'Étrurie, territoire des Étrusques.

## Origines et ethnogenèse
Comme dans le cas d'autres peuples, les avis des historiens, antiques et modernes, diffèrent à propos des origines des Étrusques, exogènes (Lydie ou Pélasges) ou autochtones (Villanoviens). Dès l'Antiquité, trois hypothèses circulent à propos de l'origine des Étrusques, celle d'une origine orientale étant la plus répandue. Selon Hérodote, les Étrusques seraient d'origine lydienne. Les voix discordantes sont rares : Denys d'Halicarnasse, qui est le seul à défendre l'origine autochtone des Étrusques, mentionne au passage Hellanicos de Lesbos, pour qui les Étrusques auraient été des Pélasges.
Les Modernes reprennent le débat sur les mêmes bases que les Anciens. L'autorité d'Hérodote, surnommé le « père de l'histoire », fait que, jusqu'au milieu du XXe siècle, la plupart des spécialistes souscrivent à la thèse orientale, d'autant plus que les découvertes archéologiques d'objets « orientalisants » semblent la conforter. Une quatrième hypothèse, émise en 1753 par Nicolas Fréret et reprise par Theodor Mommsen au siècle suivant, suggère que les Étrusques viendraient des Rhètes, qui sont basés dans les Alpes orientales et leur sont linguistiquement apparentés sur la base de quelques inscriptions. Cette thèse sans autre trace dans la tradition antique qu'une mention de Tite-Live est largement rejetée, notamment par Dominique Briquel.
Massimo Pallottino, fondateur de l'étruscologie moderne et reconnu comme l'un des plus grands étruscologues, bouleverse les idées sur le sujet. Il considère que l'émergence de la civilisation étrusque ne peut résulter d'une seule migration mais est le fruit d'un long processus de formation à partir d'apports multiples, à la fois autochtones villanoviens et exogènes, pélasgiques, orientaux ou autres. La thèse de Pallottino, exposée en 1947 dans L'origine degli Etruschi, est décrite comme une « sorte de révolution copernicienne ». Elle a emporté l'adhésion de la majorité des étruscologues, qui pensent, comme Jean-Paul Thuillier, que « le caractère mythique, fantaisiste ou idéologique de ces théories antiques conduit aujourd'hui les chercheurs à laisser quelque peu de côté la question des origines », le débat restant néanmoins « loin d'être clos ». Jean Bérard, commentant l'ouvrage de Massimo Pallottino en 1949, soutient une possible orientalisation progressive (tyrrhéniens, période orientalisante) des indigènes, dont la part orientalisée pourrait être celle qu'on associe le plus facilement à la culture étrusque
En revanche, pour Robert Stephen Paul Beekes, qui reprend entièrement le dossier en 2003 et passe en revue les principaux arguments, l'origine « orientale » des Étrusques ne fait pas de doute, le territoire d'origine de ces populations se situant, selon lui, un peu plus au nord que la Lydie souvent proposée par les étruscologues,. 
Néanmoins, le consensus actuel (2021) parmi les archéologues favorise l'hypothèse d'un développement autochtone, hypothèse selon laquelle la population étrusque est originaire localement de personnes associées à la culture (proto-)villanovienne de la fin de l'âge du bronze vers 900 ans avant notre ère.
Une étude de paléogénétique parue le 24 septembre 2021 dans Science Advances, coordonnée par les universités de Florence, d'Iéna et de Tübingen et impliquant des chercheurs d'Italie, d'Allemagne, des États-Unis, du Danemark et du Royaume-Uni, essaye de faire la lumière sur l'origine et l'héritage des Étrusques en analysant le génome de 82 individus du centre et du sud de l'Italie ayant vécu entre 800 av. J.-C. et 1000 apr. J.-C. Les résultats de la recherche confirment que les Étrusques, malgré leurs expressions culturelles particulières, seraient étroitement liés à leurs voisins italiques. Au tournant de l'âge du fer et de la période de la Rome républicaine, le patrimoine génétique étrusque serait resté le même pendant au moins 800 ans,.
L'ethnogenèse des Étrusques demeure un sujet délicat. Leur langue, clairement non indo-européenne, est un des marqueurs les plus visibles de leur identité. Si leur écriture ne date que du VIIIe siècle av. J.-C., les nombreux emprunts mutuels indiquent une longue proximité entre les Étrusques et leurs voisins italiques avant cette époque. Le processus d'ethnogenèse remonte sans doute au IIe millénaire av. J.-C., à la fin de l'âge du bronze, vers 1200 av. J.-C., lorsqu'un nouveau faciès culturel remplace la culture apenninique. Cette phase, dite proto-villanovienne, du XIIe au Xe siècle av. J.-C. est culturellement marquée dans le domaine funéraire par le passage progressif de l'inhumation à l'incinération dans une partie de l'Italie correspondant à la zone où fleuriront la culture de Villanova puis la civilisation étrusque, et l'inhumation persiste dans les régions habitées par des peuples italiques parlant une langue indo-européenne. C'est au cours de cette phase proto-villanovienne, qui correspond à de profonds bouleversements à l'est de la Méditerranée, que des groupes venus d'Orient sont susceptibles d'être venus s'installer en Italie centrale et d'avoir contribué à l'ethnogenèse du peuple étrusque.

## Histoire
L'histoire de cette civilisation antique se déploie sur dix siècles et sur six époques successives : 
- (1) la période villanovienne, du début Xe  à la fin  VIIIe siècle av. J.-C., attestée par une archéologie constituée d'habitats rudimentaires et d'éléments funéraires dits « à champs d'urnes » ;
- (2) la période orientalisante, marquée par des échanges culturels et commerciaux avec les Phéniciens, les Carthaginois et les Grecs d'Italie méridionale (ou Eubéens), datée de 720 à 600 av. J.-C. ;
- (3) la période archaïsante, époque attribuée entre 600 et 480 av. J.-C., phase de développement culturel, économique et territorial, qui voit les Étrusques apposer leur empreinte sur une grande partie du bassin méditerranéen occidental et de l'Italie antique, y compris au sein même de Rome, en lui fournissant trois souverains (Tarquin l'Ancien, Servius Tullius et Tarquin le Superbe, de la lignée dynastique des Tarquins) ;
- (4) la période classique, datée de 480 à 300 av. J.-C., au cours de laquelle la prééminence des Étrusques vacille et est marquée par de lourdes défaites militaires sur les terres, comme sur les mers ;
- (5) la période hellénistique, attribuée de 300 à 100 av. J.-C., qui se présente comme une phase de déclin rythmée par de multiples invasions (notamment celtes) et sièges de villes ;
- (6) enfin la période de romanisation, de 100 à 17 av. J.-C., marquée par l'assujettissement des populations étrusques par la République romaine, les cités étrusques devenant des municipes sous tutelle romaine comme l'emblématique ville de Velzna[l], puis leur accession à la citoyenneté romaine. En 17 av. J.-C., l'ensemble du territoire étrusque, devenu la Regio VII, est incorporé dans l'Empire romain.

### Période villanovienne

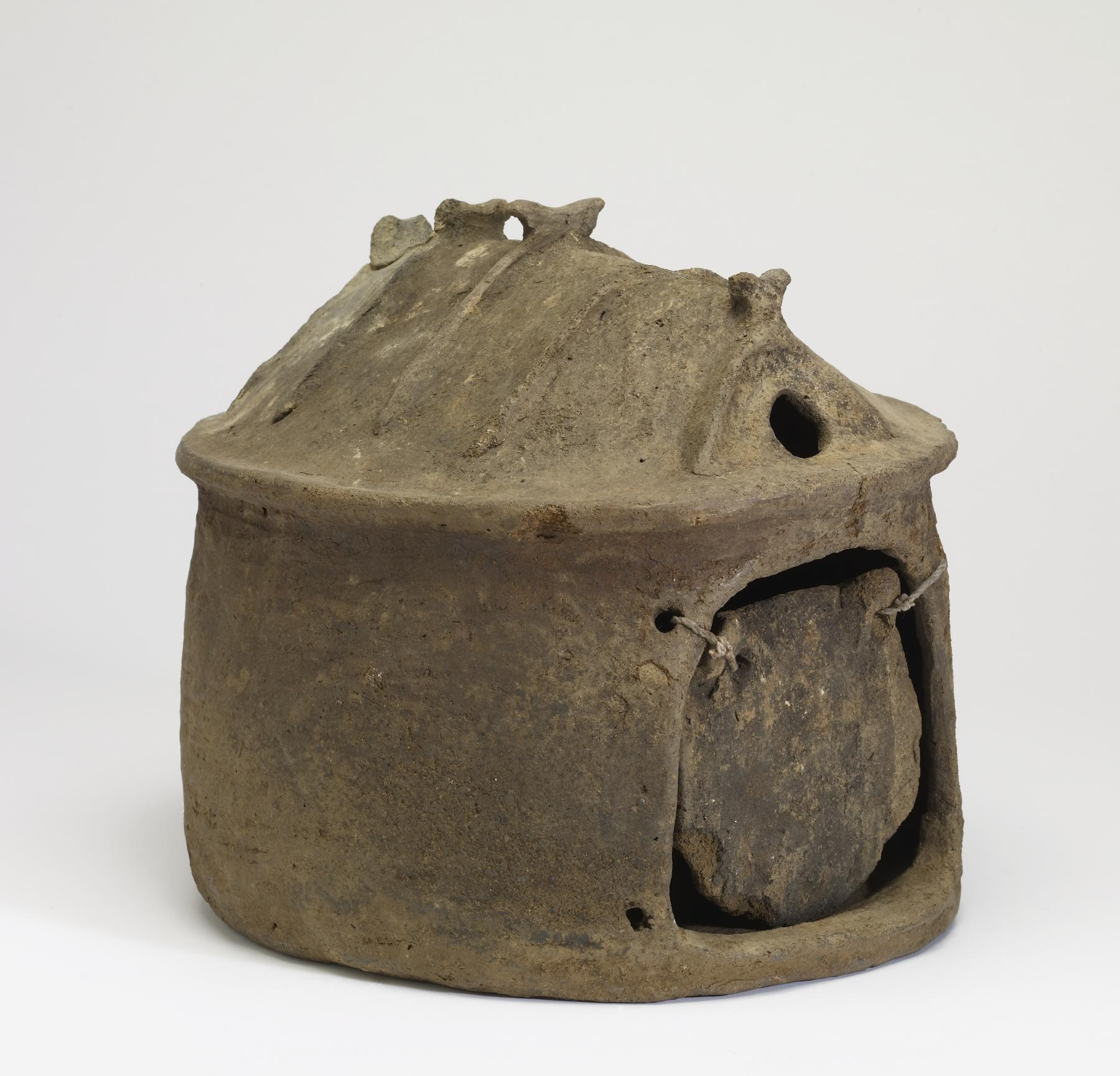
Urne-cabane villanovienne.

Du IXe au VIIIe siècle av. J.-C., la société villanovienne, que l'on appelle parfois proto-étrusque parce qu'elle occupe les territoires où l'on retrouve au VIIe siècle av. J.-C. des populations incontestablement étrusques, évolue sans rupture avec la période précédente dans le domaine funéraire. Ses rites à incinération se distinguent clairement de ceux du restant de l'Italie, à inhumation (« tombes à fosses ») et permettent d'en circonscrire l'aire géographique (Toscane, une partie de l'Émilie et de la Campanie).
La population qui occupait jusque-là des villages disséminés se regroupe dans des agglomérations situées sur des plateaux facilement défendables, tel celui de Verucchio. Elle vit dans des cabanes, dont l'aspect nous est connu par les urnes-cabanes funéraires. Le phénomène, qui touche d'abord l'Étrurie méridionale, va de pair avec l'émergence au VIIIe siècle av. J.-C. d'une aristocratie, perceptible dans le mobilier funéraire qui se diversifie : mors de chevaux, armes de bronze et casques à crête typiquement villanoviens.
L'émergence de la civilisation étrusque dans ce contexte est intimement liée à l'expansion territoriale et commerciale des Grecs dans le sud de l'Italie à partir du VIIIe siècle av. J.-C.,. L'archéologie aussi bien que de nombreux textes antiques attestent l'existence de complexes urbains chalcidiens, dont notamment ceux de Pithekos, sur l'île tyrrhénienne d'Ischia, aux environs de 775 av. J.-C. et de Cumes sur le littoral nord-campanien, vers 750 av. J.-C.,. De nombreux artefacts identifiables comme proto-étrusques indiquent des contacts très probables entre la sphère gréco-chalcidienne et la sphère étrusque soutenus par des échanges commerciaux entre ces deux cultures. La constitution d'un marché d'échanges à l'échelle de la péninsule italienne aurait contribué au développement et à l'essor de la civilisation proto-étrusque.
Les formes plastiques et stylistiques de l'artisanat proto-étrusque mettent en relief des emprunts aux canons esthétiques des Phéniciens originaires du littoral syrien. Les rares informations concernant les régions étrusques pendant cette période témoignent de contacts commerciaux et culturels avec les cultures grecque, phénicienne, et également proto-italique, contribuant à l'émergence de leur civilisation.

### Période orientalisante
Pour désigner la période allant de la fin du VIIIe  jusqu'au début du VIe siècle av. J.-C., les archéologues et les historiens parlent de « période orientalisante ». Il s'agit d'une période qui voit l'importation et l'imitation d'objets provenant du bassin oriental de la mer Méditerranée.
Au terme du VIIIe siècle av. J.-C., la civilisation étrusque procède d'une fédération de peuples et de cités ayant une même identité ethnique et culturelle. Celle-ci se manifeste sous la forme d'une nation totalement constituée. Par ailleurs, au tournant des VIIIe et VIIe siècles av. J.-C., la puissance des cités implantées au voisinage des littoraux maritimes tyrrhéniens, telles que Pufluna, Tarchna, ou encore Cisra repose sur la domination de la mer,.
Aux environs de 700 av. J.-C., les Étrusques acquièrent un système d'écriture, probablement emprunté aux Grecs originaires d'Eubée, installés dans le sud de la péninsule. Ils adaptent ensuite cette variante de l'alphabet grec à leur système phonologique. Parmi les plus anciennes inscriptions en langue étrusque figure la tablette de Marsiliana, une planchette en ivoire employée comme écritoire, portant sur un de ses côtés un alphabet modèle de 26 lettres. La provenance de l'objet, une tombe aristocratique datée d'environ 670 av. J.-C., accompagné d'ustensiles d'écriture, indique qu'à cette époque, l'écriture fait partie des activités pratiquées par l'élite.

Exemple de l'acquisition de l'écriture par les Étrusques : la tablette de Marsiliana
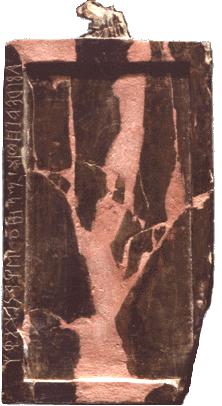
Le document épigraphique dit « tablette de Marsiliana ».
L'abécédaire de Marsiliana d'Albegnal : il se lit de droite à gauche[o].

Au cours de la première moitié du VIIe siècle av. J.-C., le cadre historique des Étrusques se détermine au travers de leur expansion territoriale et politique au sein de la plaine padane, au nord, et des aires géographiques septentrionales de la Campanie, du Latium et de l'Ombrie, au sud. Outre la confédération des cités-États étrusques fondée dans le courant du VIIIe siècle av. J.-C., la civilisation étrusque s'étend à deux nouveaux territoires : la dodécapole padane et la dodécapole méridionale. Les Étrusques fondent ainsi Pyrgi, Caiatia et Heba, dans la partie étrusco-méridionale, et des métropoles comme Atria, Cesena, Felsina, Forcello di Bagnolo San Vito et Kaituna, dans la partie étrusco-padane. Au cours de cette même période, le pouvoir politique étrusque semble entretenir des relations diplomatiques sereines avec ses voisins romains et italo-grecs, pratiquant avec eux des échanges commerciaux et culturels.

### Période archaïque
En Europe et dans le bassin méditerranéen, l'apogée de la puissance étrusque se situe probablement pendant la période archaïque, entre 600 et 475 av. J.-C. ; toutefois, l'Étrurie se trouve confrontée à partir du VIe siècle av. J.-C. à divers adversaires.
Entre 610 et 500 av. J.-C. environ, selon les traditions souvent contradictoires reprises par les auteurs antiques, plusieurs rois d'origine étrusque (de naissance ou par adoption) se succèdent comme rois de Rome : Tarquin l'Ancien, Servius Tullius (dont le nom étrusque serait « Macstarna ») et Tarquin le Superbe (ou le Jeune). Après la chute de la royauté, un parent, Lucius Tarquinius Collatinus, aurait été l'un des deux premiers consuls de Rome. Porsenna, roi étrusque de Clusium, aurait tenté de prendre Rome et peut-être occupé la ville pendant un temps, puis le roi exilé Tarquin le Superbe (ou un parent) aurait été élu chef de guerre de la Ligue latine en guerre contre Rome et aurait été repoussé à la bataille du lac Régille, mettant fin aux ambitions étrusques. Cette présence étrusque s'interprète plus comme les entreprises individuelles de chefs de guerre que comme une politique de conquête de leurs cités d'origine, Tarquinia ou Vulci. Elle imprime une marque culturelle et économique sur la cité romaine naissante.

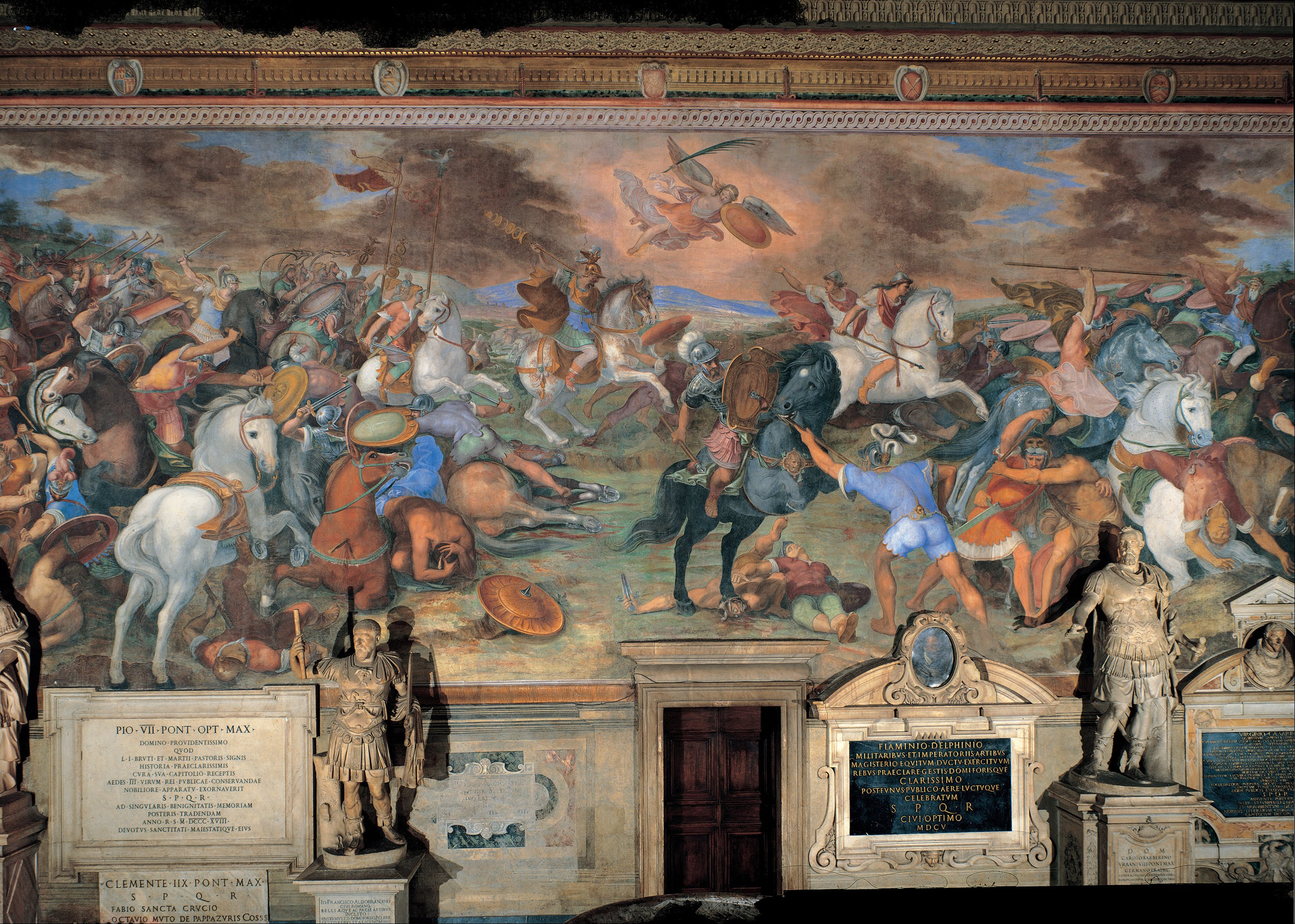
Peinture de Tommaso Laureti représentant la bataille du lac Régille.

Dans la région du Latium, à Rome, la chute des Tarquins provoque une succession de guerres entre certaines villes étrusques méridionales (Tarquinia, Véies, Cerveteri) et Rome, première cité sortie de la domination étrusque en chassant Tarquin le Superbe vers 509 av. J.-C. Puis les Latins s'en libèrent avec l'aide d'Aristodème de Cumes à la bataille d'Aricie en 506 av. J.-C. À l'orée du Ve siècle av. J.-C., après avoir vaincu les Latins lors de la bataille du lac Régille, et leur avoir imposé le fœdus Cassianum, les Romains disputent à Véies le contrôle des salines du Tibre au cours d'une série de guerres, alternant avec une trêve de quarante ans en 474 av. J.-C.,. La guerre de 438-425 s'achève par la chute de Fidènes, petite ville latine alliée à Véies et contrôlant un gué du Tibre.
L'hégémonie étrusque, menacée sur sa frontière continentale du Tibre, l'est aussi dans sa zone d'influence maritime. En 535 av. J.-C., les Étrusques, alliés aux Carthaginois (certains historiens emploient à ce propos l'expression de « Confédération étrusco-carthaginoise »), remportent la bataille navale d'Alalia (Aléria), au large de la Corse, contre les Phocéens de Massalia (Marseille antique) renforcés par des migrants phocéens ayant fui l'invasion des Perses. L'arrêt de l'expansion étrusque commence à la fin du même siècle, puis vient le déclin durant le Ve siècle av. J.-C..

### Période classique
À l'époque classique, la situation des cités étrusques va en s'aggravant, celles-ci devant faire face sur trois fronts différents.
Le premier se situe en Campanie, où les possessions étrusques, isolées et affaiblies après la défaite navale de Cumes en 474 av. J.-C., sont définitivement perdues lors de la conquête de Capoue par les Samnites,.

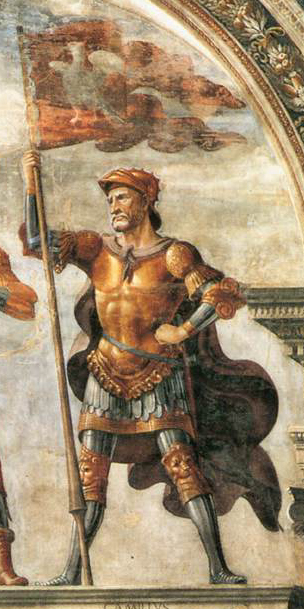
Marcus Furius Camillus, dit Camille, à la bataille de Véies, en 394 av. J.-C. (par Domenico Ghirlandaio, vers 1483).

Sur le deuxième front, les Étrusques doivent faire face à l'expansionnisme romain. Véies, la cité étrusque la plus proche de Rome, est la première à tomber en 396 av. J.-C. sous la bannière du dictateur romain Marcus Furius Camillus. S'il faut en croire Tite-Live, dont le récit est empreint « d'éléments merveilleux », les Romains s'emparent de la ville au bout d'un siège de dix ans. Durant plus de deux siècles, à l'initiative tantôt de l'une tantôt de l'autre de leurs cités, les Étrusques luttent contre l'expansion romaine. Entre 358 et 351 av. J.-C., Tarquinia et Rome se livrent une guerre sans merci avec de part et d'autre des prisonniers exécutés en sacrifices humains. Le conflit est désastreux pour la cité étrusque, dont le territoire est ravagé et qui finit par accepter une trêve de quarante ans.

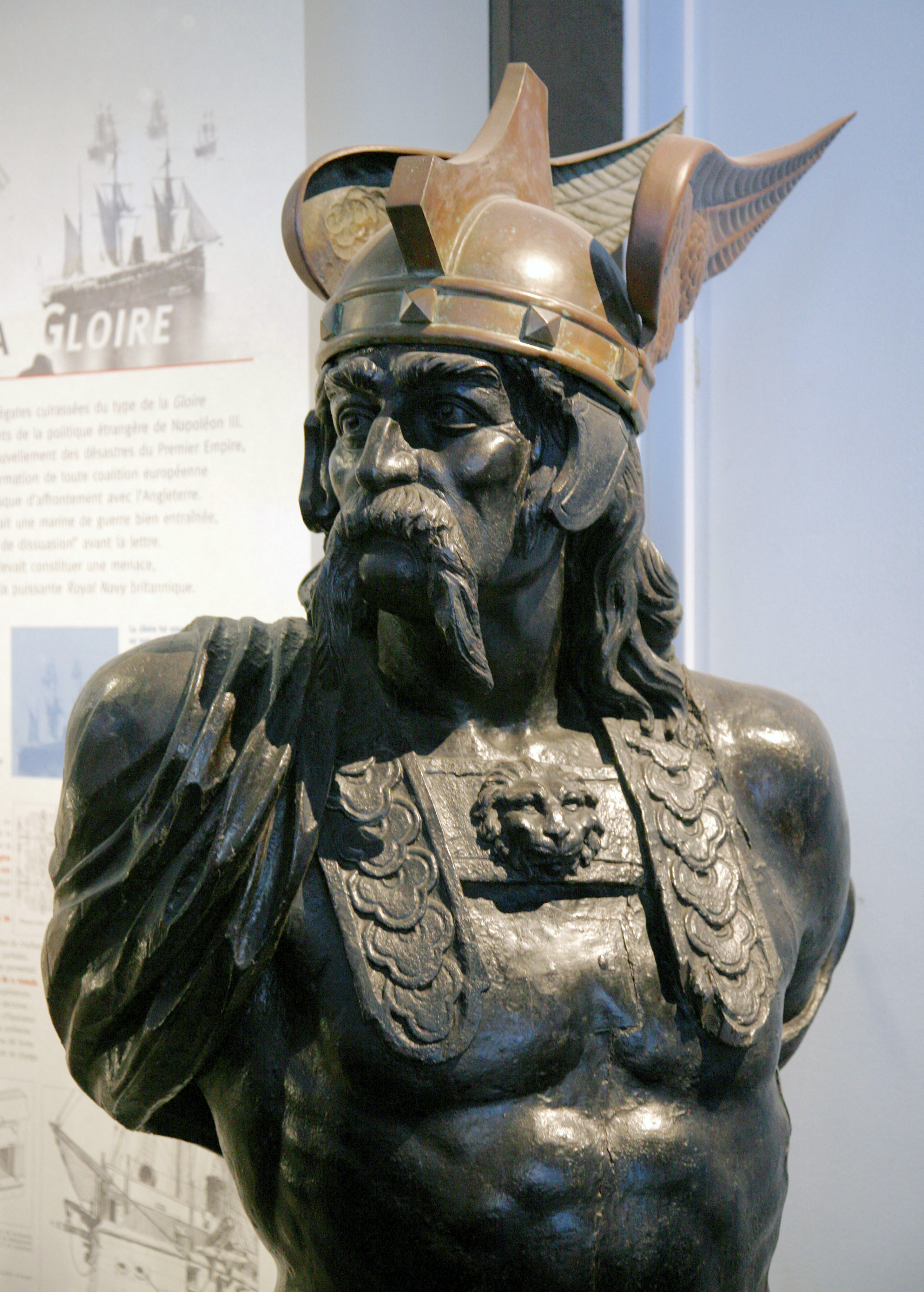
Brennos (XIX）.

Enfin, entre 390 et 380 av. J.-C., le troisième front militaire se développe aux marges septentrionales de l'Étrurie. À cette époque, des tribus celtes unifiées sous la bannière du chef de guerre sénon Brennos migrent vers le sud. Au début du Ve siècle av. J.-C., une expédition en grande partie composée de troupes boïennes et sénonnes, entraîne la destruction des cités étrusques de la plaine du Pô, telles que Felzna et Forcello,.
À la fin du IVe siècle av. J.-C., les hostilités reprennent après plusieurs décennies de calme. S'il faut en croire Tite-Live, la guerre romano-étrusque est déclenchée par les Étrusques, pour tenter de reprendre aux Romains la ville de Sutri, qui occupe une position stratégique. Non seulement ils échouent, mais les Romains portent les hostilités au cœur du territoire étrusque en franchissant la forêt ciminienne (forêt de chênes qui s'étendait des portes de l'Urbs jusqu'aux lacs de Bracciano et Vico, et au territoire des Falisques).
Pérouse, Cortone et Arezzo obtiennent une trêve de trente ans. En 310 av. J.-C., lors de la bataille du lac Vadimon près de Bolsena, l'armée romaine menée par le consul Fabius Maximus porte un coup sévère à la coalition des cités étrusques. Selon le récit de Tite-Live, Pérouse, qui a rompu la trêve, est finalement obligée d'admettre une garnison romaine tandis que Tarquinia obtient une nouvelle trêve de quarante ans et que les Romains s'emparent de plusieurs places fortes volsiniennes. Les Étrusques obtiennent finalement une trêve renouvelable chaque année,. Faute d'une réelle coordination, la coalition étrusque échoue.

### Période hellénistique

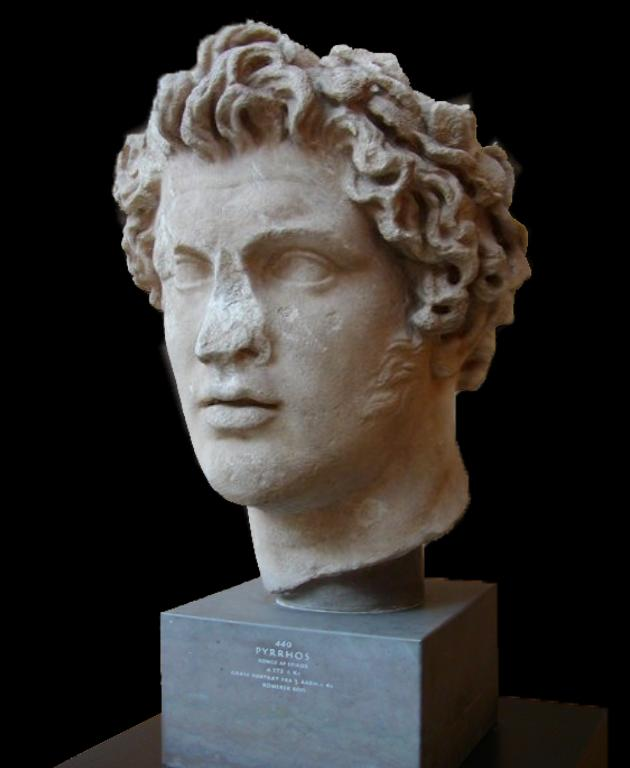
Buste de Pyrrhus, roi d'Épire et allié des Étrusques entre 280 et 275 av. J.-C.

À partir de l'époque hellénistique, les cités étrusques, qui ont déjà connu de multiples revers militaires et géopolitiques lors de la période précédente, sont en proie à un déclin inexorable à la fois culturel, économique et géostratégique. Ils n'arrivent pas à opposer un front commun aux Romains. Pire encore, à l'intérieur même de leurs cités, des conflits sociaux opposent les aristocrates à la masse des couches les plus pauvres. Les premiers n'hésitent pas alors à solliciter l'intervention des Romains, comme c'est le cas à Arezzo en 302 av. J.-C..
Seule une alliance avec d'autres peuples menacés d'absorption par le puissant voisin romain semble encore offrir aux dernières cités libres l’opportunité de se soustraire à l'expansionnisme romain. Au cours de la troisième guerre samnite, en 295 av. J.-C., les Étrusques entrent dans une coalition comprenant les Ombriens, les Gaulois cisalpins et les Samnites. Avant la bataille de Sentinum, les Étrusques, ayant appris que les Romains ravagent le territoire de Clusium, rentrent chez eux. En leur absence, les légions romaines battent les Samnites et les Gaulois au terme d'un combat acharné. L'armée romaine se retourne ensuite contre les Étrusques, qui sont battus près de Volterra. Malgré la débâcle subie par l'armée étrusque, un dernier sursaut survient en 284 av. J.-C., lors d'une offensive des armées romaines commandées par Lucius Metellus. Ces dernières sont battues au bas de la citadelle fortifiée d'Arezzo.

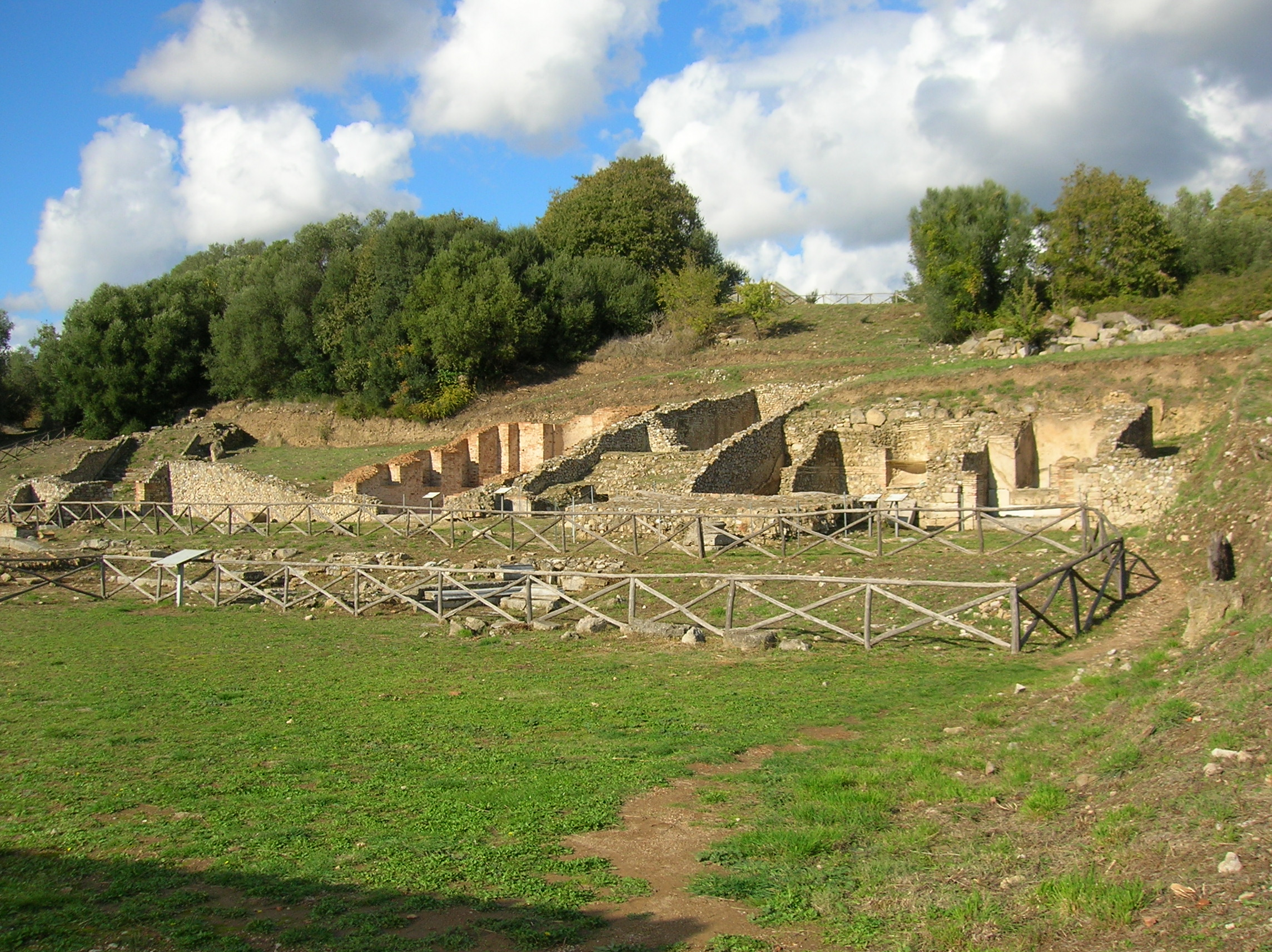
Vestiges de Roselle.

Cette période de l'histoire étrusque trouve son épilogue lors de l'expédition de Pyrrhus en Italie, en réponse à l'appel de la cité grecque de Tarente en 280 av. J.-C.,. Le roi d'Épire, menant une politique faite de traités et d'alliances multiples avec les cités d'Étrurie, gréco-italiotes et italiques, vient secourir Tarente. Cette manœuvre éveille l'espoir des populations de Vulci et de Volsinies de se soustraire à la mainmise romaine,. Toutefois, le cours des événements ne s'oriente pas dans cette direction : Pyrrhus, quoique victorieux des légions romaines à la bataille d'Héraclée en Lucanie, ne parvient pas à faire sa liaison avec les deux cités étrusques. Ces dernières, prises en étau, se voient contraintes d'abdiquer face à la puissance romaine et, in fine, valident un traité d'alliance avec le pouvoir romain. De surcroît, cette paix est défavorable pour Vulci et Volsinies,. En 279 av. J.-C., Pyrrhus, après avoir remporté face aux Romains une victoire difficile à la Ausculum, se lance dans une expédition en Sicile. Puis, toujours appuyé par les cités étrusques et italiotes, il revient à la charge en Italie en 276 av. J.-C. où il est définitivement battu par les Romains. À partir de cet événement, le dernier obstacle venu d'Épire écarté, Rome a désormais les mains libres pour achever la conquête de l'Étrurie.

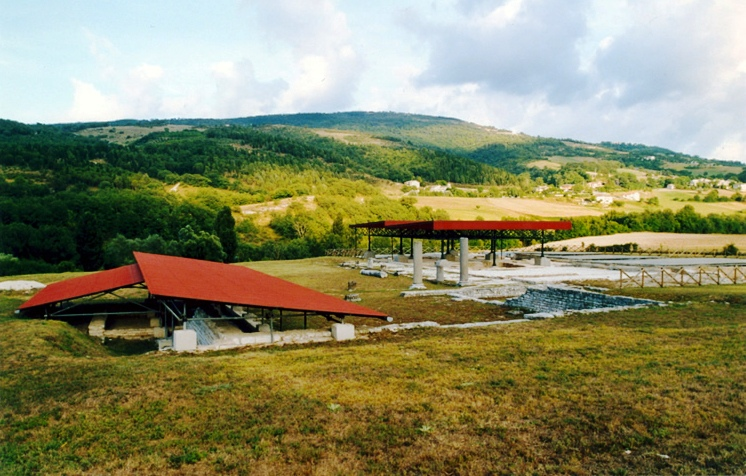
Site archéologique du Sentinum.

En 294 av. J.-C., la cité de Roselle est détruite et sa population décimée, Volsinies, Pérouse et Arezzo se soumettent alors à Rome. Point d'orgue de ce processus, en 264 av. J.-C. Rome s'empare de la capitale religieuse et politique des peuples étrusques, Velzna,. En 241 av. J.-C., la cité de Falerii, traditionnelle alliée de l'Étrurie, effectue une ultime tentative de rébellion vis-à-vis de Rome. La ville est rasée et ses habitants déportés vers un site offrant moins de protection, appelé Falerii Novi.
Pendant les quatre décennies suivantes, Rome accélère sa politique de grands travaux visant à mailler l'ensemble des territoires italiens conquis. À la fin des années 220 av. J.-C., toutes les terres étrusques sont dotées de routes d'acheminement civiles et commerciales comme la Via Aurelia fondée en 241 av. J.-C., longeant la côte et reliant entre elles une série de colonies, dont Pyrgi ; la via Flaminia, fondée en 238 av. J.-C., qui épouse une ligne reliant les côtes de l'Adriatique à celles de la mer Tyrrhénienne sur un axe sud-ouest/nord-est ; et la via Cassia, se développant sur un tracé d'axe nord-sud, et partant approximativement de Veis pour rejoindre Luna,.
Au cours du printemps de l'an 217 av. J.-C., en pleine guerre punique, après avoir traversé le Sud de la Gaule et le massif alpin, les troupes carthaginoises conduites par Hannibal (247-181 av. J.-C.) débouchent en Étrurie où elles se livrent à des ravages que ne peut ignorer l'armée romaine. Après la bataille du lac Trasimène où les Romains subissent une lourde défaite, contrairement aux Gaulois qui se rallient à Hannibal, seuls quelques Étrusques rejoignent les forces carthaginoises.
À la fin de la deuxième guerre punique, les populations d'Étrurie, bien que « fidèles » à leur culture, apparaissent de plus en plus romanisées. En 205 av. J.-C., alors que le consul Publius Cornelius Scipio (236 - 183 av. J.-C.), après s'être emparé de Locres, prépare son expédition en Afrique, il reçoit l'aide, probablement forcée, des Étrusques, tant en vivres, en équipement et en navires de guerre. Ces faits tendent par conséquent à confirmer que les Étrusques subissent une lente et irréversible intégration au sein de la République romaine,,.
Le IIe siècle av. J.-C. est une période calme pour l'Étrurie. Certaines cités étrusques telles qu'Arezzo, Pérouse et Bolsena (Volsinii Novi) connaissent une véritable prospérité.

### Romanisation de l'Étrurie
En quelques décennies, entre 140 et 100 av. J.-C., alors amputées de Velzna, leur centre le plus symbolique, les populations étrusques sont totalement assujetties à Rome et incluses par des traités spécifiques. Malgré la pacification des peuples d'Étrurie, mais également de ceux de l'Ombrie, du Sabinum, de la Campanie ou encore de ceux de la Cisalpine, qui ne bénéficient pas encore de la citoyenneté romaine, ils ne sont que des « citoyens de second rang »,.
Au Ier siècle av. J.-C., pendant la guerre sociale, les Étrusques ne prennent pas part à la lutte entre Rome et certains de ses alliés. Ils en retirent cependant un bénéfice lorsque Rome accorde le droit de cité à tous les Italiens. En revanche, lors de la première guerre civile entre Marius et Sylla, ils choisissent le mauvais camp. Le vainqueur, Sylla, se montre rancunier et châtie les villes qui ont pris parti pour Marius : en 81 et 80 av. J.-C., il confisque leurs biens et établit des colonies militaires à Arezzo et Fiesole.
L'année 40 av. J.-C. est déterminante pour la cité étrusque de Pérouse. La succession de Jules César (assassiné en 44 av. J.-C.), favorable aux Étrusques
,, provoque une guerre civile entre Marc Antoine et Octave. Lucius Antonius, frère de Marc Antoine, se réfugie dans l'enceinte de la ville ombrienne. Dès lors, Pérouse subit un long siège militaire par les légions fidèles à Octave. Tombée aux mains de ce dernier, la ville est ravagée, puis reconstruite quelques années plus tard, grâce à l'appui de Mécène, proche conseiller d'Octave et descendant de la famille étrusque des Cilnii.
En 27 av. J.-C., Rome, devenue le centre d'un vaste empire sous Auguste, fait de l'Étrurie la septième région impériale, sous le toponyme de « Regio VII » ou « Etruria »,. Au terme du règne d'Auguste, en 14, les haruspices annoncent l'achèvement du « Xe et ultime saeculum de la nation étrusque ».

## Le territoire étrusque

### Territoire historique
Les terres historiques de l'Étrurie originelle étaient délimitées par les cours des fleuves Arno (rive droite) et Tibre (rive gauche) dont les sources se situent sur les versants respectifs des monts Falterona et Fumaiolo. L'Étrurie comprenait donc la partie occidentale de l'Ombrie, la globalité de la Toscane, et l'extrémité septentrionale du Latium jusqu'à Rome où la rive droite du Tibre,, le Trastevere, était considérée comme étrusque comme le confirment certains termes anciens : litus tuscum (autrement dit : « rivage des étrusques ») ou encore « ripa veiens » (littéralement : rive de Véies, cité étrusque géographiquement la plus proche de Rome et possédant un accès direct via la voie tibérine). L'expansion commerciale et politique étrusque s'étend par la suite en Campanie et dans la plaine du Pô comme le témoignent les restes archéologiques, monuments et objets d'art de tout genre.
Au Ier siècle, dans ses Lettres, Pline le Jeune, ne tarit pas d'éloges sur le panorama naturel des terres historiques étrusques.
Le territoire s'organise autour de quatre axes majeurs. D'une part, on distingue deux lignes longitudinales. Une ligne occidentale formée par les plaines côtières longeant la mer Tyrrhénienne, dont l'épicentre est approximativement Rusellæ, et un vaste espace central de faible altitude évoluant du nord au sud. D'autre part, le territoire étrusque est défini par deux axes latitudinaux se développant d'est en ouest qui correspondent aux cours fluviaux de l'Arno et de l'Ombrone.
L'ensemble de ces éléments révèle que le territoire historique étrusque, tout en comportant quelques obstacles, présente des avantages notables tant spatiaux, que pédologiques, minérifères et hydrographiques. Ils bénéficient d'un domaine favorable à l'agriculture, à l'essor industriel et économique, ainsi qu'à la navigation et par conséquent au commerce de produits manufacturés, en particulier grâce aux voies fluviales et à son ouverture sur un vaste espace maritime.
Dans sa partie septentrionale et orientale, le territoire est pourvu de contreforts et de vallées tributaires de la chaîne des Apennins, formée du nord au sud d'une suite d'enceintes montagneuses naturelles. Leur altitude culmine à 2 163 mètres avec le mont Cimone, dans l'actuelle province de Modène en Émilie-Romagne. Par ailleurs, le sous-sol géologique de ces massifs est riche en ressources minérales. Plus à l'ouest, en direction de l'espace central étrusco-toscan, ces derniers s'amenuisent sous la forme d'un prolongement vallonné riche d'une terre siennoise de type argileuse, un matériau favorisant l'exploitation agricole et bénéficiant d'une composition essentielle à la production des poteries étrusques tels que les buccheros. Il s'agit de la région des Crete senesi (littéralement « crêtes siennoises ») et dont la cité-État de Chiusi en est le principal centre administratif, politique et économique.
Au nord se développe en largeur vers le sud-est rejoignant la basse-vallée de l'Arno, la plaine centrale, étroite au niveau des Alpes apuanes, massif d'où est extrait le marbre de Carrare. La partie occidentale de cet ensemble topographique s'achemine en collines peu marquées, ponctuées de gorges et de dépression fluviales de tailles modestes telles que le val d'Orcia et affluentes à l'Ombrone et à l'Arno,.
À l'extrémité ouest de l'Étrurie, le panorama se transforme et s'étire en plaines côtières bordées par la mer Tyrrhénienne, dont notamment la vaste plaine maritime de la Maremme. En direction du sud, les terres étrusques se prolongent en massifs de type volcanique,, parsemés d'étendues lacustres comme celle du lac de Bolsena. Les sols de ces hauts-plateaux et reliefs encaissés se caractérisent par la présence de tuf volcanique, une roche facile à extraire et à exploiter, propre à la construction d'éléments architecturaux et de bas-reliefs. Sa granulométrie la rend toutefois fragile et sécable,.
Cette région méridionale aux paysages d'altitude, que l'on dénomme la « haute Tuscia », présente une végétation riche, constituée de massifs forestiers de type feuillus, tels que des chênaies ou des hêtraies, essences largement utilisées et représentées dans l'industrie étrusque, tant comme matériau de combustion que pour la production de poteaux de bois, de sculptures et sous forme brute, de biens d'exportation. Grâce à cette manne naturelle, la métropole étrusque de Volsinies, géographiquement positionnée au sein de la région boisée, s'octroie la majeure partie du marché économique,.

### Extension et frontières

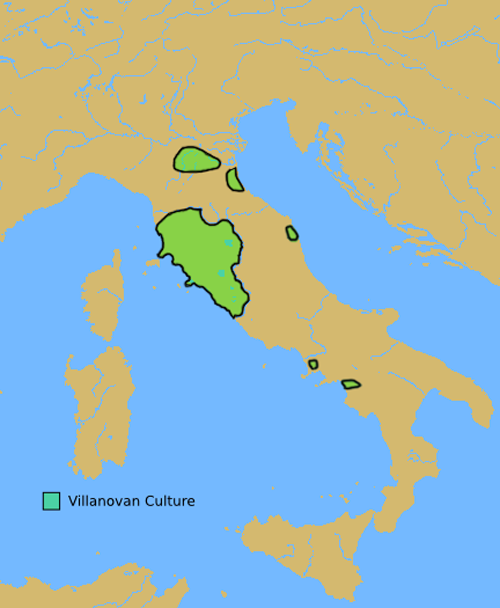
Le territoire étrusque au cours de sa genèse correspondant peu ou prou à l'aire de diffusion de la culture villanovienne vers la fin du

La « nation » étrusque s'est formée à travers un procédé complexe d'échanges commerciaux, flux migratoires et conflits armés dont certaines étapes peuvent être reconstituées par l'archéologie. Ainsi au début de IXe siècle av. J.-C., la métallurgie du fer se développe dans divers centres de l'Étrurie. Au Ve siècle av. J.-C., les premiers habitats se transforment d'abord en cités-États à base monarchique puis aristocratique dont l'expansion unitaire reste limitée.
L'expansion débute au VIIIe siècle av. J.-C., les cités plus puissantes absorbant les autres, soit culturellement ou par la force (Véies), soit politiquement (Falerii, Capena, Rome, Ruma étrusque au VIe siècle av. J.-C.), en Campanie (Capoue, Pompéi et Salerne) et vers le nord avec l'occupation de Felsina, Mantoue, Adria, Spina et la fondation de Marzabotto.
Globalement, à la fin de cette époque d'expansion territoriale, l'aire géographique de l'Étrurie toscane, campanienne et padane recouvre environ un tiers de l'Italie, soit approximativement 100 000 km2. La carte géographique du territoire étrusque s'inscrit au sein d'un vaste ensemble de peuples, d'ouest en est et du nord au sud entre les Ligures, les Celtes d'Italie, les Vénètes, les Rhètes, les Sardes, les Falisques, les Latins, les Ombriens, les Sabins et les Picéniens, essentiellement la tribu des Vestins.
L’île d'Elbe avait probablement été occupée au VIIe siècle av. J.-C., la côte est de la Corse vers 540 av. J.-C. après la bataille d'Alalia contre les Phocéens.
La domination sur les territoires au sud du Tibre cesse vers la fin du VIe siècle av. J.-C., avec les défaites d'Aricie contre les Latins alliés d'Aristodemos Malakos, puis de Cumes (474 av. J.-C.) contre les Syracusains. À la même époque, l'Étrurie padane succombe sous les coups des Gaulois.

Carte représentant les peuples étrusques et italiques au sein du Latium au cours du.

### Cités-États

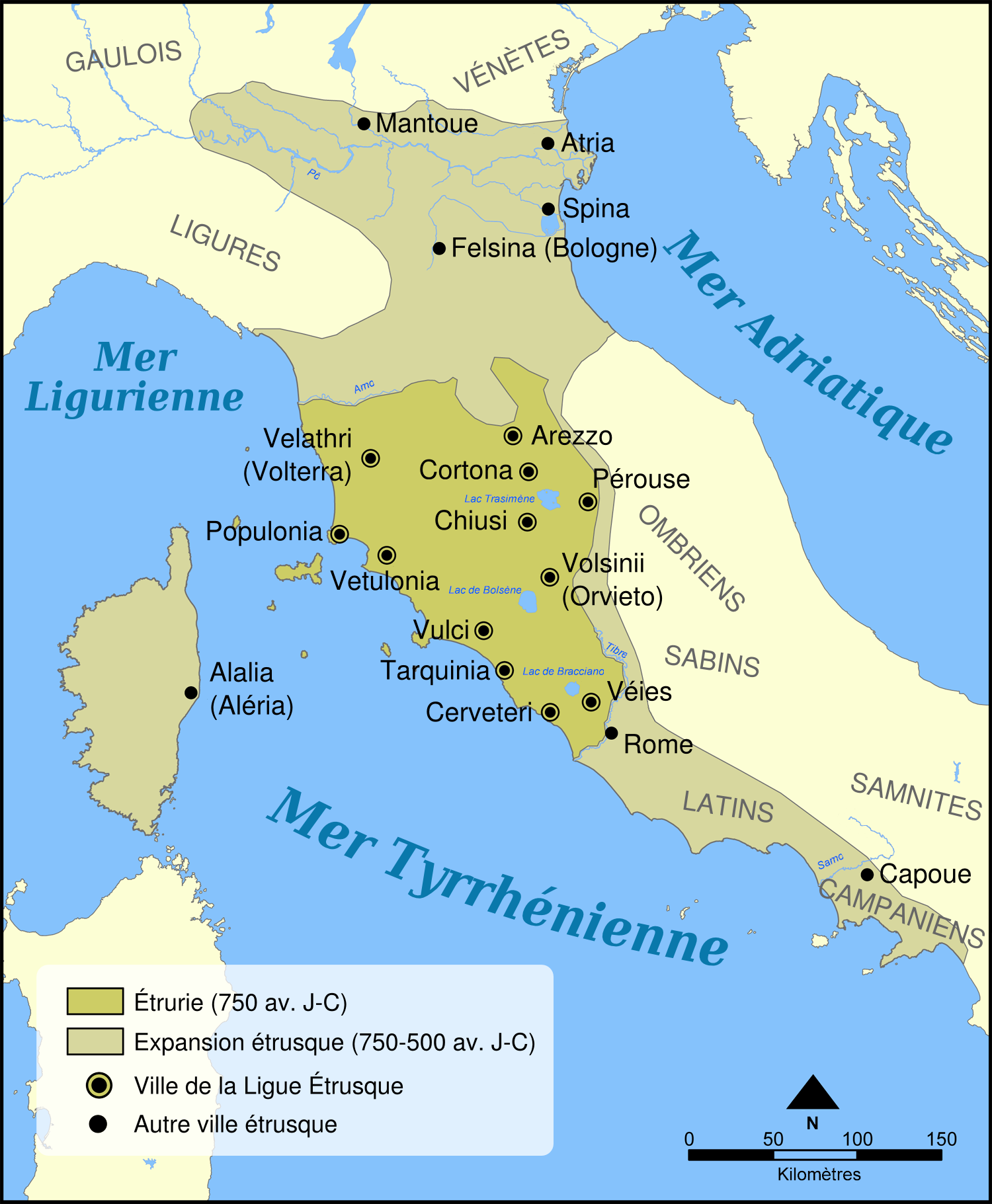
Carte géographique mettant en évidence les douze cités-États étrusques.

La société étrusque, depuis son émergence au VIIIe siècle av. J.-C. jusqu'à sa romanisation progressive et sa dissolution au sein du monde romain au début de l'ère chrétienne, ne fut jamais unifiée politiquement. Elle était constituée d'un ensemble de cités-États, selon le modèle grec de la polis, avec un grand centre urbain dominant un plat-pays, où subsistent des centres secondaires. Ces entités évoluèrent progressivement de la monarchie vers un régime républicain, comme ce fut le cas à Rome. On ne connaît pas l'étendue territoriale exacte de chaque cité, bien qu'il ait existé des bornes (tular en étrusque) placées aux frontières. Au-delà de ces divisions, les Étrusques sont reconnus comme un tout, une entité distincte, le Tuscum nomen, par leurs voisins latins. L'évolution des cités vers un régime républicain n'était pas irréversible, comme le montre Véies, qui revint à un régime monarchique, s'attirant ainsi l'hostilité des autres cités étrusques.

Les institutions politiques étrusques sont mal connues. Ce que nous en savons nous est parvenu à travers des passages allusifs dans des textes grecs ou latins. L'archéologie vient suppléer à ces sources, essentiellement sous forme d'inscriptions, mais la connaissance imparfaite de la langue étrusque laisse subsister de nombreux points d'interrogation. Aux VIIe et VIe siècles av. J.-C., ces cités-États connaissent un régime monarchique. Les rois que les étruscologues appelaient jadis lucumons, une appellation à laquelle les spécialistes actuels ne croient plus guère, sont issus des grandes familles aristocratiques qui forment une oligarchie. Ils exercent un pouvoir, dont les attributs nous sont connus par un passage de Denys d'Halicarnasse : 

« une couronne d'or, un trône d'ivoire, un sceptre avec un aigle sur le pommeau, une tunique de pourpre incrustée d'or et un manteau pourpre brodé, tels que les rois des Lydiens et des Perses le portaient sur eux [...], cela semble avoir été une coutume tyrrhénienne pour chacun des rois dans sa cité, qu'il fût précédé par un licteur, un seul, portant une hache avec un faisceau de verges et lorsqu'il y avait une expédition commune des douze cités, on remettait les douze haches à un seul homme, celui qui avait reçu le pouvoir souverain. »

— Denys d'Halicarnasse, Antiquités romaines, III, 61.
 On connaît mal les institutions des cités républicaines. Elles possédaient des magistrats, dont le zilath (zil, zil(a)c ou encore zilch), magistrat suprême élu annuellement et le maru, dont on connaît encore moins bien la fonction.
Les cités de l'Étrurie historique, conscientes de leur identité linguistique, culturelle et religieuse, étaient plus étroitement liées entre elles. Elles formaient une ligue, la dodécapole étrusque que les écrivains grecs appelaient « dôdeka poleis » (c'est-à-dire douze cités), dont est issu le mot « dodécapole » en français. Denys d'Halicarnasse parlait quant à lui de douze « hegemoniai », tandis que les écrivains latins parlaient de « duodecim populi », c'est-à-dire douze peuples. Le siège de la ligue serait le « fanum » (sanctuaire) Voltumnae (du dieu Voltumna) qui se situerait à Volsinies, sur le Campo della Fiera où l'on pense en avoir retrouvé les traces.
Les réunions, essentiellement de nature religieuse, auraient été présidées par un magistrat suprême, le « zilath mechl rasnal ». Les étruscologues sont divisés sur le sens de cette expression, qui pourrait s'appliquer au plus haut magistrat d'une cité donnée. Seul Tite-Live mentionne cinq fois le sanctuaire, pour une brève période en l'associant à des réunions politiques de ce qu'il appelle « omni Etruriæ concilium » (Conseil de toute l'Étrurie) ou encore « Etruscorum concilium » (Conseil des Étrusques). Selon les données éparses recueillies auprès des écrivains antiques, il aurait existé une institution relevant du même schéma tant en Étrurie padane qu'en Étrurie campanienne. Pour la première, Tite-Live rapporte que « Maîtres du territoire qui s'étend de l'une à l'autre mer, les Étrusques y bâtirent douze villes, et s'établirent d'abord en deçà de l'Apennin vers la mer Inférieure, ensuite de ces villes capitales furent expédiées autant de colonies qui, à l'exception de la terre des Vénètes, enfoncée à l'angle du golfe, envahirent tout le pays au-delà du Pô jusqu'aux Alpes. » Strabon, évoquant la Campanie, mentionne que les Étrusques « y fondèrent douze villes, une, entre autres, appelée Capua, comme qui dirait la ville capitale. » Ces assertions, largement reprises par les étruscologues modernes, ne font cependant pas l'unanimité. Plusieurs points font l'objet d'interrogations ou de controverses. Si certains spécialistes continuent de voir dans les dodécapoles padane et campanienne le résultat d'une conquête, d'autres font remarquer que la Campanie et la plaine du Pô présentaient déjà le même faciès archéologique que l’Étrurie historique au cours de la période villanovienne. La notion même de dodécapole est sujette à caution pour ces deux régions, car il est difficile d'y trouver douze candidats au titre de véritable cité.

### La thalassocratie étrusque
La « thassalocratie étrusque » est un terme historiographique qui désigne l'expansion territoriale, culturelle et commerciale étrusque par l'implantation de nombreux établissements coloniaux au cours de la période allant du VIIIe au Ve siècle av. J.-C. afin de conforter les positions économiques sur une partie du bassin méditerranéen.
Leur présence est attestée sur le littoral tyrrhénien par le site portuaire de Gravisca fondé au VIe siècle av. J.-C. qui constitue un emporion, c'est-à-dire une sorte de port franc.
En Gaule méditerranéenne, les Étrusques sont présents en Languedoc et en Provence au VIIe  et VIe siècle av. J.-C., en particulier à Lattara, site protohistorique localisé dans l'agglomération de la commune de Lattes, dans le département de l'Hérault et Pech Maho, localisé dans l'actuel département de l'Aude,,. En Ligurie, leur présence est attestée de manière ponctuelle, sur le site de Luna dès la période archaïque et, en Haute-Corse, on note la présence de vestiges d'un comptoir colonial étrusque sur le site d'Alalia,.
Sur l'île d'Elbe,, les analyses de terrain effectuées au XIXe siècle, mettent en avant l'existence de zones d'extractions minérifères, dont la datation atteste d'une implantation étrusque au cours de la 1re phase de l'âge du fer,. L'île d'Elbe semble être une plaque tournante des exportations étrusques avec la présence d'un important emporion.

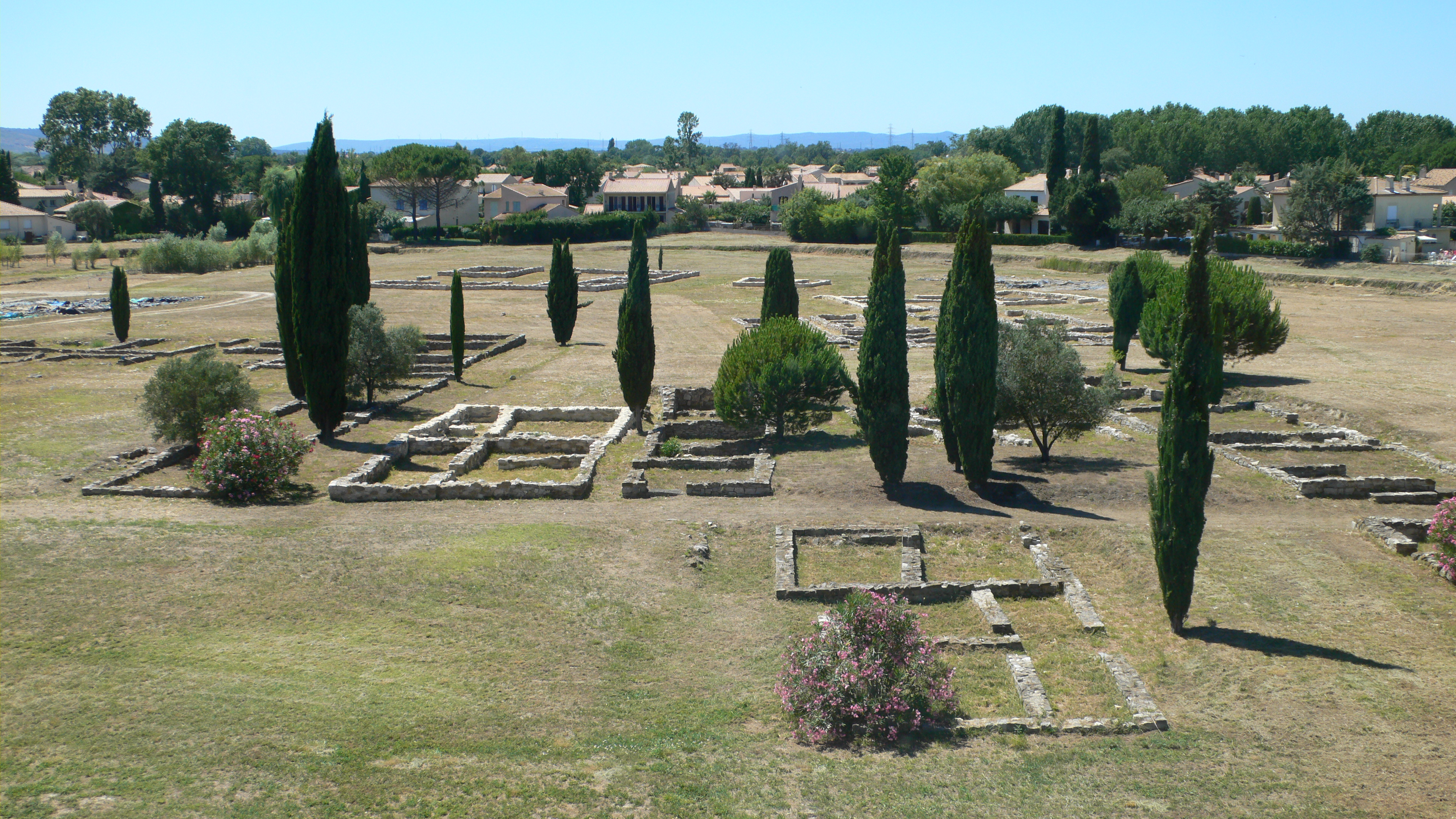
Vue du site archéologique de Lattara[aa].
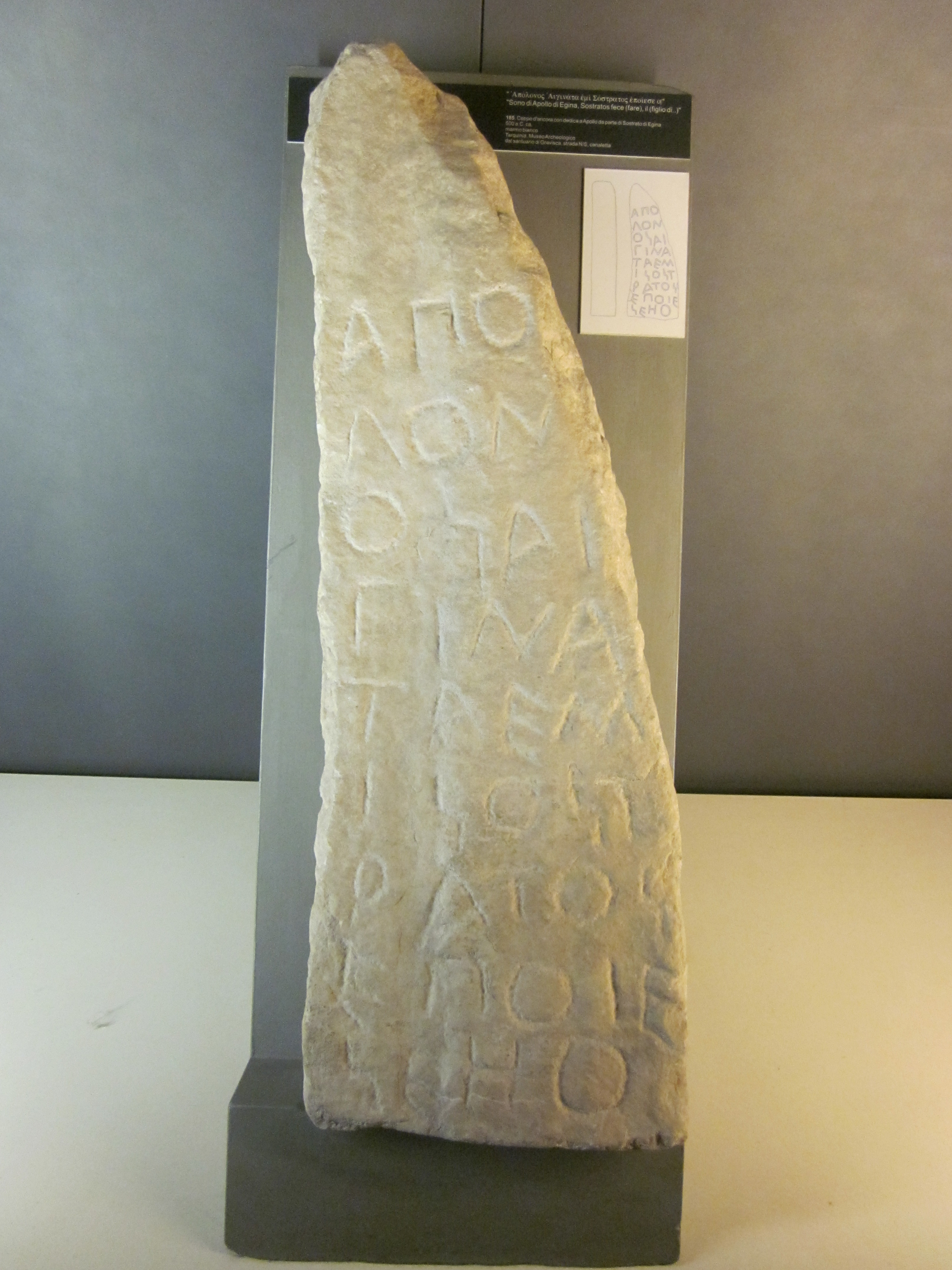
Ancre de Sostratos.
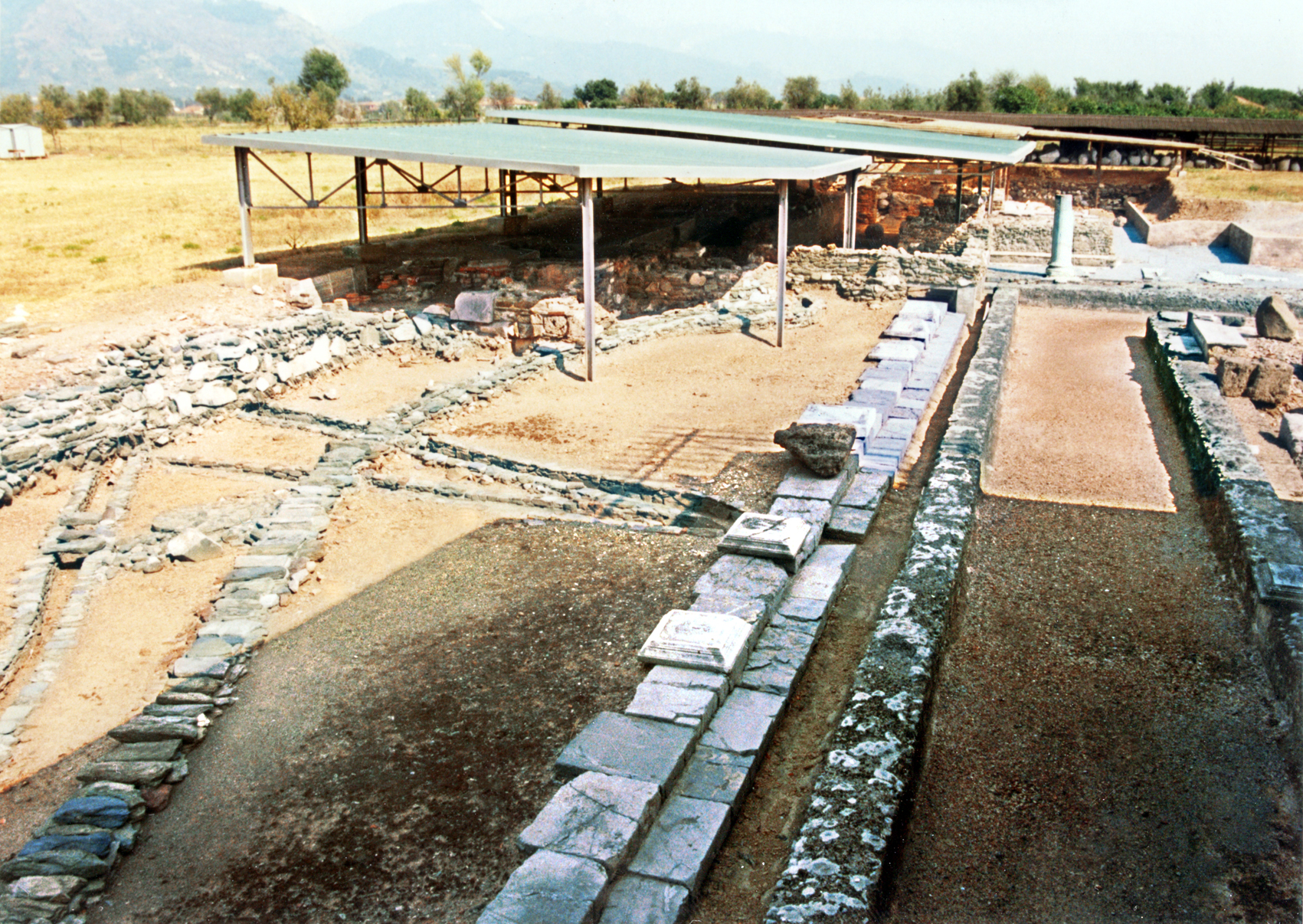
Fouilles de Luna.
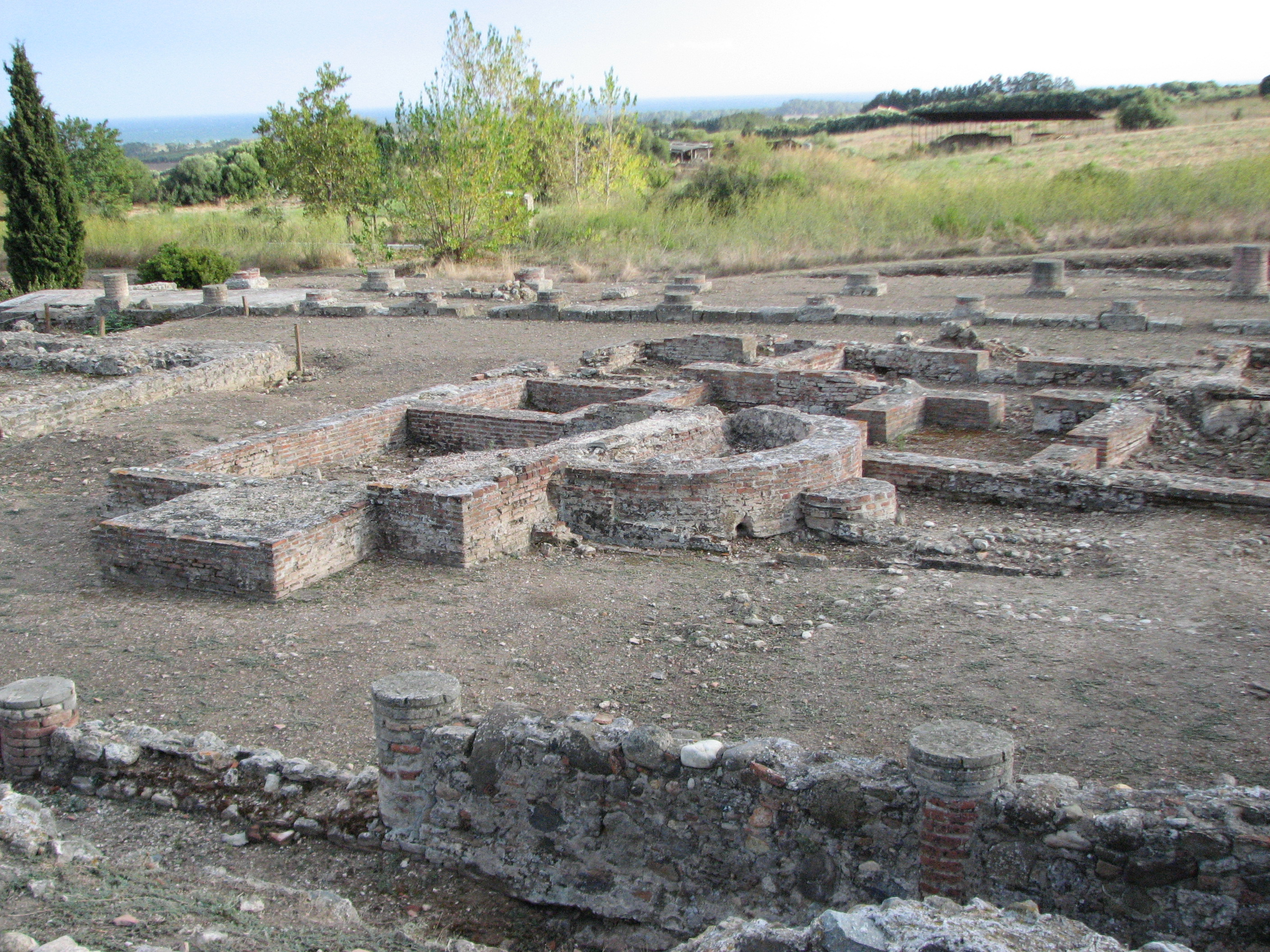
Site protohistorique étrusque d'Alalia.
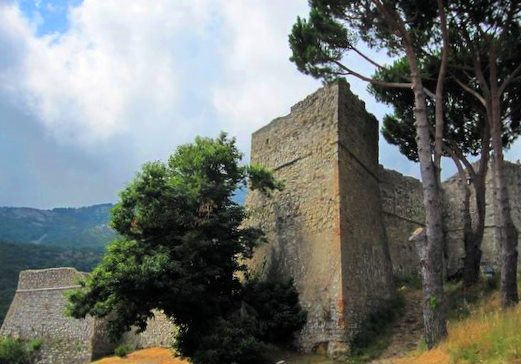
Fortifications étrusques, de Marciana, île d'Elbe.

### La puissance militaire
Selon Caton l'Ancien (234 - 149 av. J.-C.), l'ensemble de la péninsule italienne avait été soumise autrefois à la prééminence militaire des Étrusques. Tite-Live partage cette opinion.

#### La poliorcétique

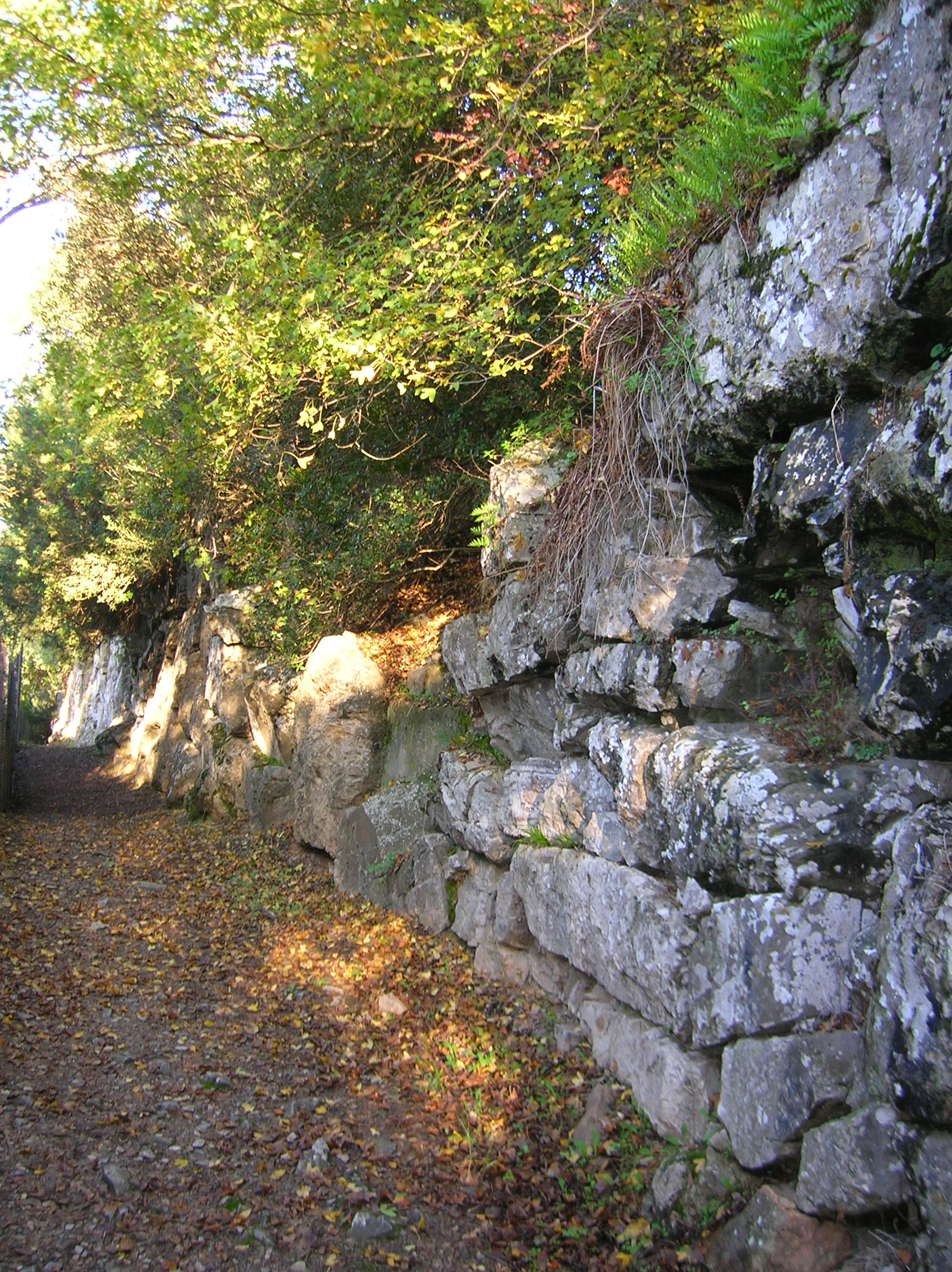
Mur cyclopéen à Rusellæ (Roselle).

Les vestiges des cités d'Étrurie témoignent d'une architecture urbaine efficace et novatrice mise au service d'une logistique défensive solide et efficiente, imitée jusque chez les Celtes de la civilisation de Hallstatt, au-delà des Alpes, à partir du VIe siècle av. J.-C..
Dans ce cadre, le fait architectural étrusque imprime une rémanence significative au sein des infrastructures associées au domaine de la poliorcétique.

#### L'infanterie et la cavalerie
Le caractère belliqueux des Étrusques se manifeste dès la période villanovienne. L'exhumation de sépultures, datant de cette époque et de celles qui lui succèdent, a mis en évidence de nombreuses preuves matérielles de la culture guerrière des peuples d'Étrurie,. Les chercheurs ont fréquemment trouvé, dans l'enceinte de ces tombes villanoviennes, des restes incinérés de guerriers. Ces cendres sont, dans la plupart des cas, déposées dans des urnes biconiques, elles-mêmes recouvertes d'un casque. Ces pièces d'armure sont confectionnées en bronze ou en terre cuite. Cette forme caractérise les sépultures masculines.
Pour l'époque villanovienne, et en particulier dans les sépultures de Véies et de Tarquinia, les archéologues ont exhumé une grande quantité d'armement défensif et offensif. L'équipement défensif se compose notamment d'un casque, dont il existe deux modèles, le casque à crête et le casque à apex. Le bouclier, de forme ronde, s'apparentant au clipeus romain, est généralement ouvragé en bois,,,. À ceci, il faut également ajouter un kardiophylakès (genre de « protège-cœur » d'origine picéno-grecque), en bronze et maintenu au moyen de lanières en cuir et des cnémides, ou jambières, complétant ainsi la panoplie défensive étrusque.
À en juger par le nombre de pointes de lance aux formes variées retrouvées dans les tombes de cette époque, la lance d'hast est la principale arme offensive villanovienne. Une épée courte sert d'arme d'appoint lors des combats rapprochés. Les haches sont plus rares.
Au cours de la seconde moitié du VIIe siècle av. J.-C., l'armure étrusque évolue vers un type hoplitique,,. La tombe d'Isis, exhumée aux alentours de Vulci, est l'un des exemples les plus frappants de cette évolution. Dans cette sépulture, datant de 520 av. J.-C., a été retrouvé un matériel hoplitique quasiment complet. À sa découverte, en 1839, par Lucien Bonaparte, la tombe comporte un bouclier rond, des cnémides, un casque, une épée, une pointe de lance et un ceinturon « à fermoir ». En outre, sur le territoire recouvrant l'Étrurie, les découvertes d'artefacts tels que des statuettes en bronze figurant des soldats en armes mettent en évidence l'adoption de l'équipement hoplitique par les troupes d'infanterie étrusques : ces statuettes à caractère votif montrent des guerriers munis d'une protection pectorale — cuirasse, armure lamellaire, linothorax —, d'un casque calotté pourvu de paragnathides (sorte d'oreillons ou protèges-oreilles) et d'un clipeus. Le Mars de Todi (début du Ve siècle av. J.-C.), ou encore le matériel exhumé à Falterona, (près d'Arezzo), indiquent le recours à ce type d'équipement guerrier, ainsi qu'une mutation de l'armement étrusque à partir de la période classique (600 - 480 av. J.-C.).

Infanterie et équipement des soldats étrusques
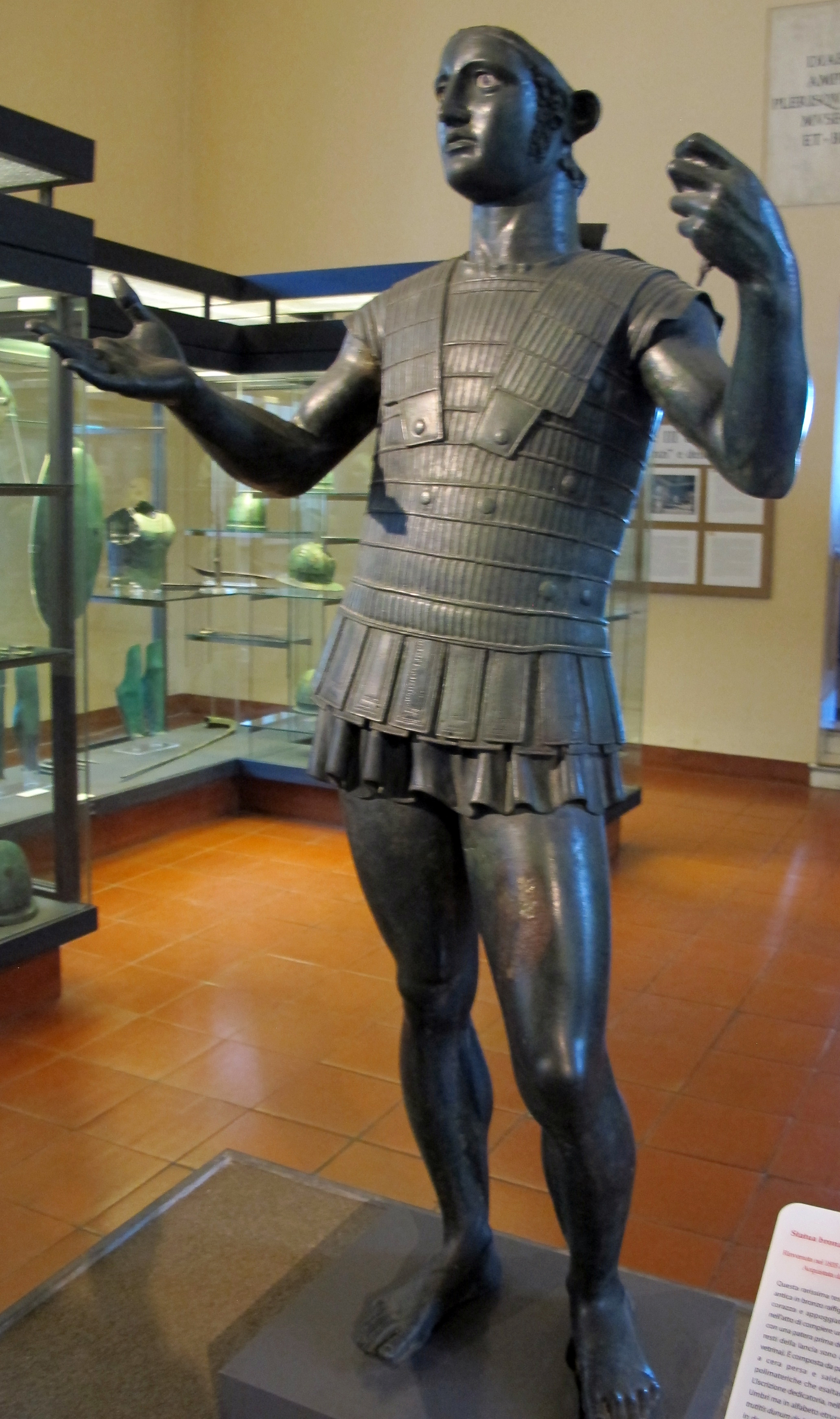
Mars de Todi.
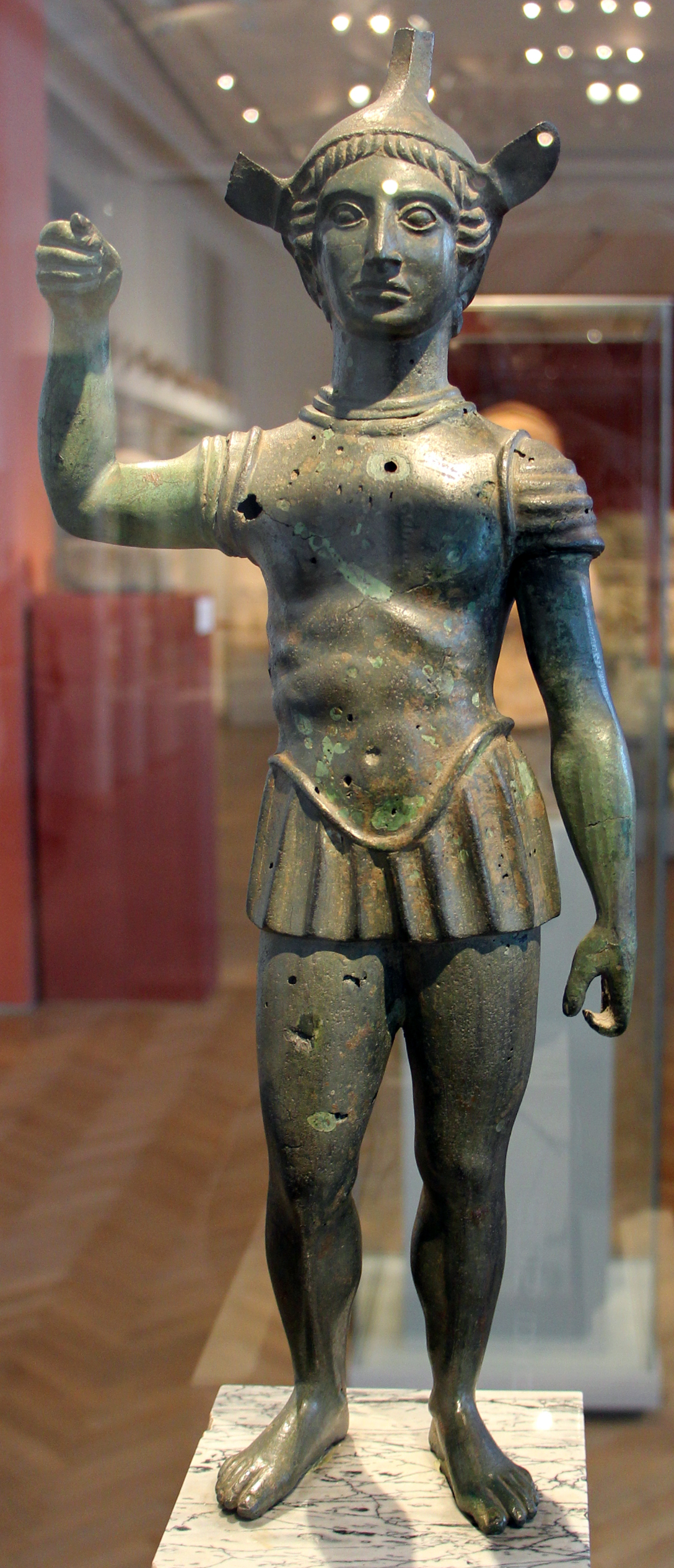
Guerrier en hoplite[ae]
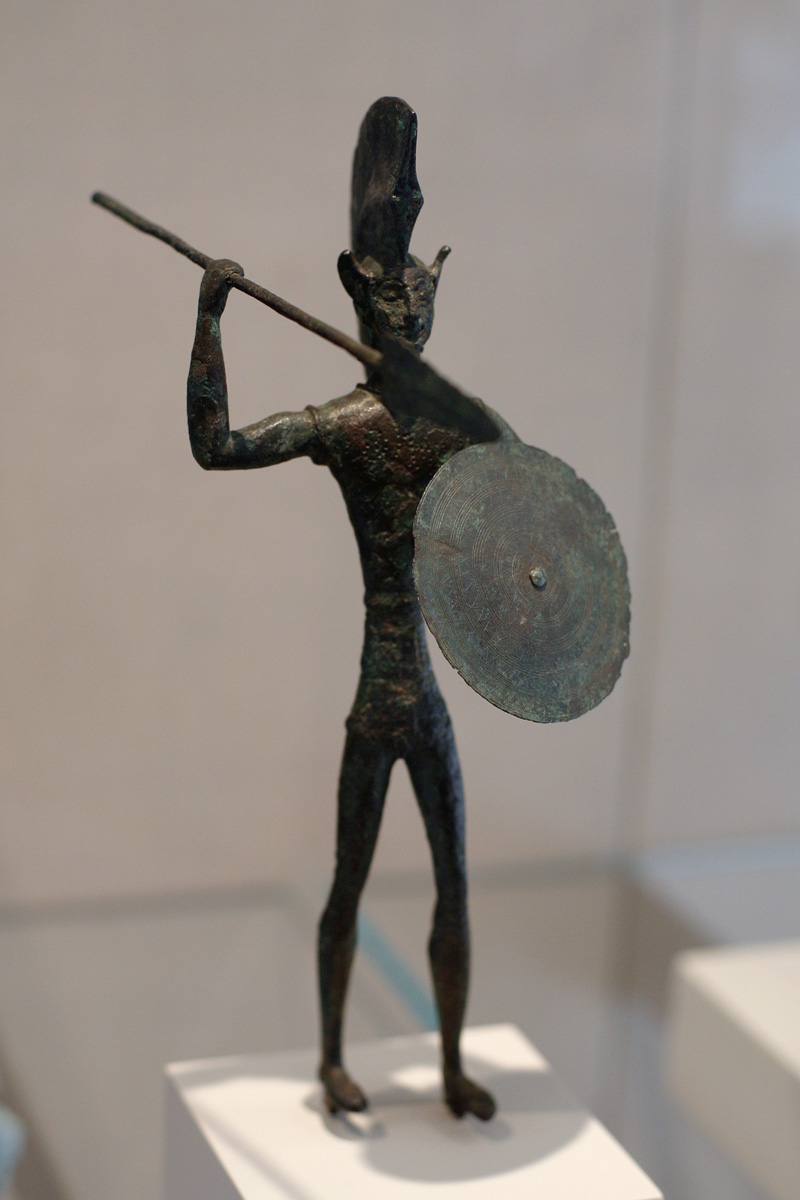
Guerrier en hoplite
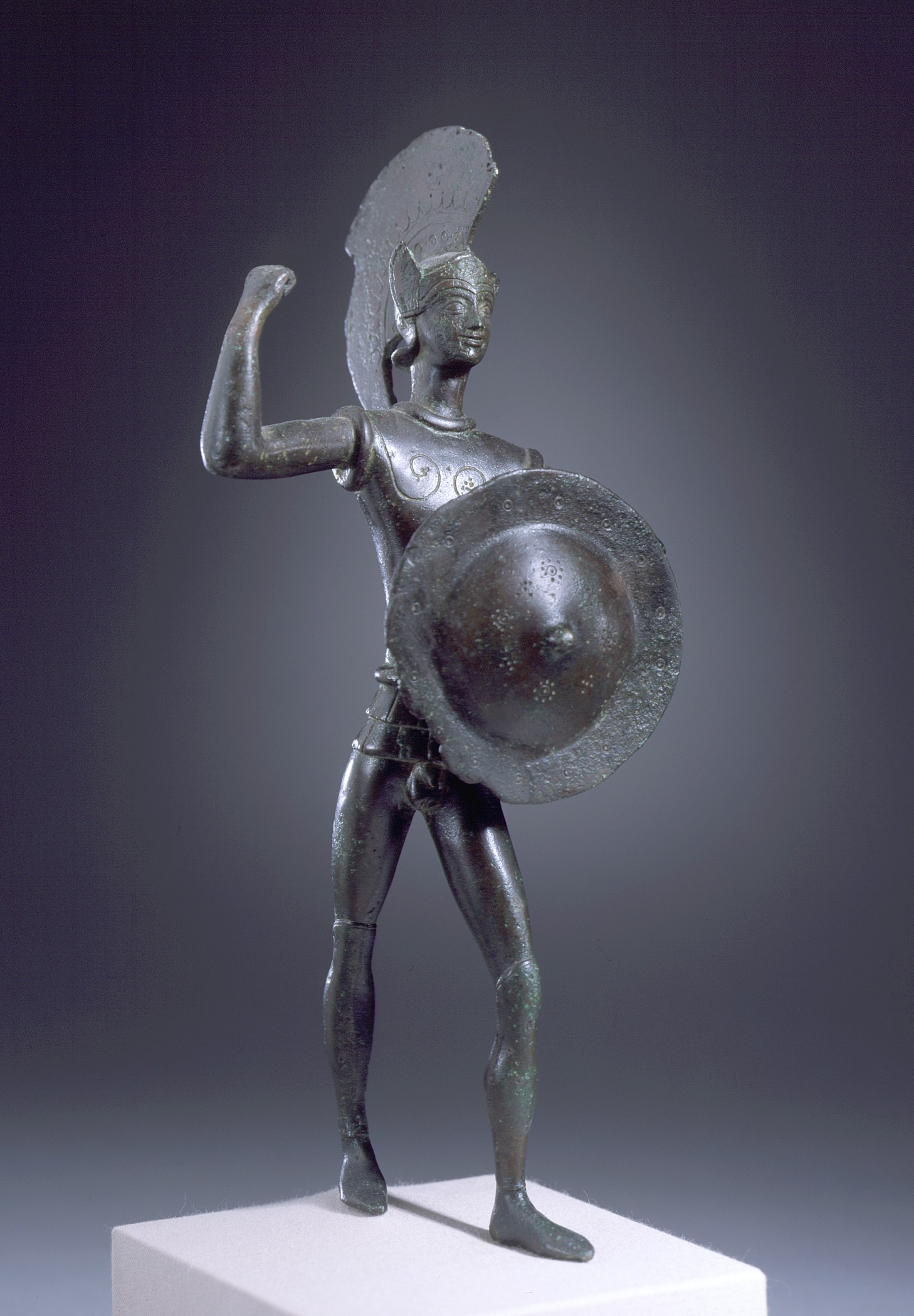
Guerrier en hoplite avec casque à crête.
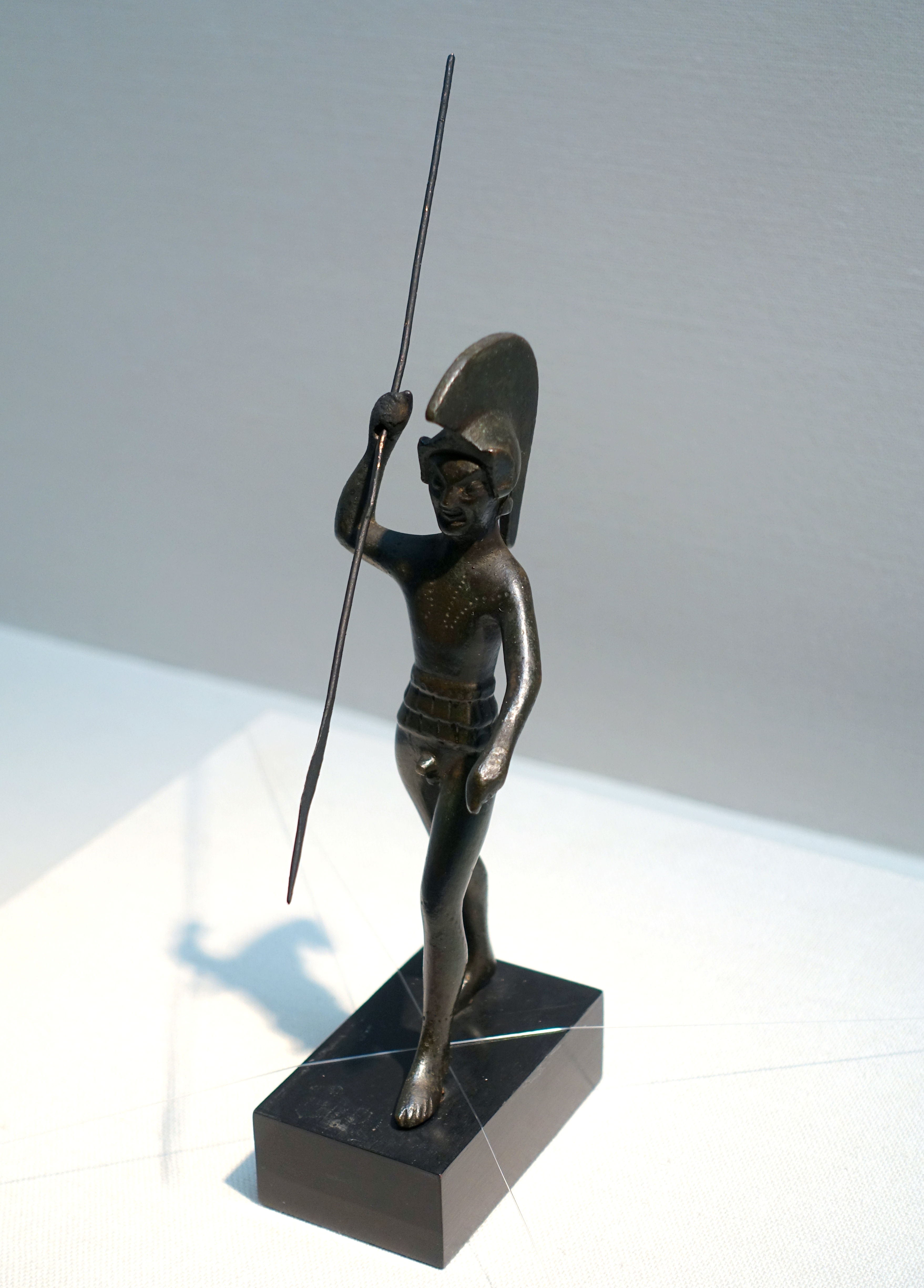
Guerrier en hoplite avec casque à crête.
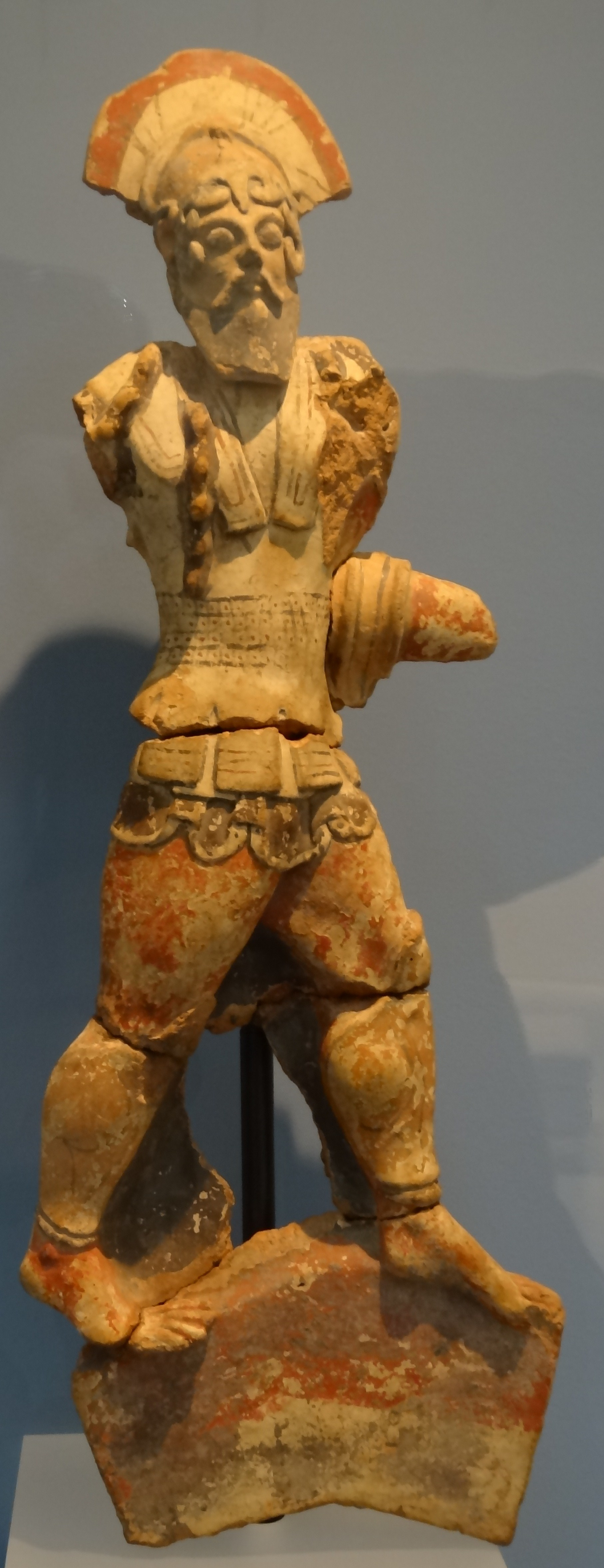
Acrotère montrant un fantassin étrusque[af].

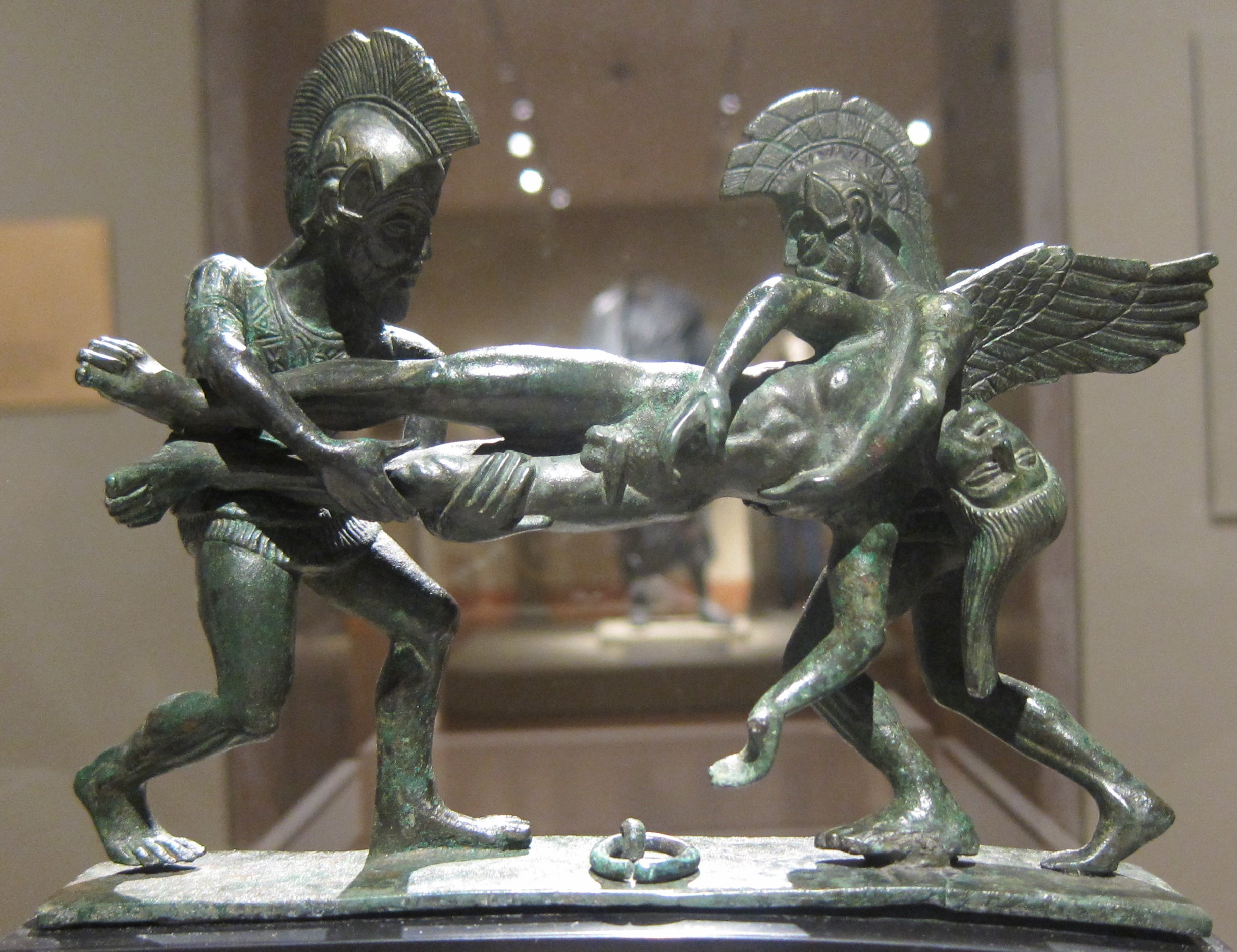
Bronze étrusque : deux fantassins avec équipement hoplitique (400-380)

Les Étrusques adoptent, dès l'époque archaïque, la tactique militaire dite « formation en phalange ». Ce type de formation, emprunté aux Grecs, repose sur un déploiement de fantassins en rangs serrés, les soldats évoluent quasiment bouclier contre bouclier.
Les armées étrusques, à l'instar de celles des Romains et d'autres peuples italiques, possèdent différents types d'unités : les unités dites « lourdes » (généralement celles qui constituent les phalanges), composées d'hoplites (en principe des hommes de rang social élevé) et les unités dites « légères », avec pour seule pièce d'armement défensif un linothorax en cuir. Ces troupes légères, les plus nombreuses, sont, la plupart du temps, formées de paysans « semi-libres », autrement dit des pénestes.
Les unités de cavalerie, bien qu'ayant subi de profondes transformation au cours de l'histoire militaire étrusque, ont été, dès l'époque villanovienne, un symbole de prestige des élites nobiliaires et ce, en écho à la mythologie grecque.

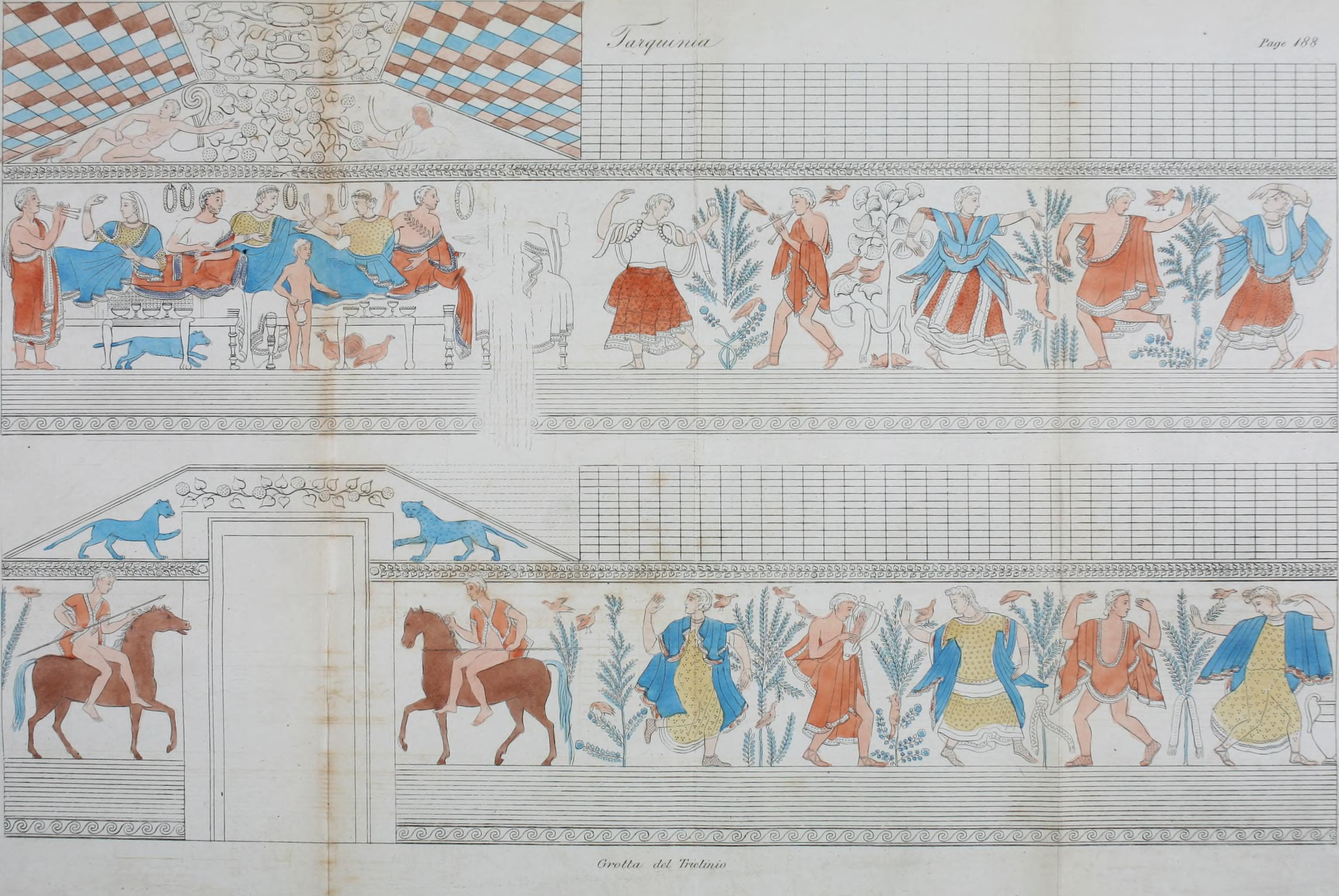
Fresques funéraires avec cavaliers (en bas).

Le mobilier funéraire des sépultures princières, régulièrement constitué, entre autres, de mors, témoigne de la composition des unités de cavalerie. Ces troupes, formées de combattants à cheval, sont des unités d'élite dont les hommes bénéficient du plus haut statut hiérarchique et social. Il s'agit de la « gens » aristocratique étrusque (tels que les « zilath », par exemple),. Hormis la présence, en contexte funéraire, de ces pièces de harnachement, d'autres artefacts, généralement des ex-voto, laissent apparaître des hommes montant des chevaux et encadrant des unités d'infanterie,. À cet effet, la découverte d'une situle en bronze dans une tombe princière à Certosa, ornée de motifs représentant des cavaliers qui mènent des colonnes de fantassins, vient confirmer le rôle des élites aristocratiques au sein des armées étrusques,,. De même, les décorations peintes qui ornent une amphore, de type « Micali »,,, ou encore celles d'une oinokhòê retrouvée à Tragliatella à proximité de Cerveteri, mettent en évidence cette caractéristique propre aux colonnes de cavalerie étrusques,.

#### Les chars

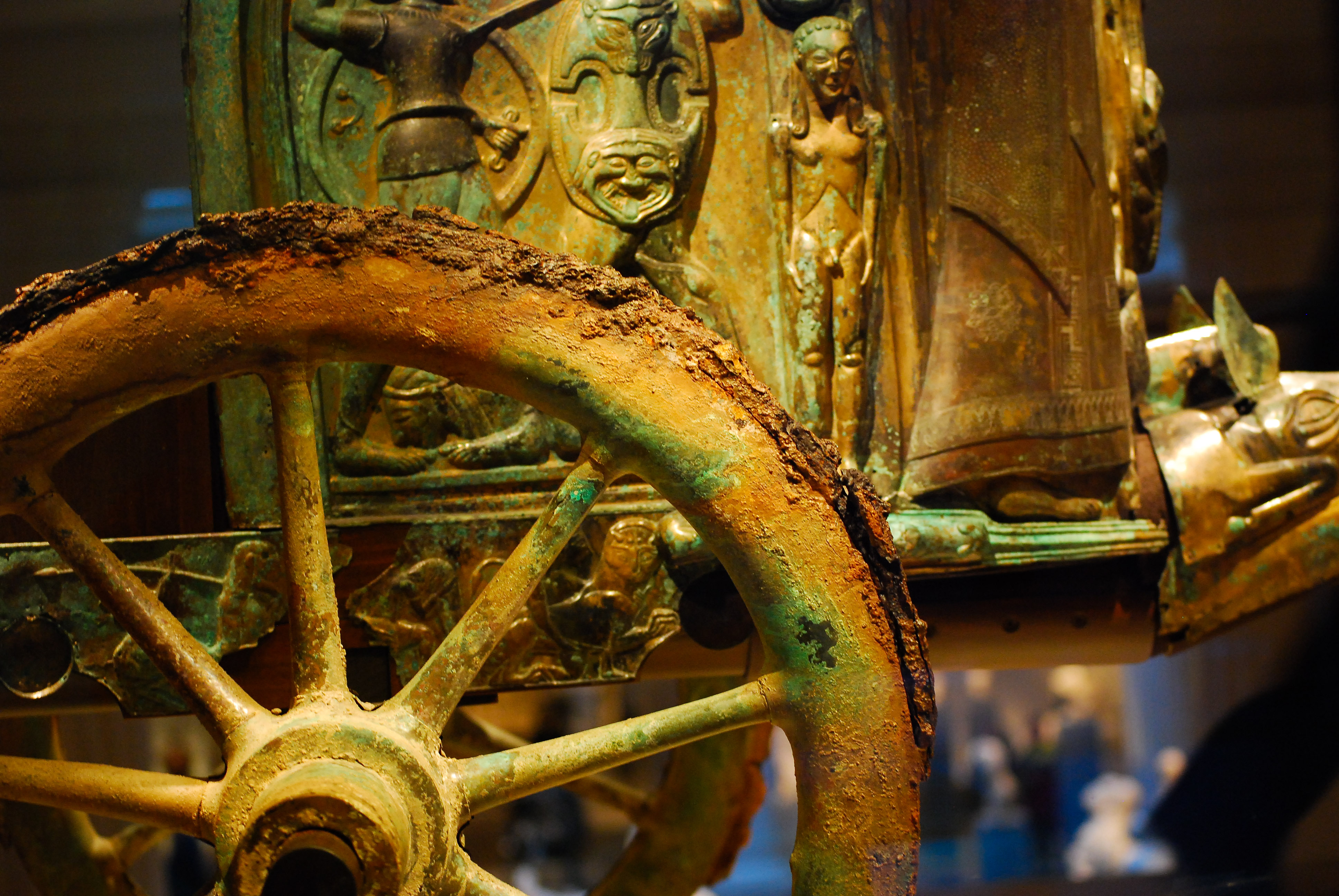
Ici : détails de la jante, des roues du char de Monteleone.

Les fouilles archéologiques effectuées dans des tombes ont révélé, dès la période villanovienne, la présence de mors de chevaux, généralement par paires, ce qui semble indiquer qu'ils provenaient d'un bige, c'est-à-dire un véhicule à deux roues, dont il est difficile de déterminer l'usage. Les auteurs modernes conjecturent que, pendant une brève période des chars ont été employés dans des combats « homériques », c'est-à-dire des duels opposant deux chefs montés sur leur char. Très rapidement, il semble que les chars n'aient plus été que des véhicules de prestige, ne servant qu'à conduire les chefs vers le champ de bataille à la tête de leur gens. Ceux que l'on a exhumés dans des tombes aristocratiques, dont le char de Monteleone est l'exemplaire le plus célèbre, étaient des véhicules de parade,.
En contre-point, au sein de la koinè étrusque, les chars manifestent d'une représentation essentiellement sportive, c'est en particulier le cas sous le biais des ludi circences et élitiste. Ce dernier trait culturel se concrétise notamment au travers du rite funéraire étrusque. L’opulence des artéfacts composant les viatiques des sépultures étrusques concrétisent un personnage de haut rang hiérarchique ou social,.

#### La marine

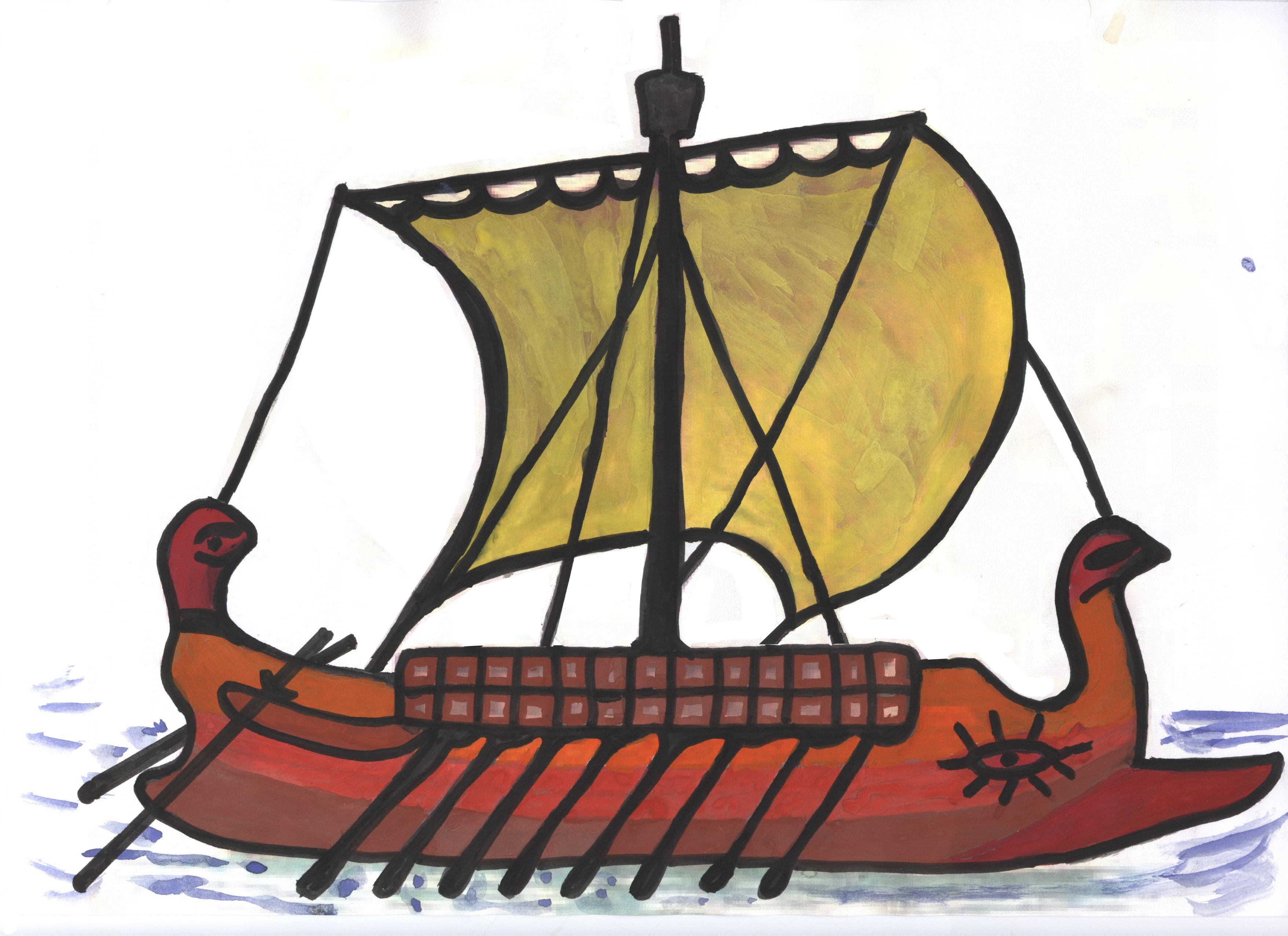
Embarcation type de la flotte de piraterie étrusque, attribuée au

La thalassocratie en Méditerranée occidentale, et contrairement à ce que laissent entendre de nombreux textes légués par les anciens, n'était pas le seul fait des cités et ports maritimes étrusques. Par ailleurs, la flotte étrusque, n'a pas pour unique objectif d'asseoir une économie pérenne, elle est également un instrument de guerre.
Les bateaux étrusques, à l'instar de ceux des autres peuples antiques, sont essentiellement fabriqués à partir de bois, matière périssable à l'exception des ancres en pierre. Les vestiges archéologiques de ces embarcations sont rares. Trois types de données permettent d'attester avec certitude l'existence d'une flotte étrusque : (1) les données écrites des textes des anciens, (2) les données iconographiques des représentations sur des vases et les fresques murales et (3) les données archéologiques des restes de navires.

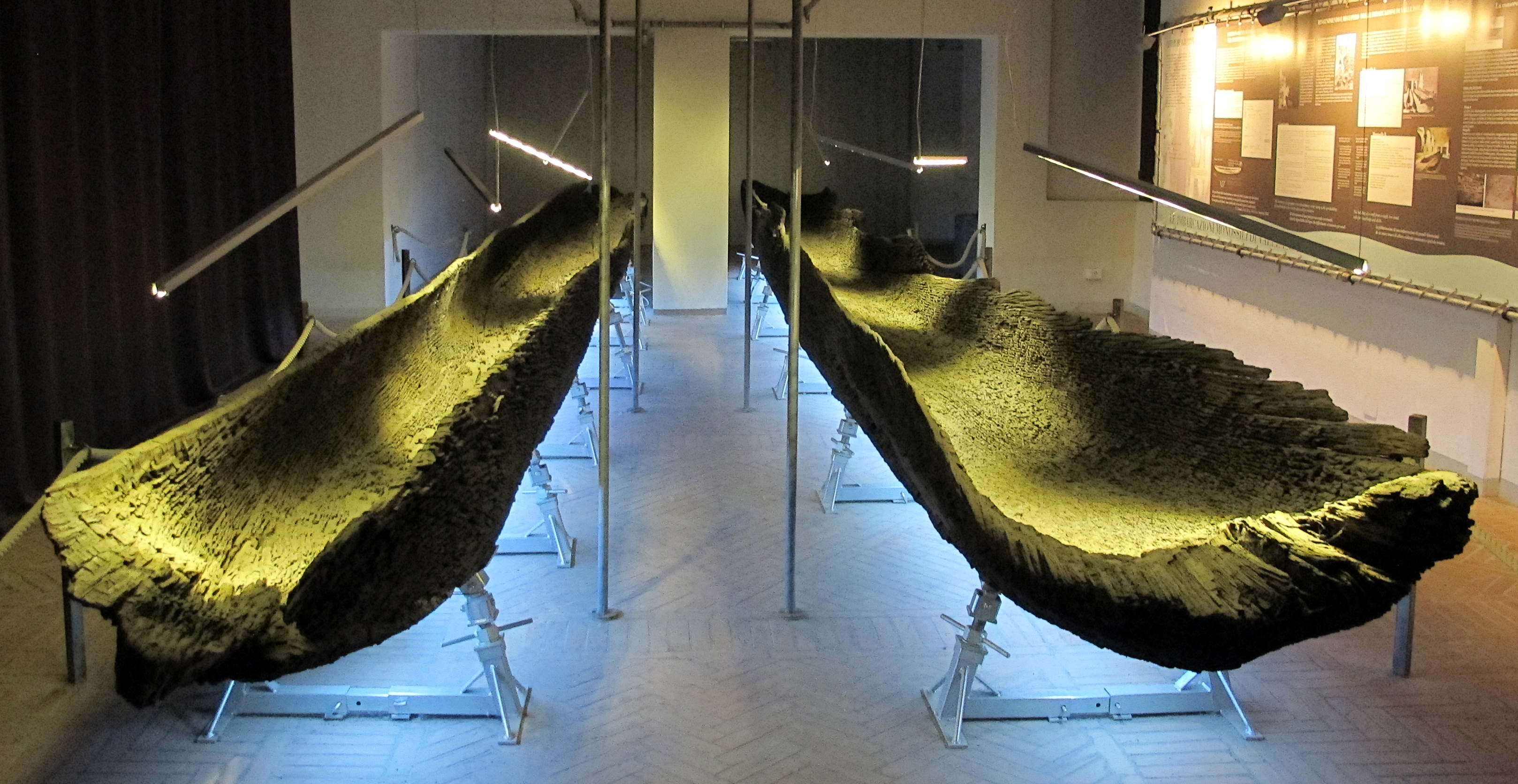
Vestiges de pirogues étrusques.

Les tout premiers navires tyrrhéniens, les monoxyles,, à l'époque villanovienne, sont de conception relativement simple. Il s'agit de troncs d'arbre (chêne ou hêtre) évidés et poncés. La forme des navires est similaire à celles de barques de grande taille, leur longueur n’excédant pas les 10 m. Ils sont exempts de pont, et ne possèdent pour seul gouvernail que deux imposantes rames placées à la poupe. En outre, ces embarcations commerciales ont un aspect bombé. Leurs coques présentent une forme ovale, avec une poupe ronde et surélevée. À contrario, la proue est basse et affecte une forme affutée. La voilure se compose d'une unique toile carrée. Le mât, également unique, est fréquemment couronné d'un nid-de-pie. Ce type de plateforme apparaît, par exemple, dans l'iconographie du cratère d'Aristonothos,.
La flotte de guerre est constituée de bateaux aux formes longilignes et dont la taille est plus importante que celle des navires commerciaux,. Ces embarcations, dévolues aux combats navals, sont généralement munies de une ou deux rangées de rames et doublées d'une « pavesade » (bastingage) formée de boucliers,. Par ailleurs, elles sont dotées, au niveau de la proue, d'un rostre (type d'éperon d'abordage à l'allure recourbée),,.
L'une des stratégies majeures adoptées par la flotte étrusque au cours de combats navals réside dans l'« attaque collective ». Ce mouvement tactique, groupé et concentré sur une même cible, repose sur une coordination entre chaque navire. Elle est obtenue au moyen de signaux sonores généralement effectués par le biais d'un lituus,, instrument en laiton à l'extrémité recourbée qui appartient à la famille des cuivres et apparenté à la trompette.

## Économie

### Agriculture
Aucun document écrit direct concernant l'agriculture étrusque ne nous est parvenu, mais l'archéologie atteste de l'intérêt porté par les Étrusques à l'agriculture, source de richesse pour l'aristocratie. En témoigne un bronze votif d'Étrurie septentrionale (IVe siècle av. J.-C.) connu sous le nom de « Statuette du laboureur d'Arezzo » et conservé au musée national étrusque de la villa Giulia ; comme son nom l'indique, elle représente un laboureur.
Une série d'outils, surtout des charrues mais aussi des faux, ont été retrouvés lors de fouilles, notamment dans des tombes étrusques où ils étaient reproduits sous forme miniature, ou sur des vases. Seule leur analyse et la comparaison avec les règles des agronomes grecs et romains nous permettent d'avoir un éclairage sur la méthode de travail des paysans étrusques et de déduire les étapes et périodes qu'ils suivaient pour travailler la terre : labourage, semailles, désherbage, terre tassée autour des racines, extraction des plantes malades, transport des gerbes de blé, battage, vannage, récolte des chaumes, mise en meules de la paille, brûlage des chaumes.
Leurs productions concernent les céréales mais aussi la vigne dont ils maîtrisent la greffe pour le vin qu'ils exportent, ainsi que plus tardivement les olives, les fibres textiles pour le lin et les toiles des navires, et la viande de leur cheptel. Leurs fruits et légumes nous sont pratiquement inconnus, néanmoins les fouilles organisées à Tarquinia ont mis en évidence des restes de graines et de fruits minéralisés et carbonisés. Les espèces répertoriées appartiennent essentiellement à des plantes comestibles. Elles comportent céréales, légumineuses, figues et raisins et des restes minéralisés de plantes médicinales ou aromatiques : graines de pavot, melons, persils, céleris et romarins.

### Artisanat

#### Industrie du textile
Peu d’artefacts fabriqués au moyen de fibres textiles nous sont parvenus. Ils sont dans la plupart des cas associés à des éléments d'armure. Les découvertes étruscologiques relatives à l'artisanat du textile ont permis d'appréhender le recours à deux types de matériau fibreux : le lin, fibre végétale, et la laine, fibre à déterminant animal. Les fouilles archéologiques entreprises au début des années 1970 aux alentours de Tarquinia ont mis en évidence des tissus en fibres de lin,.

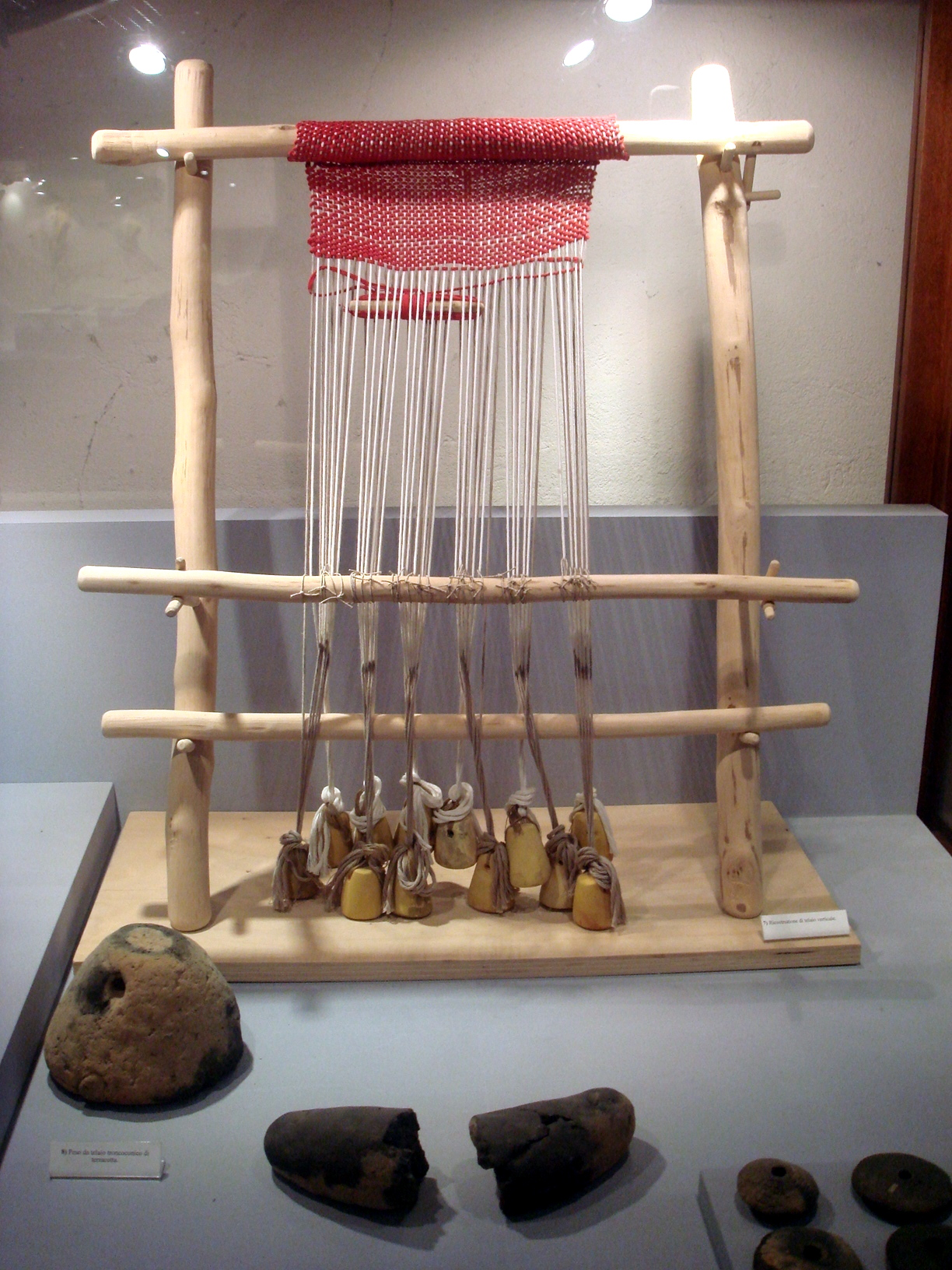
Reconstitution d'un métier à tisser étrusque.

L'artisanat textile des Étrusques relève d'une précocité et d'un développement industriel éloquents. Dans le cadre chronologique stricto sensu, on a ainsi estimé que les premières productions d'étoffes datent de la fin de l'âge du bronze récent, c'est-à-dire des Xe et IXe siècles av. J.-C., pendant la période proto-etrusco-villanovienne. Seules les nombreuses découvertes d'outils organiques, manufacturés à partir d'os, ou non organiques , tels que les pesons, attestent de la dimension et de la portée économiques du secteur textile au sein de l'artisanat étrusque,. Le domaine économique du textile étrusque se caractérise notamment par la confection d'objets luxueux et ostentatoires, tels que des vêtements dont les trames filés sont affectées de « points sergés de type 2/2 ». D'autre part, à l'image des différents produits de l'artisanat étrusque, les étoffes provenant des ateliers d'Étrurie se singularisent par d'importantes exportations, notamment dans les territoires campaniens d'occupation falisque à Rome.

#### Industrie du bois

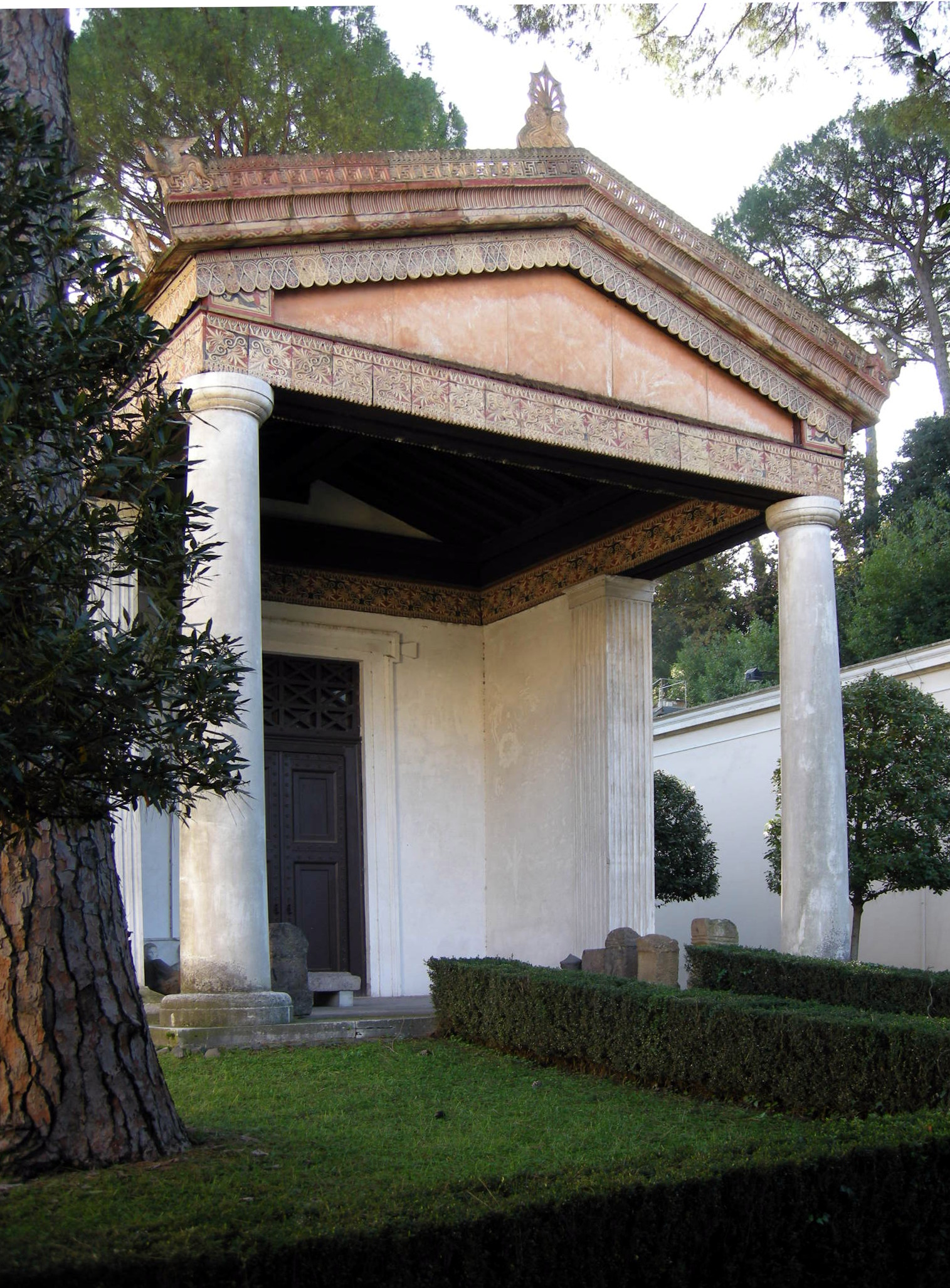
Détails des sculptures en incisée et en bas-relief de l'architrave du temple étrusque d'Alatri.

La construction de navires commerciaux ou militaires consomme énormément de bois. Ce matériau intervient également dans la confection de tonneaux à vin, de pièces de mobilier tels que des klinai, des fauteuils, des tables, des coffres à vocation funéraire ou encore des éléments de trépieds. Il peut également être employé dans la construction d'édifices et d'habitations, sous forme de poteaux ou encore sous forme de simples rondins destinés à l'acheminement de blocs de pierre taillée, et enfin comme combustible à l'élaboration d'objets métalliques. D'autre part, les fouilles archéologiques réalisées sur le territoire étrusque ont également mis en relief l'utilisation de bois pour la fabrication d'objets d'équipement de guerre dont des clipei, sorte de large bouclier de forme ronde, et de chars. On admet par ailleurs que ce type d'industrie est précoce. Des indices archéologiques d’artefacts de nature boisée recueillis au cœur des couches sédimentaires de l'Étrurie concourent à démontrer que l'exploitation et la mise en œuvre de matériaux arborifères remontent à l'époque villanovienne I, c'est-à-dire au cours des Xe et IXe siècles av. J.-C..

#### Travail de la pierre
La pauvreté du sous-sol étrusque en pierre de taille nécessaire à l'édification est contrebalancée par un savoir-faire architectural et artisanal significatif mis en œuvre par une ingénierie de la pierre compétente. En témoignent les nombreuses voies de circulation terrestres et les techniques avant-gardistes utilisées dans l'excavation rocheuse et l'élévation architecturale mais également la production de tombeaux et d'ex-voto funéraires ouvragés de pierre. Sous cet angle, le travail de la pierre procède d'un réel statut d'industrie et d'un secteur économique clairement défini.
L'industrie de la pierre est fondée sur l'exploitation de carrières présentes dans l'ensemble des terres étrusques, que ce soit en Toscane ou en Campanie, mais également dans la zone septentrionale du Latium et ponctuellement dans la plaine du Pô. De natures et de caractéristiques variées, les matériaux qui en sont extraits présentent une grande diversité d'utilisation, tant dans l'architecture, qu'en statuaire et en fabrication de produits domestiques comme la vaisselle ou d'outillage comme les tours de potier, les meules à aiguiser ou à moudre le grain. Les Étrusques extraient, industrialisent et commercialisent ainsi six types principaux de roche : le tuf volcanique, le marbre (tout particulièrement le marbre de Carrare), l'albâtre, la pierre fétide, la calcarénite et le grès.

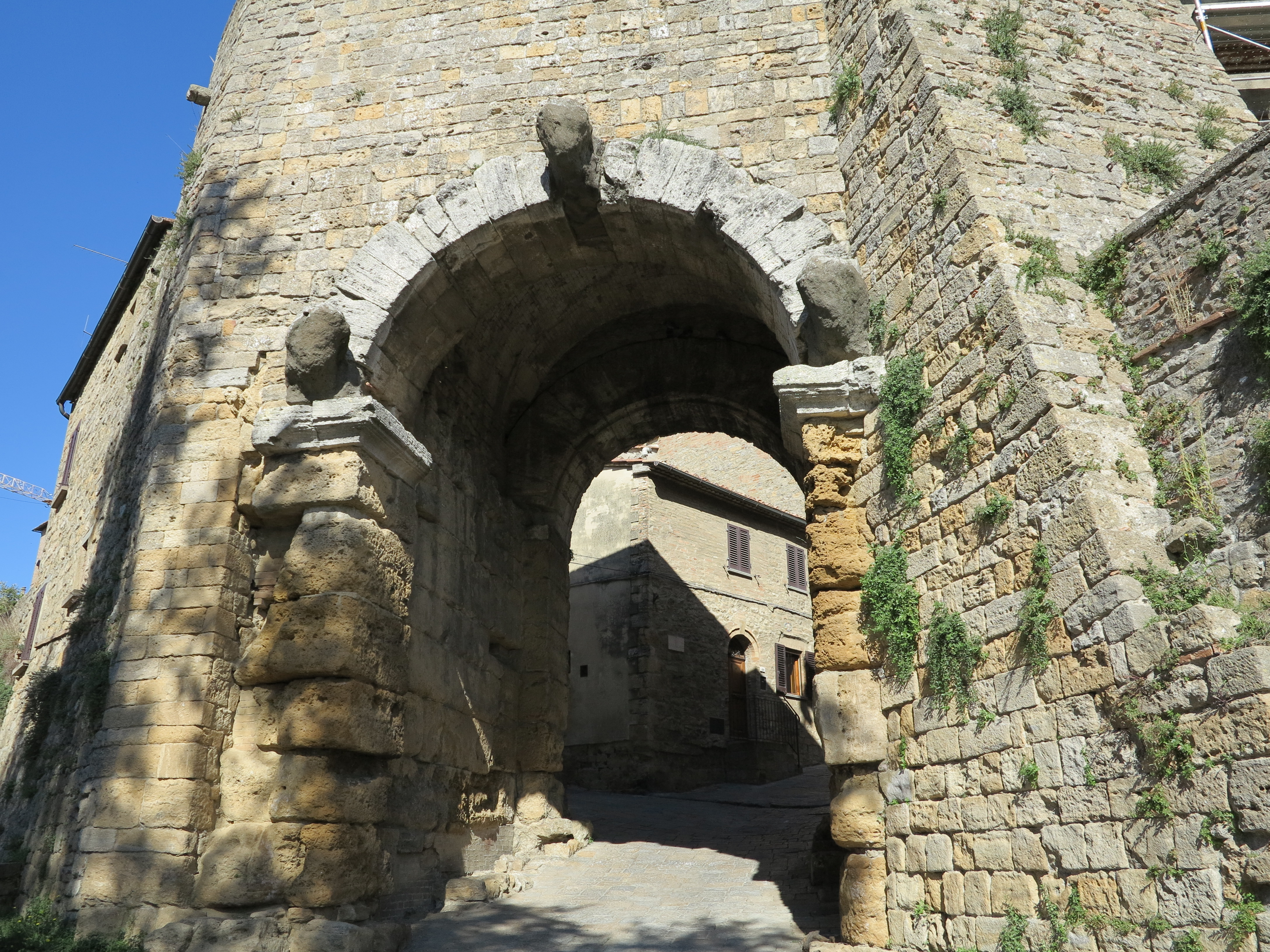
Porta all'Arco, Volterra.
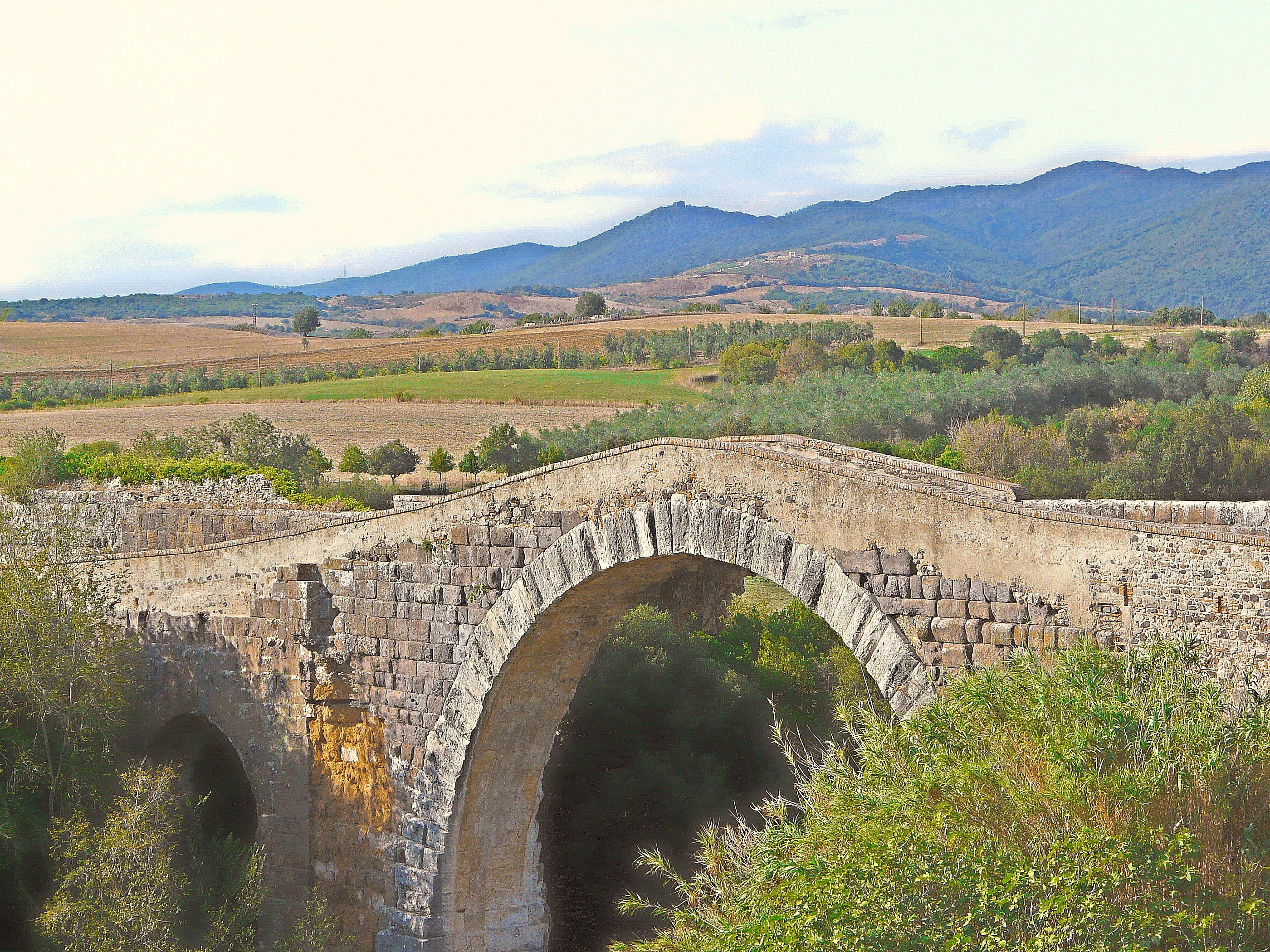
Pont dell'Abbadia, Vulci.
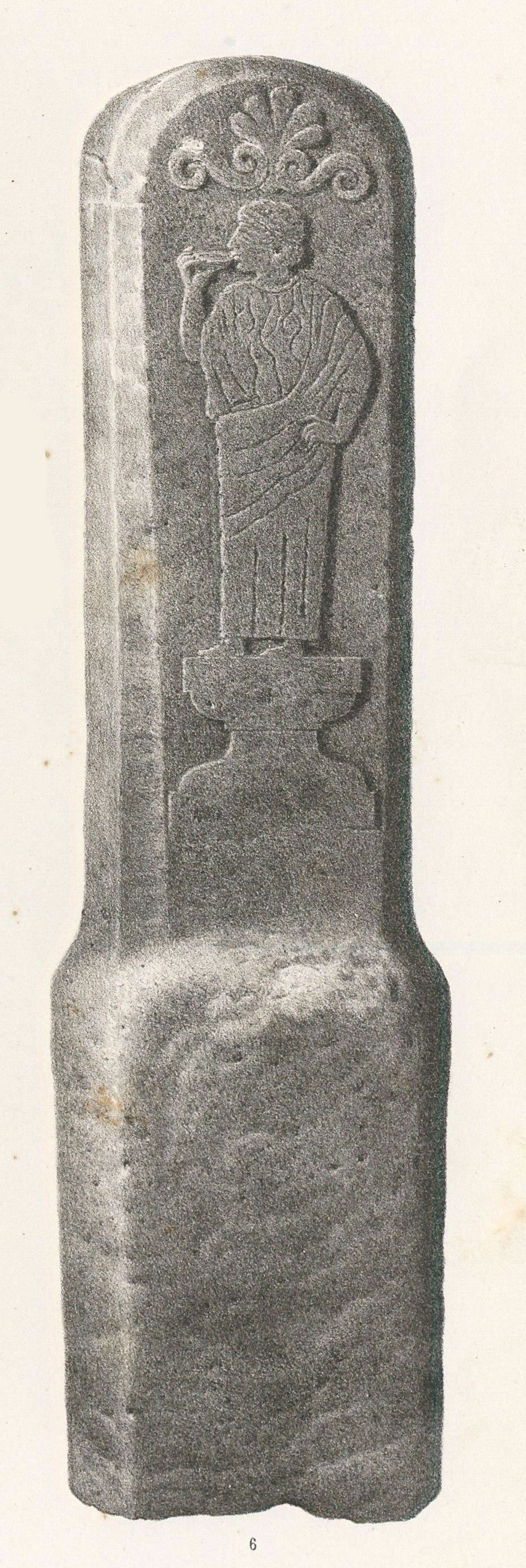
Stèle de Marzabotto.
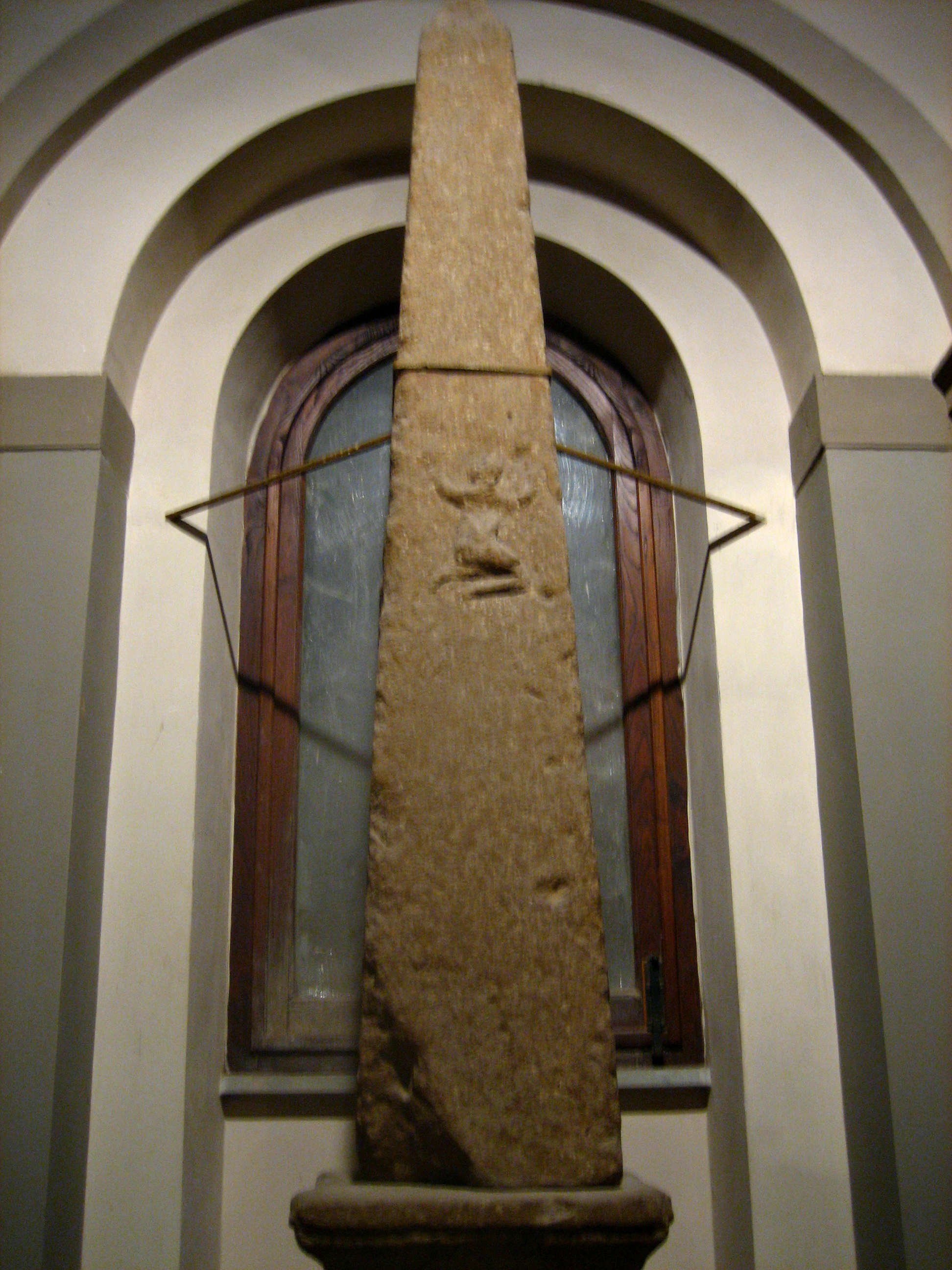
Obélisque, palazzo della Cagna, Orvieto.

#### Poterie étrusque

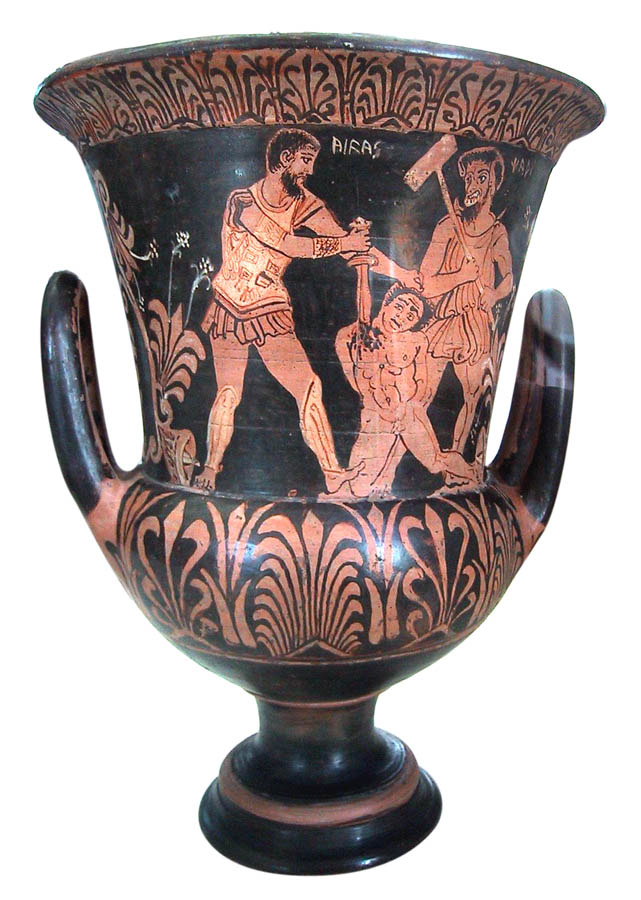
Sur ce calice est représenté Charun combattant Achille, artefact attribué au

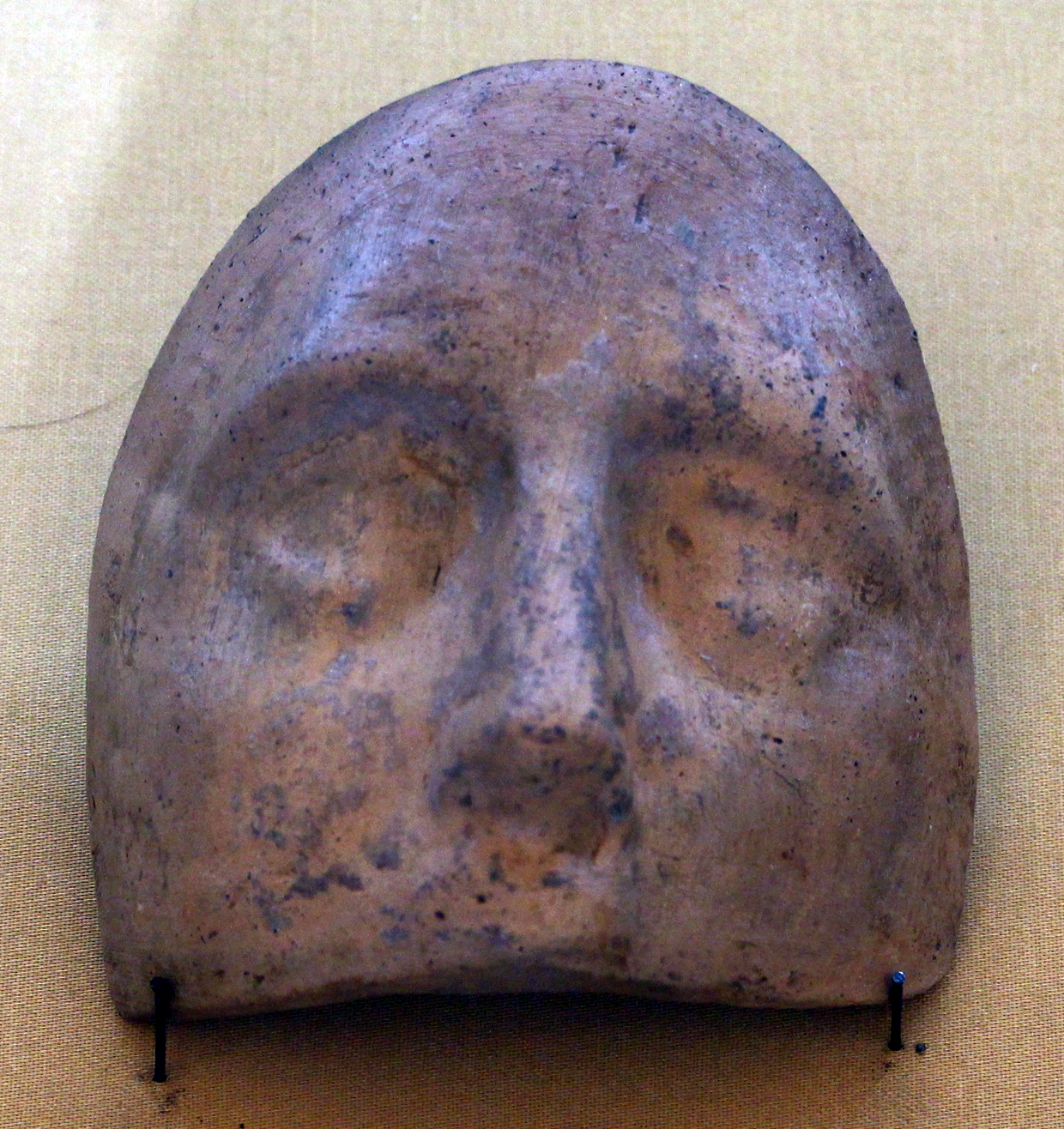
Ex-voto en céramique.

L'étude des céramiques étrusques confirme l'importance et l'ampleur des productions d’artefacts confectionnés à base de terre argileuse cuite. La production de l'impasto et celle du bucchero nero constituent les deux principales formes de manufacture par cuisson. En raison de la multiplicité des contacts culturels et commerciaux à l'âge du fer, ce type d'artisanat de la terre cuite, caractéristique de la production de l'Étrurie « pré » et « protohistorique », procède et manifeste de nombreuses influences comme celles de la Grande Grèce et de la culture post-campaniforme issue et spécifique aux peuples osco-ombriens.

#### Travail des métaux
Les ressources minières
L'industrie étrusque est essentiellement orientée vers une production métallurgique massive et ancienne. Des éléments archéologiques de contexte chrono-culturel villanovien manifestant d'un processus industriel de fonte du métal ont été mis au jour au sein de couches sédimentaires de l'île de Pithécussia (bastion chalcidien situé en face de Naples) et à Cumes. Ces derniers, attestés comme étant issus de l'extension territoriale étrusco-villanovienne de l'île d'Ilva , attestent d'une phase industrielle de production du fer. De fait, le sous-sol du territoire étrusque offre d'abondantes ressources minières.
Techniques et équipement

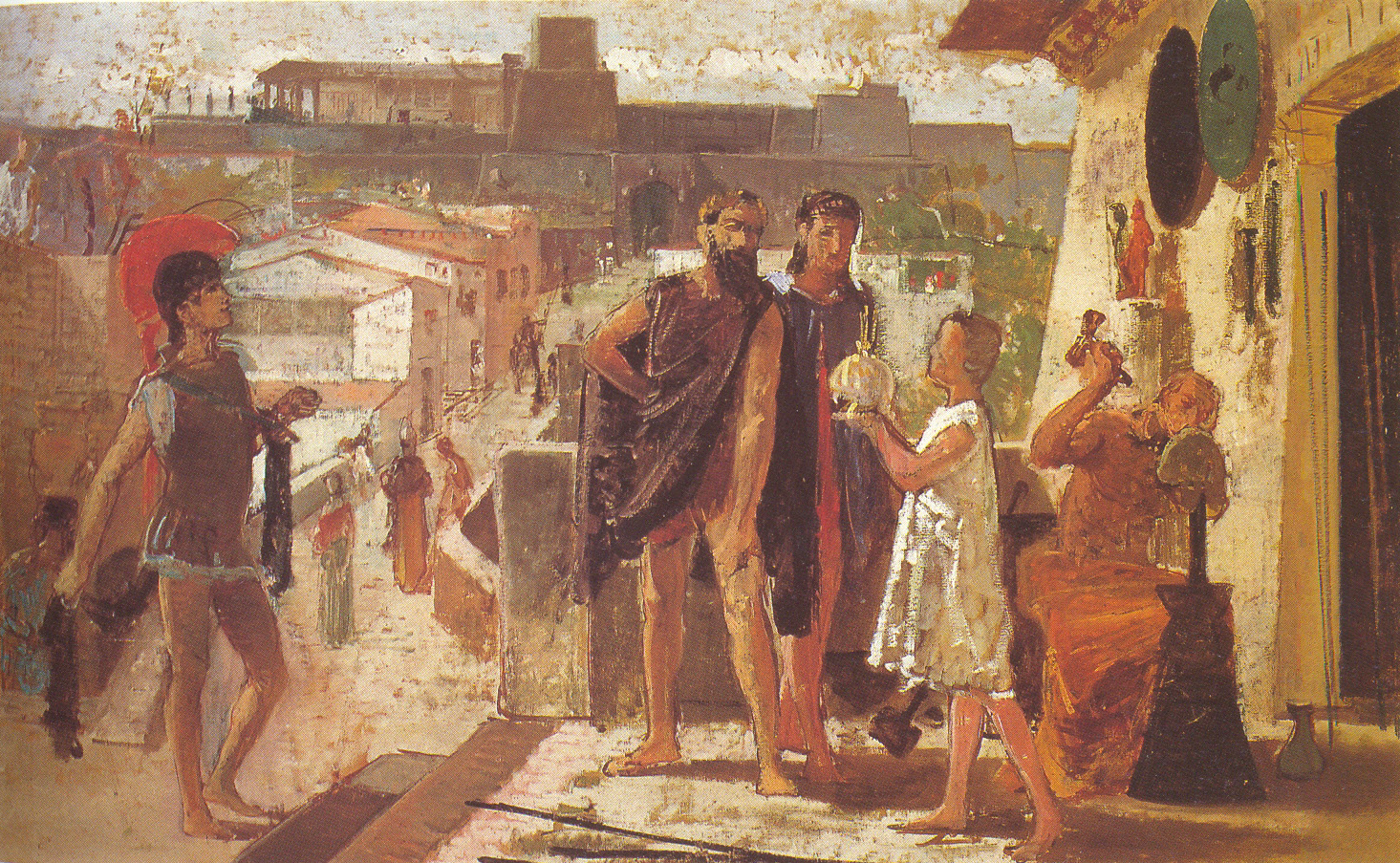
L'Armurier étrusque, peinture de Federico Faruffini (1833-1869).

L'artisanat métallurgique étrusque se distingue par son acquisition précoce de la technique par réduction directe. L'obtention du fer pur via son substrat, le minerai de fer, est attestée dès le milieu la période villanovienne, en particulier au sein des monts de la Tolfa et au cours du IXe  /  VIIIe siècle av. J.-C. dans la région périphérique septentrionale de Pufluna. Outre la technique de purification des métaux par le processus de réduction directe, la technologie métallurgique étrusque manifeste également un statut de précurseur au sein de l'Europe antique, dans différents domaines de l'orfèvrerie. Il s'agit en particulier de procédés tels que l'étamage. Par ailleurs différentes découvertes mettent en évidence la maîtrise du procédé métallurgique de granulation par l'or.

### Production et système monétaires
La monnaie étrusque, longtemps confondue avec celles des Romains et des Grecs,, se distingue grâce aux avancées effectuées de la fin du XIXe  au début du  XXe siècle dans le domaine de la numismatique. Les inscriptions au revers des pièces de provenance étrusque permettent de les identifier. Leur frappe s'effectue au sein d'ateliers situés dans l'une des grandes métropoles étrusques, notamment celles de Velathri, de Vatluna, de Talamons, d'Hatria, de Clusium et de Pufluna. Leur dispersion géographique montre que, par le biais de transactions commerciales, les pièces étrusques ont été diffusées sur un vaste espace recouvrant approximativement l'Europe du Sud-Ouest. Les fouilles archéologiques ont mis en évidence ces pièces, issues d'ateliers de frappe étrusques, non seulement en Étrurie, mais également en Lombardie, chez les celtes d'Italie, les orobii de Côme, à proximité de l'étang de Berre en Gaule méridionale et centrale. ainsi que sur les rives méditerranéennes et les îles tyrrhéniennes, telles que la Corse à Alalia et l'île de Gorgone.
Les pièces sont généralement en bronze, en argent ou en or. La plupart sont fabriquées après la fin du IVe siècle av. J.-C. Il existe plusieurs types d'avers, selon les époques et les cités d'émission. Un visage de Gorgone encadré de deux dauphins pour la période 300 - 250 av. J.-C. ; une tête de zilath lauré pour la fin du IIIe siècle av. J.-C. ; un profil de Tinia de la même période ; une face de pieuvre datant environ de 217 - 215 av. J.-C. ; une série de pièces en or portant sur l'avers une tête de lion, issue d'un atelier de Pufluna et attribuée à l'époque de la deuxième guerre punique ; une autre série, avec la déesse Minerve sur la face et un genre d'oiseau frappé sur le revers (215 - 211 av. J.-C.) ; une monnaie d'Aritim portant le visage d'un homme d'origine africaine sur la face et la représentation d'un éléphant sur le revers (208 - 207 av. J.-C.).

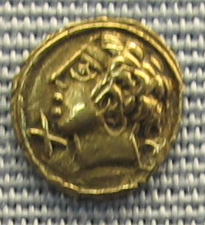
Monnaie étrusque, IVe / IIIe siècle av. J.-C.
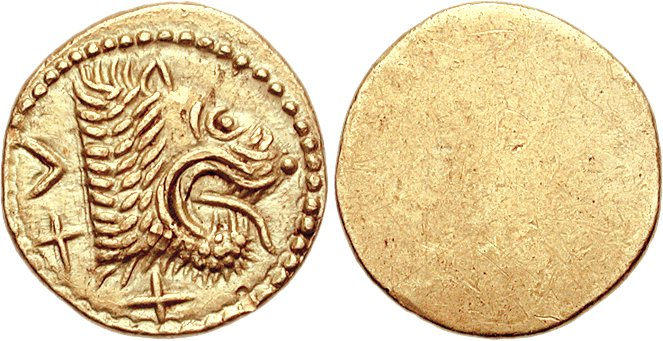
AV 25 Assi (1,40 g) Deuxième guerre punique. Tête de lion, IIIe / IIe siècle av. J.-C. Populonia.
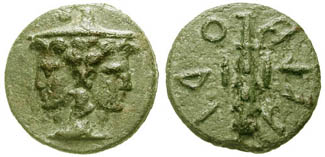
Æ Aes Grave Dupondius (257 g) (230-220 av. J.-C.) Volaterrae.

## Culture

### Arts

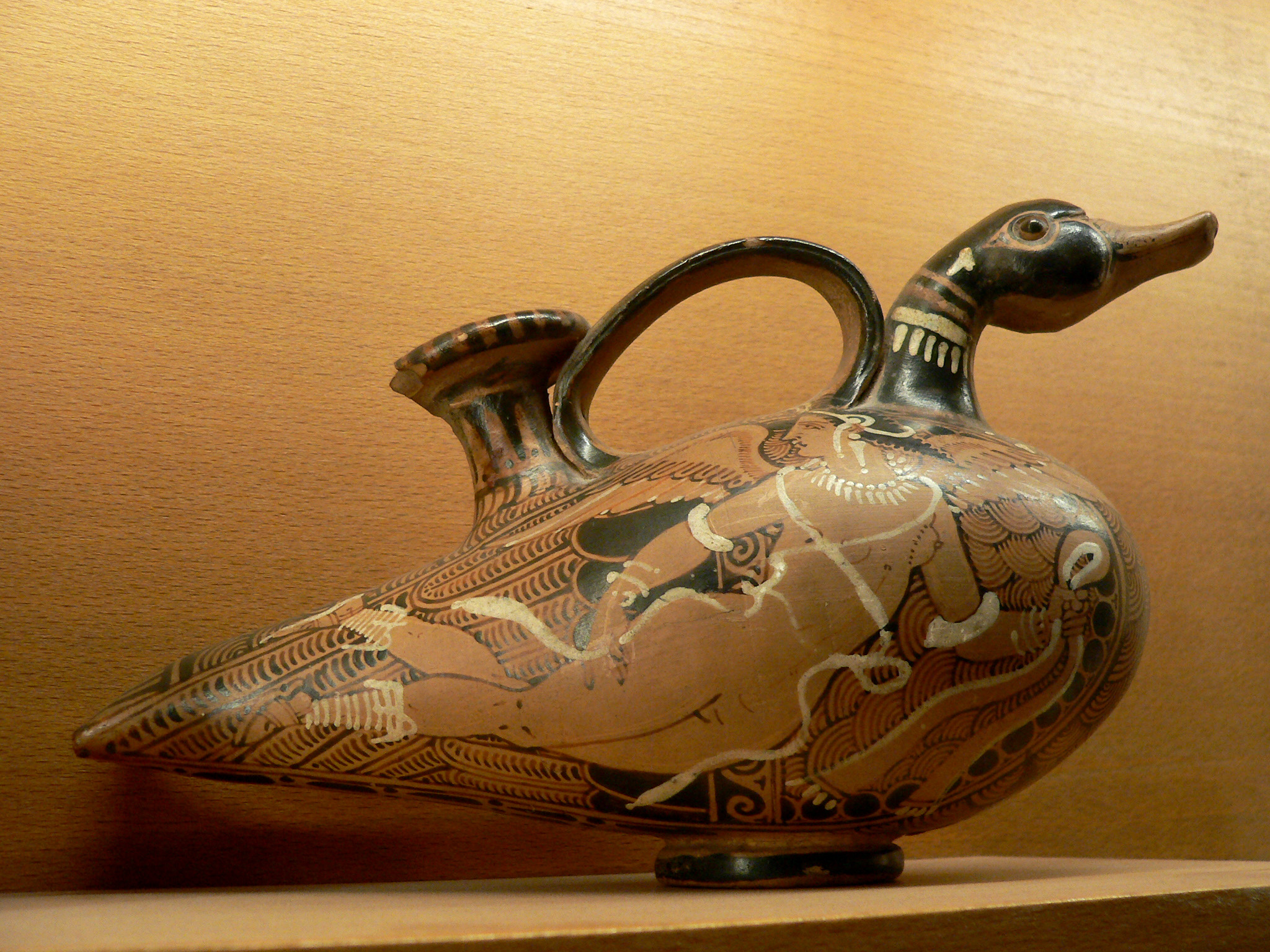
Vase en forme de canard, Chiusi. Décor polychrome : femmes nues volant au milieu de plumages stylisés,

Les Étrusques, habiles artisans, comptent dans leurs rangs des peintres de fresques (comme celles des tombes de Tarquinia et sur vases) et des sculpteurs qui réalisent des œuvres tant en bronze qu'en terre cuite. Ils sont également d'excellents orfèvres et d'habiles métallurgistes. On peut voir leurs œuvres dans les grands musées italiens, comme ceux de Florence, du Vatican (par exemple, le musée grégorien étrusque) ou de Volterra (par exemple, le musée Guarnacci). Une approche pétrie d'esthétique gréco-romaine « classique » est heurtée par la liberté de déformation des corps de l'esthétique étrusque à des fins d'expressivité. L'art étrusque est un art de mouvement.

### Langue, écriture et système numéral

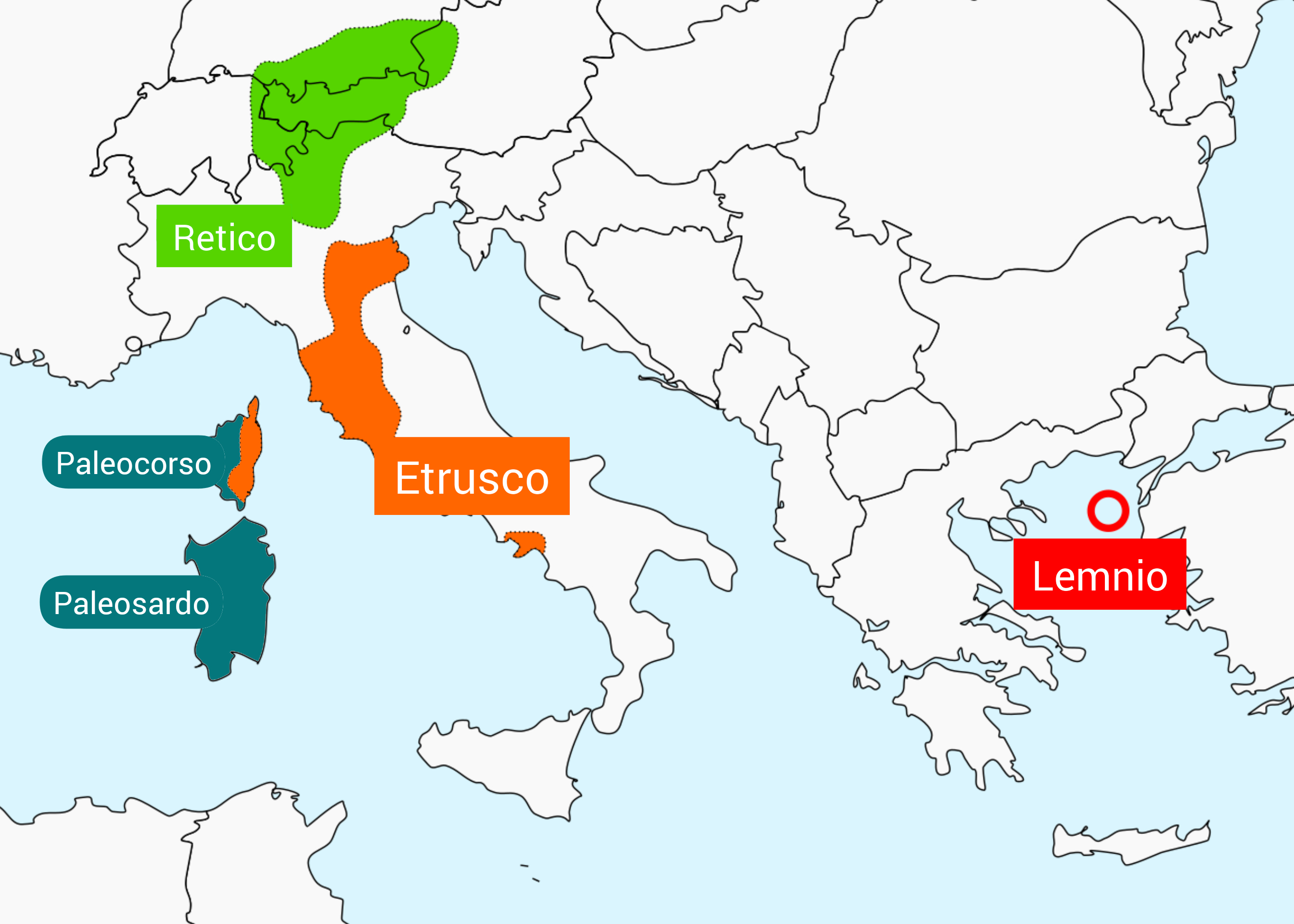
Aire linguistique regroupant la famille des langues nuragiques : paléosarde, paléocorse ; et la famille des langues tyrséniennes : étrusque, rhétique, lemnien, deux familles linguistiques qui ont de fortes ressemblances.

La langue étrusque ne peut être rattachée au groupe des langues indo-européennes et est considérée comme appartenant à un substrat pré-indo-européen. Si son alphabet permet de la lire, son déchiffrement demeure encore difficile et très incomplet en 2017.
Une première inscription est découverte en 1556 dans l'agglomération de Pérouse, en Ombrie, sur une statue en bronze appelée L'Arringatore. Cette inscription appartient à une langue alors inconnue, l'étrusque. Contemporaine de la République romaine, à la fin du Ier millénaire av. J.-C., elle montre la persistance du substrat ethnique étrusque sous le pouvoir politique des Romains. L'inscription figurant sur la tunique de L'Arringatore est une dédicace consacrée à un magistrat romain.
Au fil des découvertes, un corpus d'inscriptions en étrusque a été constitué, répertoriées principalement dans le Corpus Inscriptionum Etruscarum (CIE) et provenant pour la plupart d'entre elles de Toscane, de Campanie, du Latium, mais aussi d'endroits plus éloignés avec lesquels l'Étrurie entretenait des rapports diplomatiques ou commerciaux comme la Gaule du sud-est, la Corse, la Sardaigne et l'Afrique du Nord dans la zone d'influence de Carthage. On recense à la fin du XXe siècle environ dix mille inscriptions étrusques, mais la très grande majorité consiste en textes très brefs, épitaphes ou dédicaces d’ex-voto, avec une énorme quantité de noms propres. Les 34 inscriptions bilingues, simples épitaphes tardives, n'offrent guère de correspondances linguistiques, et les textes connus qui dépassent la centaine de mots sont rarissimes et incomplètement traduits.

L'abécédaire de Marsiliana, le plus ancien alphabet étrusque connu (vers 700 av. J.-C.).

L'alphabet étrusque est dérivé d'un alphabet grec occidental employé par des Grecs de Cumes à la fin du VIIIe siècle. Les adaptations apportées par les Étrusques montrent que leurs phonèmes étaient très différents de ceux d'une langue indo-européenne. Ainsi l'étrusque note la consonne sifflante avec deux signes distincts Σ (sigma) et M (san), différence de prononciation ignorée en grec, tandis que les phonèmes B, D et O sont inutilisés : le nom grec « Diomèdès » est transcrit « Tiumite » en étrusque.
De multiples tentatives de rapprochement entre l'étrusque et une langue apparentée, méditerranéenne, européenne ou moyen-orientale, ont été infructueuses. Les seules langues qui présenteraient une parenté avec l'étrusque sont le rhétique d'Italie du Nord et le lemnien, parlé dans l'île de Lemnos avant son hellénisation à partir de la fin du VIe siècle av. J.-C. La stèle de Lemnos comporte trente-trois mots rédigés dans une langue présentant des similitudes linguistiques avec l'étrusque. Une seconde inscription de quatre mots mise au jour en 2005 sur la même île confirme ce rapprochement.

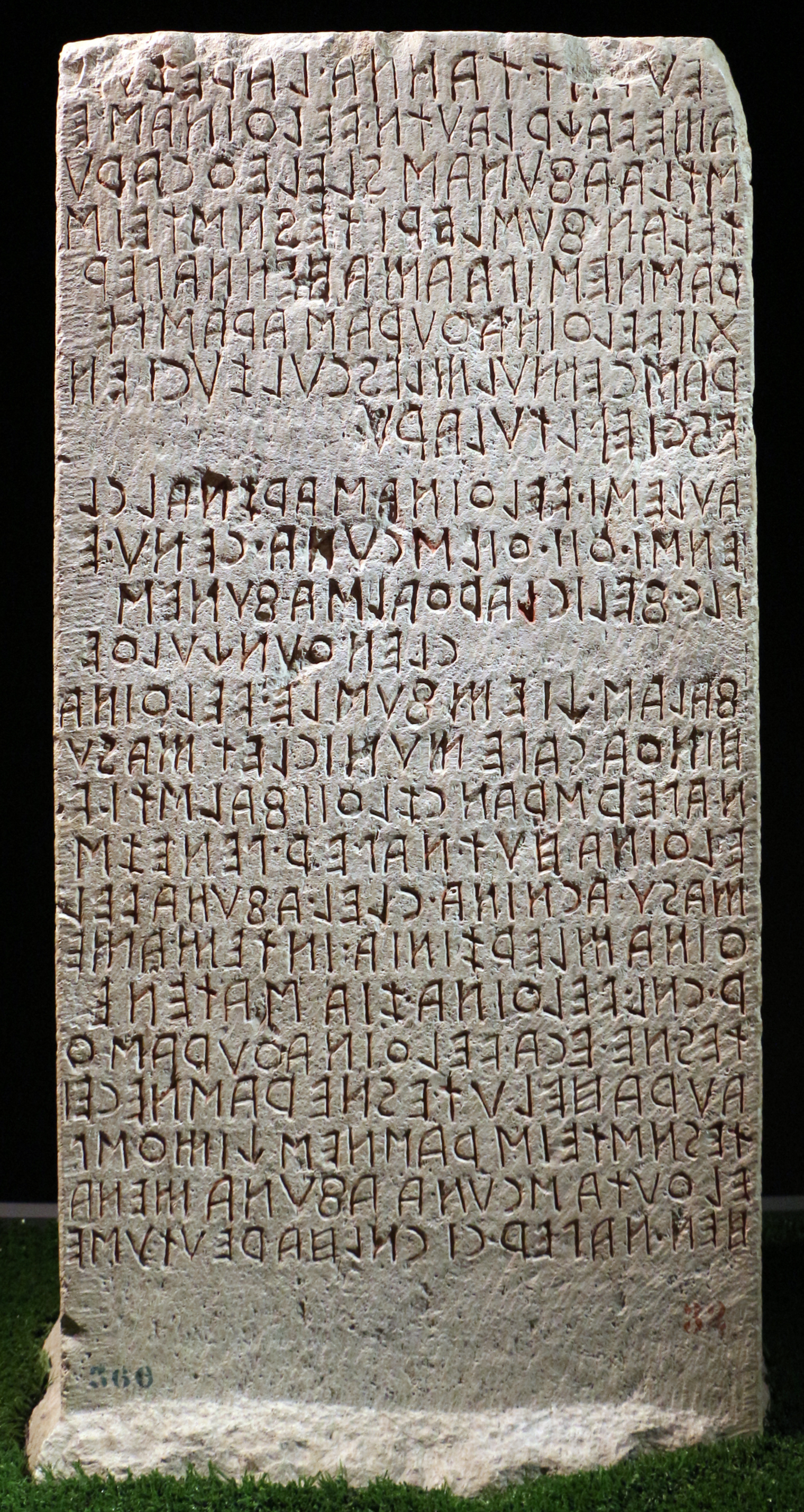
Cippe de Pérouse, un des plus longs textes étrusques.
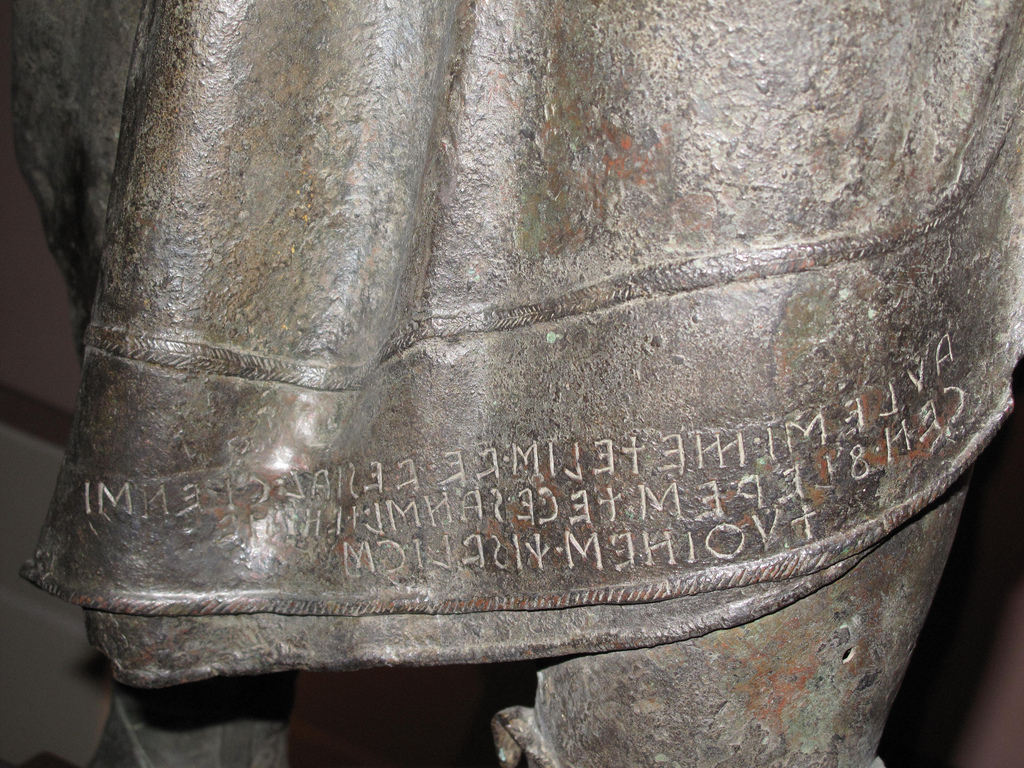
Inscription en alphabet étrusque sur le pan inférieur droit de la tunique de L'Arringatore.
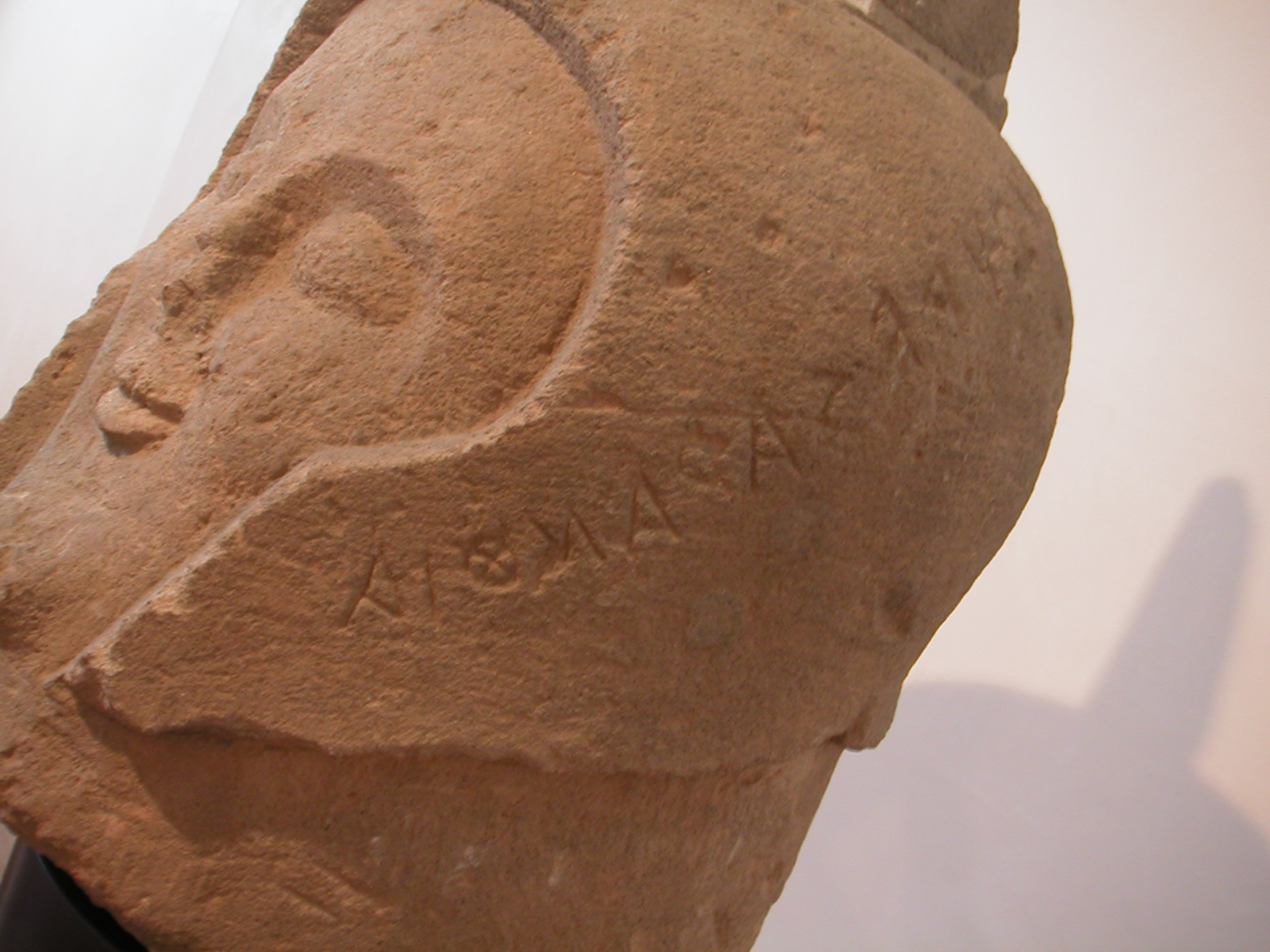
Inscriptions étrusques sur la tête d'une statue.
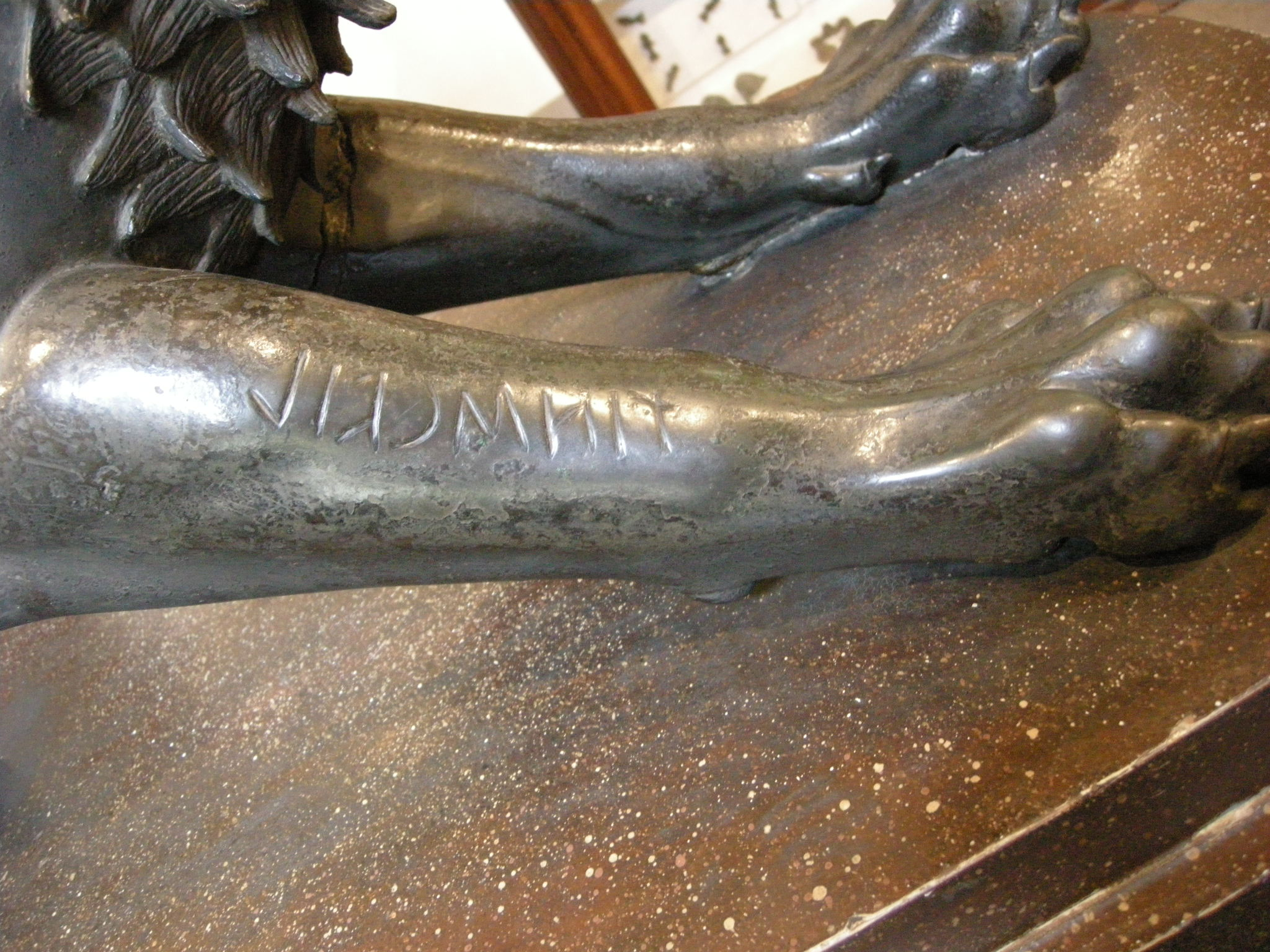
Inscription étrusque sur la patte gauche de la chimère d'Arezzo.
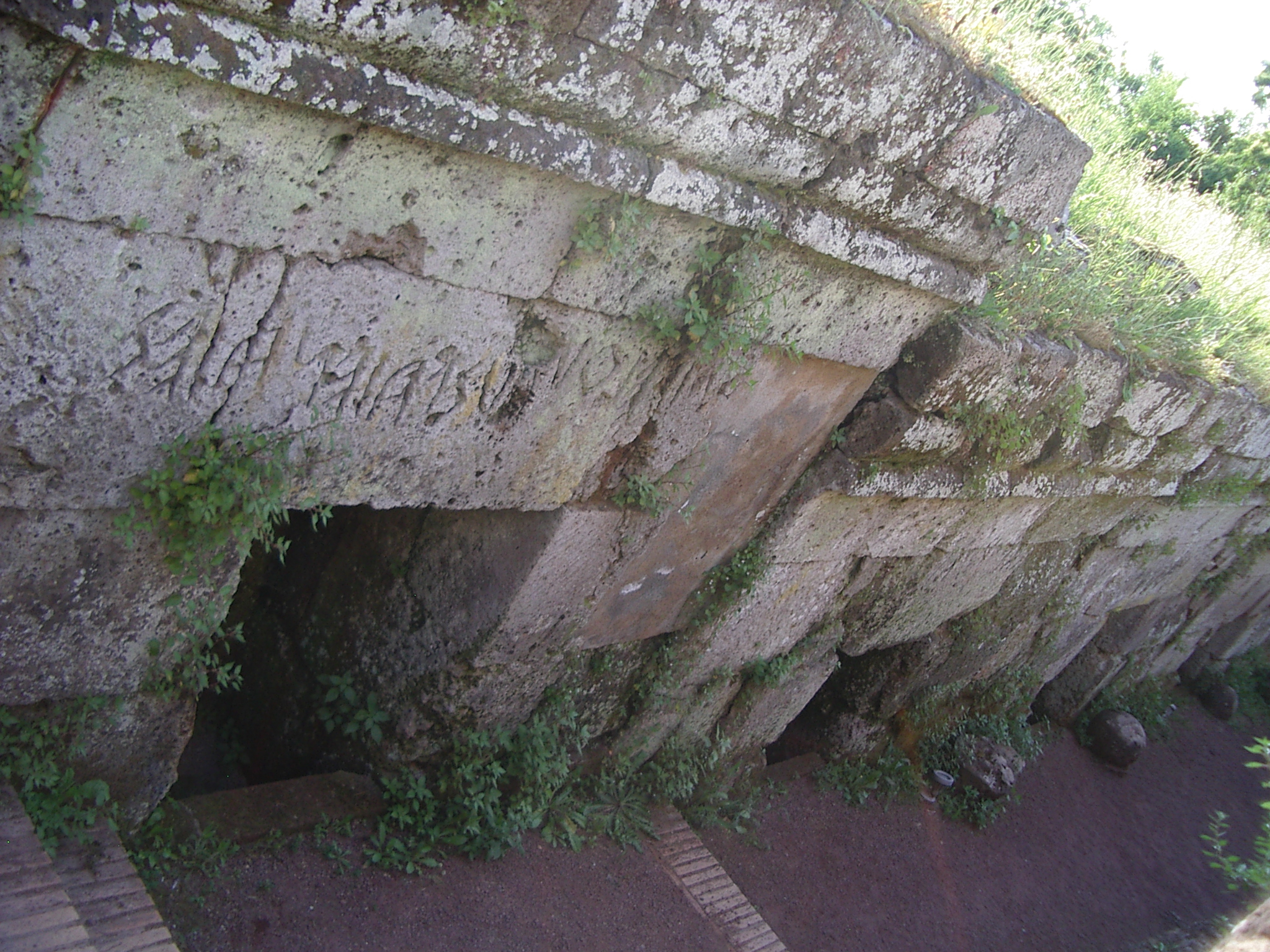
« inscription parlante » avec le nom du mort (« Je suis de... »), nécropole du Crucifix du Tuf, Orvieto.

La numération étrusque est un système numéral adapté de la culture grecque attique et qui fut transmise en grande partie à la civilisation romaine. Leur système est à base 10. Les Étrusques écrivent IIII pour 4 (comme cela subsiste sur les cadrans d'horloge). La pratique de la soustraction jusqu'à 3 chiffres est courante : ils écrivent 17 comme « ci-em zaθrum » (3 ôté de 20), 18 comme « esl-em zathrum » (2 ôté de 20) et 19 comme « θun-em zaθrum (1 ôté de 20).
Des nombres jusqu'à 100 ont été retrouvés sur les sarcophages pour exprimer l'âge des morts (par exemple, « II +++↑ », à lire de droite à gauche, pour les 82 ans du mort sur un sarcophage du Musée archéologique national de Tarquinia).
Les 6 premiers chiffres, présents sur les dés étrusques (à jouer ou à divination), comportaient les chiffres de 1 à 6 suivant leurs symboles qui s'écrivaient en toutes lettres : θu, zal, ci, śa, maχ et  huθ (pour 1, 2, 3, 4, 5 et 6). La valeur des suivants s'écrivaient par les opérations reportées : maχ + zal = sept ; θu + huθ = sept ; ci + ša = sept.
| Mot étrusque | Nombre décimal | Symbole étrusque | Nombre romain |
| ------------ | -------------- | ---------------- | ------------- |
| θu           | 1              | I                | I             |
| maχ          | 5              | Λ                | V             |
| śar          | 10             | + puis X         | X             |
| muvalχ       | 50             | ↑                | L             |
| sran         | 100            | C ou Ж           | C             |

(Les caractères employés ici pour représenter les formes anciennes des chiffres sont empruntés à diverses écritures, par ressemblance. Le tracé réel des caractères ne peut être directement reproduit ici.)

### Religion

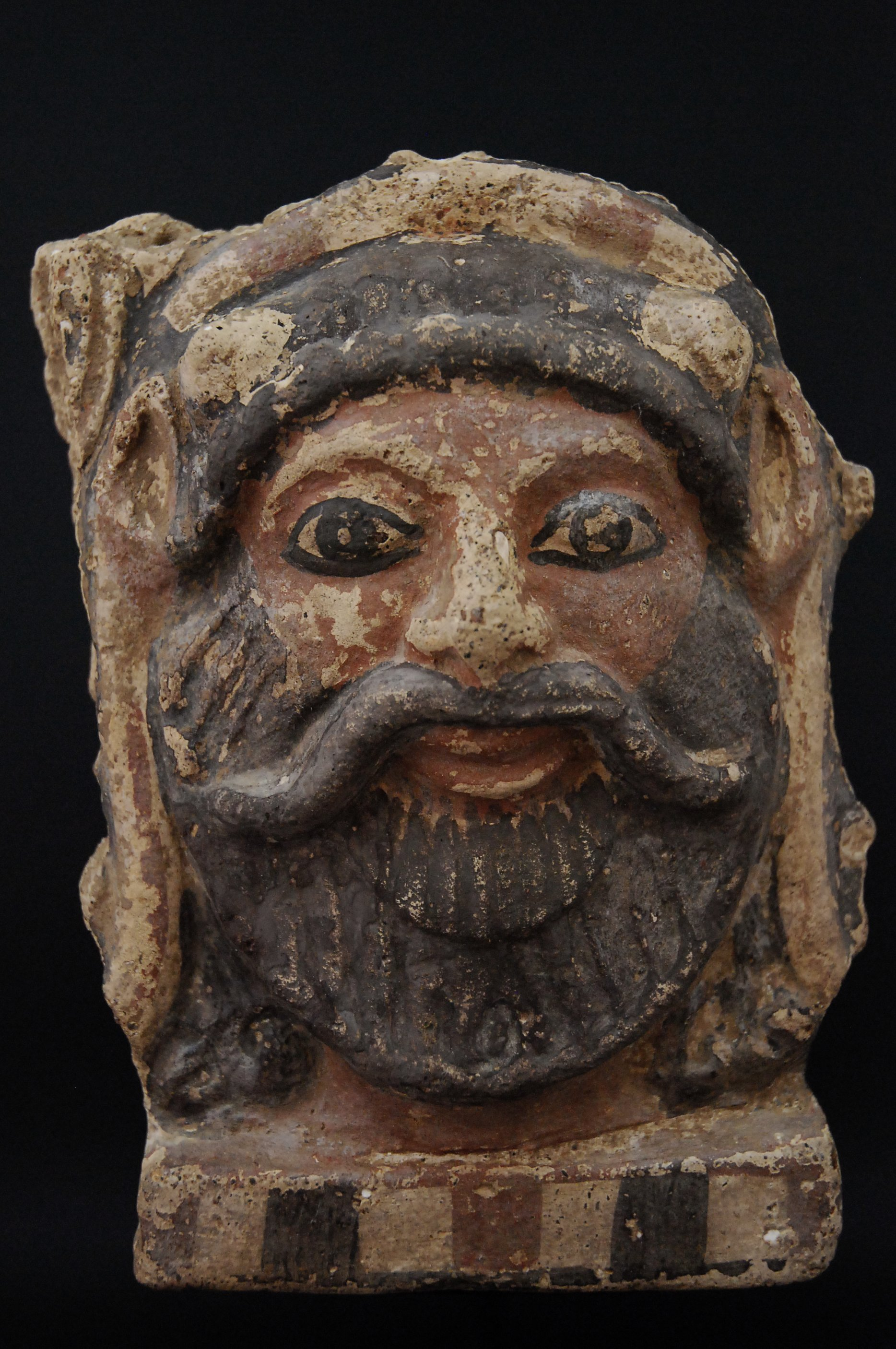
Antéfixe étrusque représentant le dieu-fleuve Achéloos,

La vie quotidienne des Étrusques est empreinte de religiosité, au point que Tite-Live écrit qu'ils tenaient « plus que toute autre nation à l'observation des rites religieux ». Ils suivent des rites bien précis, consignés dans les traités de la Etrusca disciplina consacrés à la divination, aux cultes de fondation des cités et de consécration des sanctuaires, au monde d'outre-tombe, aux limites de la vie et au destin usant du bornage sacré.

#### Mythologie étrusque
La mythologie chez les Étrusques est née de la révélation faite aux hommes par la nymphe Bégoé (ou Végoia) et le génie Tagès. La première était liée à la fertilité et les rituels (consignés dans un traité) dépendaient de celle-ci. Le second passait pour être un enfant chauve, un enfant-vieillard sorti d'un sillon de la terre. Cette révélation, aux dires des anciens, a été consignée dans le corpus des livres sacrés, sous le nom de Etrusca disciplina.
| Divinité étrusque | Nom grec   | Nom latin | Fonction(s)                                                     |
| ----------------- | ---------- | --------- | --------------------------------------------------------------- |
| Tinia / Tina      | Zeus       | Jupiter   | dieu de la lumière, roi des dieux et maître des Cieux           |
| Uni               | Héra       | Junon     | reine des dieux, sœur et femme de Tinia                         |
| Sethlans          | Héphaïstos | Vulcain   | dieu du feu et des métaux, fils de Uni                          |
| Turan             | Aphrodite  | Vénus     | déesse de l'amour, de la beauté, de la fécondité et de la santé |
| Nethuns           | Poséidon   | Neptune   | dieu de la mer, frère de Tinia                                  |
| Turms             | Hermès     | Mercure   | dieu du commerce, des marchands, et protecteur des voyageurs    |
| Laran             | Arès       | Mars      | dieu de la guerre                                               |
| Maris             | Déméter    | Cérès     | déesse de l'agriculture                                         |
| Aritimi / Artumes | Artémis    | Diane     | déesse de la chasse et de la virginité                          |
| Apulu / Aplu      | Apollon    | Apollon   | dieu du Soleil et de la lumière, frère jumeau de Aritimi        |
| Menrva            | Athéna     | Minerve   | déesse de la fureur guerrière, de la sagesse et des arts        |
| Fufluns           | Dionysos   | Bacchus   | dieu du vin et de la fête                                       |
| Usil              | Hélios     | Sol       | dieu du Soleil                                                  |

#### Rites funéraires

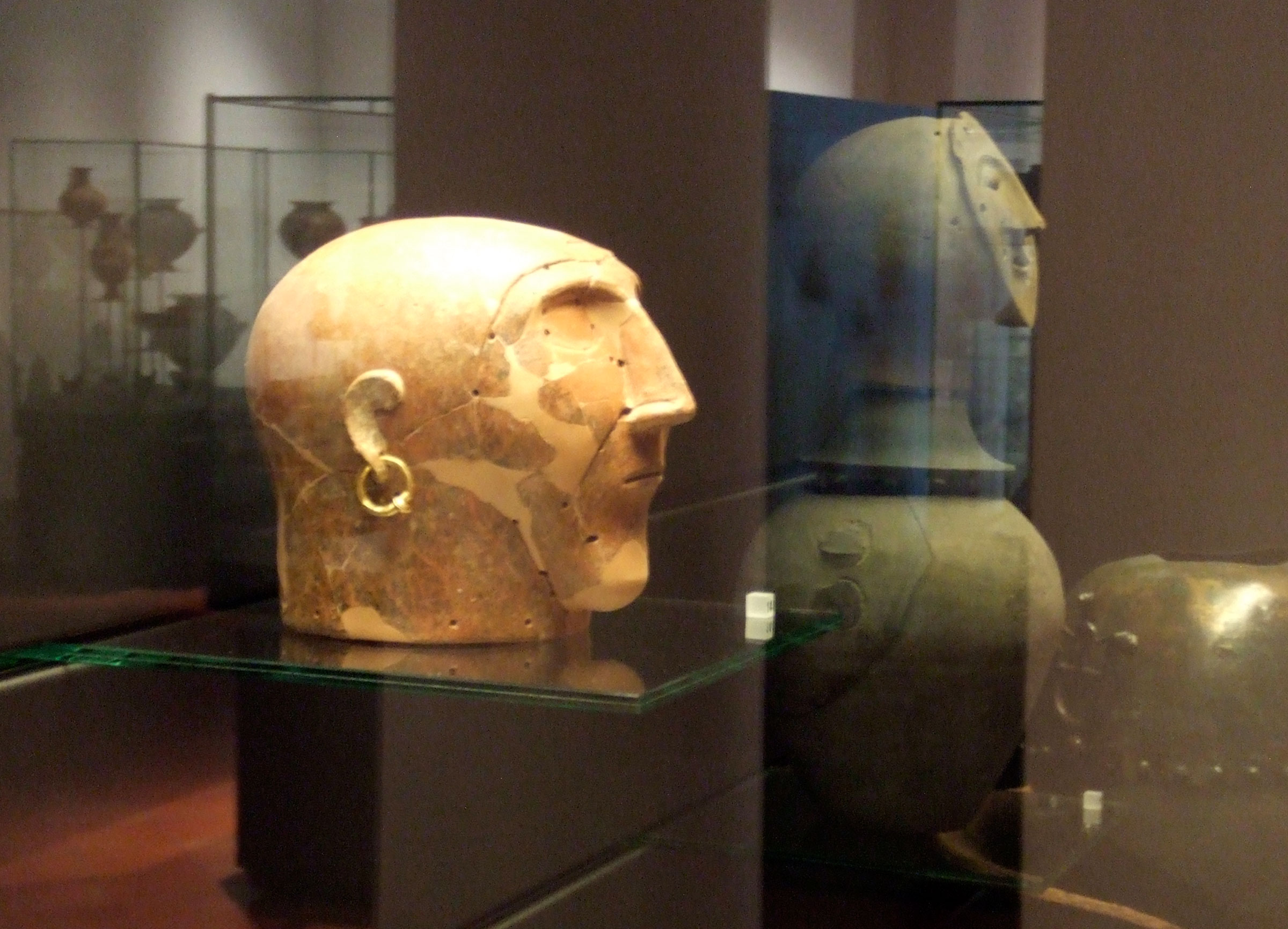
Têtes de canope de Chiusi.

La tombe étrusque obéit aux nombreux rites funéraires en vigueur suivant les périodes de sa civilisation.
De l'urne biconique et de l'urne-cabane villanoviennes de l'âge du fer à la tombe à ziro intégrant le canope de Chiusi avec son couvercle anthropomorphe, puis les sarcophages architectoniques à bas-reliefs mythologiques (qui deviennent figurés avec les couvercles sculptés représentant le défunt seul ou accompagné de son épouse en banqueteurs), des tombes collectives rassemblant les membres d'une même famille (noble), décorées de fresques, rassemblant un mobilier funéraire riche, tous ces rites montrent la durée de la civilisation étrusque depuis la fin des temps préhistoriques jusqu'à la période romaine, avec l'évolution des rites passant de la crémation à l'inhumation, puis retournant à l'incinération (voir également les tombes à pozzetto, les tombes à volta et à camera en formes de maison et les tombes à tramezzo à cloison).
Les tombes sont le plus souvent regroupées en nécropoles. Les principaux sites sont situés à Tarquinia avec celui de Monterozzi (6 000 tombes, dont 200 peintes) ; Cerveteri : nécropole de Banditaccia ; Manciano : Statonie ; Véies sanctuaire de Portonaccio ; Castiglione della Pescaia : site archéologique de Vetulonia dans la frazione de Vetulonia ; Orvieto : Nécropole du Crucifix du Tuf et Nécropole de Cannicella ; Sorano et Sovana : Area archeologica di Sovana ; Sarteano : nécropole des Pianacce ; Cosa étrusque près d'Orbetello : Tagliata Etrusca et Spacco della Regina ; Norchia et Castel d'Asso dans le Latium.
 D'autres sites secondaires se trouvent à Prato : Nécropole de Prato Rosello ; Colle di Val d'Elsa : site de la frazione Dometaia ; Marzabotto et Mevaniola en Émilie-Romagne.

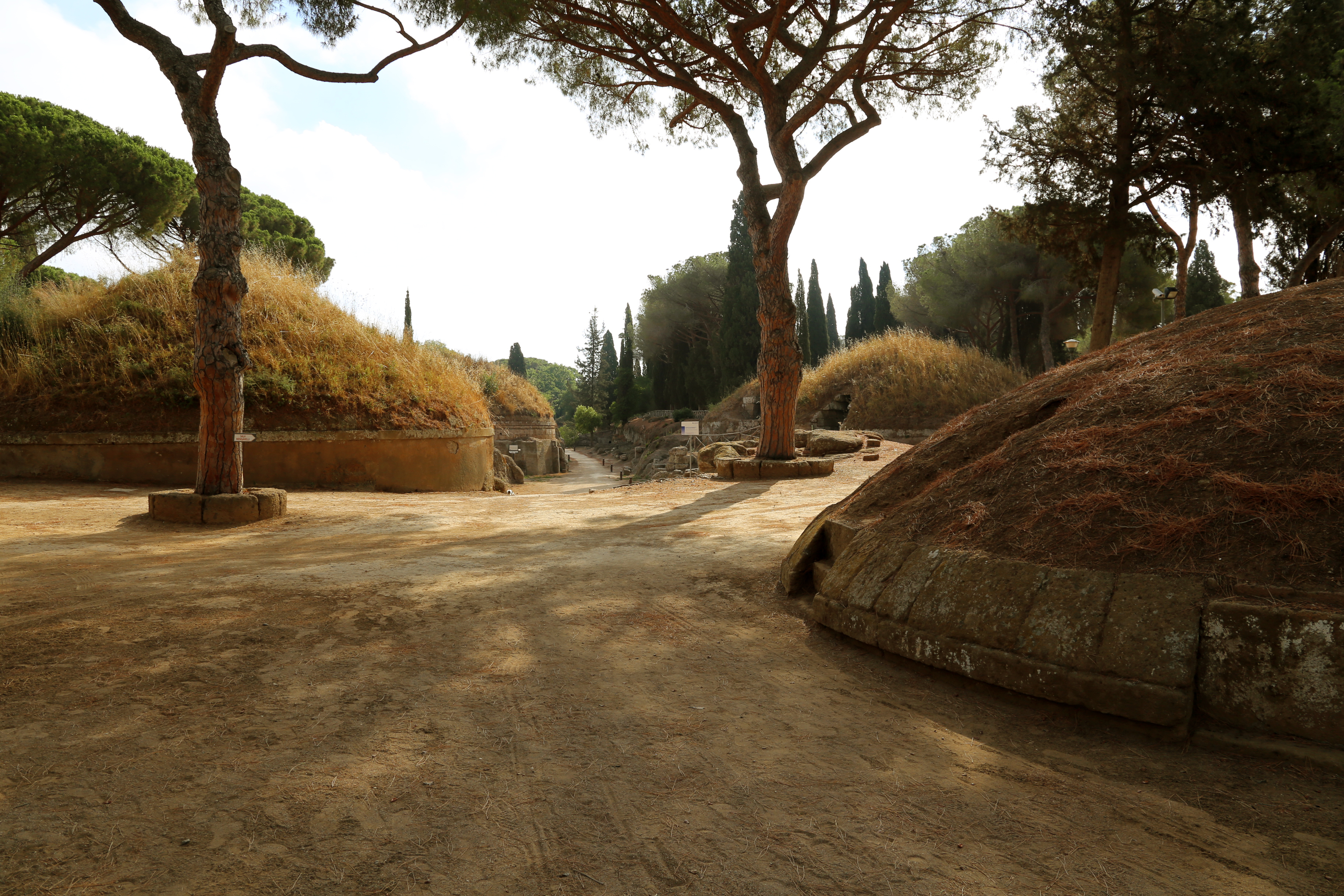
La Via degli Inferi, entrée de la nécropole de Banditaccia.
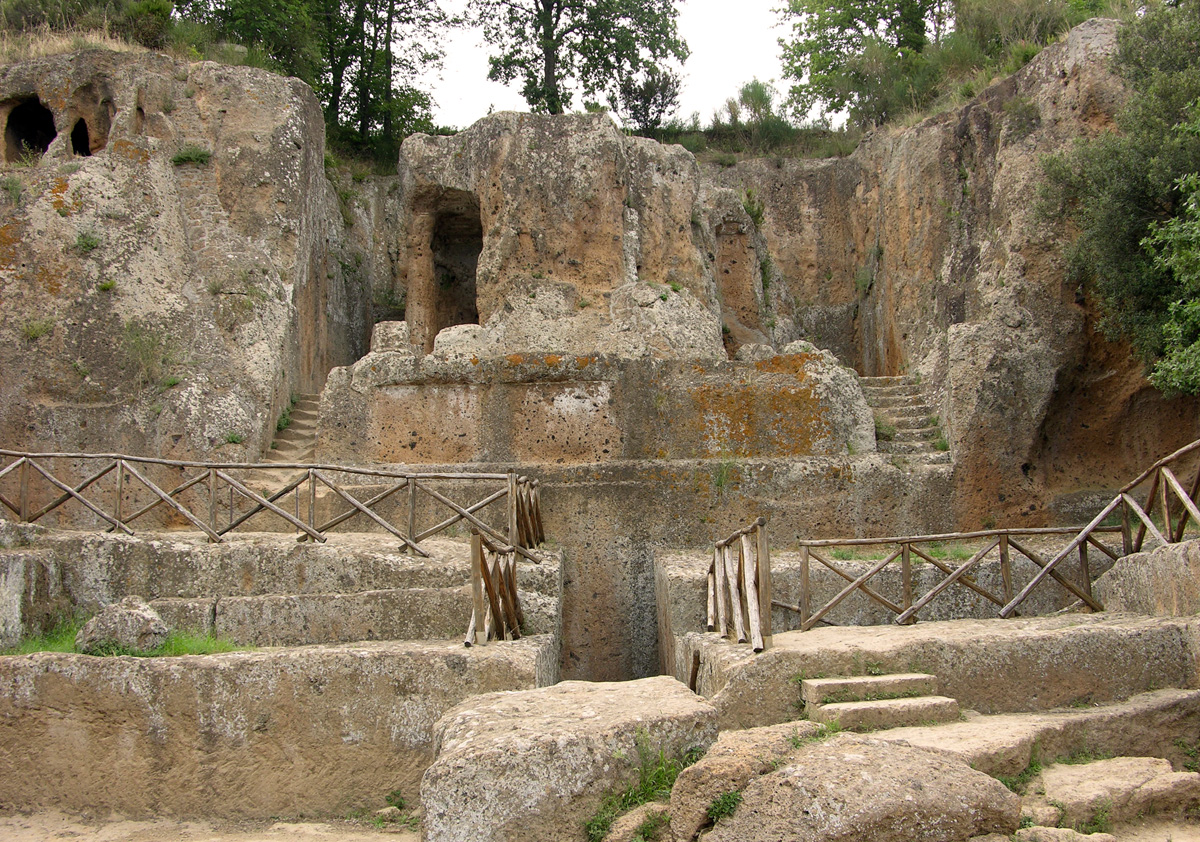
La Tomba Ildebranda à Sovana.
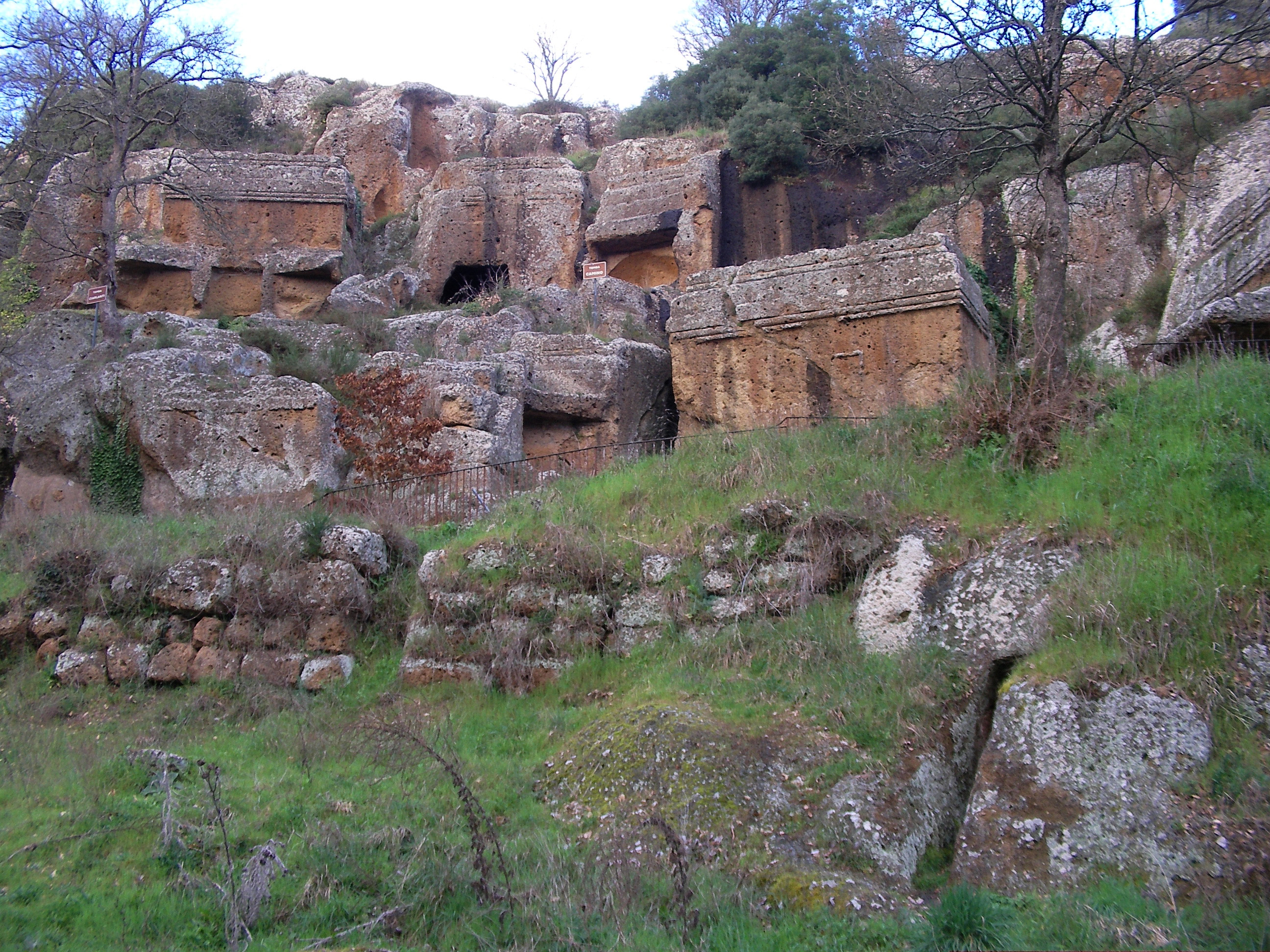
Nécropole de Norchia.
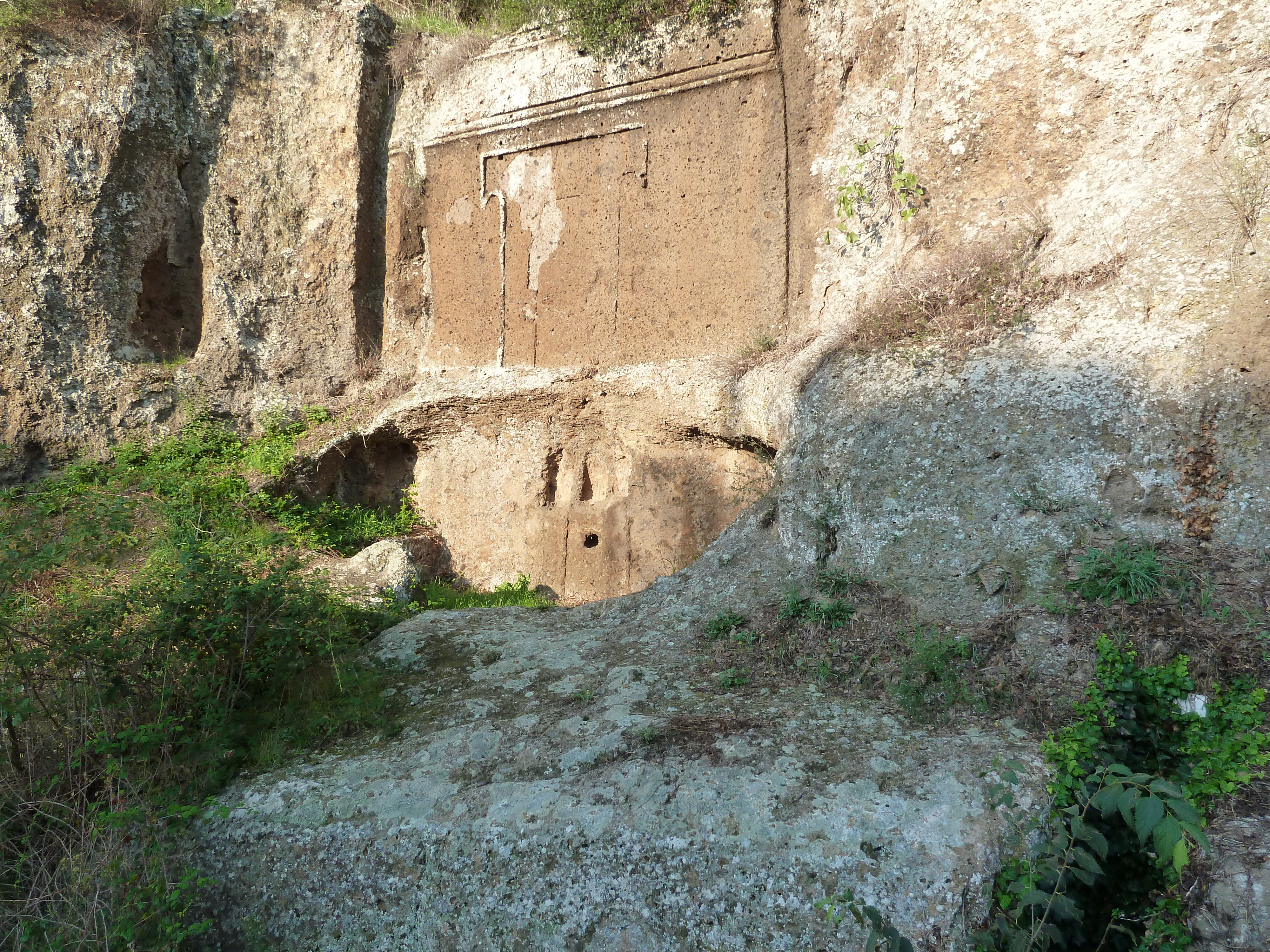
Nécropole de Castel d'Asso.

### Société

#### Classes sociales
La société étrusque se composerait de deux classes, les maîtres et les esclaves. Les principales sources, les auteurs latins et grecs, face à des réalités sociales qu'ils appréhendaient mal, ont employé des expressions familières mais approximatives pour essayer de traduire des situations où la notion de liberté est moins nette et comporte des degrés alors que les Romains et les Grecs connaissaient deux statuts légaux bien distincts, libres et esclaves.
En latin, Tite-Live emploie sans nuances la notion de servitus (servitude) et le mot servi (esclaves) pour désigner les individus qui n'appartiennent pas au groupe dominant. Valère Maxime fait de même pour évoquer la prise de pouvoir des « esclaves » à Volsinies. Aurelius Victor emploie les termes libertinus ou libertus, c'est-à-dire affranchis en latin pour désigner des catégories d'individus qui n'ont peut-être pas fait l'objet d'une manumissio de type romain. Les étruscologues citent dans ce contexte Denys d'Halicarnasse qui emploie en grec le mot de pénestes, désignant en Thessalie des groupes réduits au servage, dans un état de dépendance entre libre et non libre. Dans certains documents bilingues étrusque-latin, le terme libertus correspond au mot étrusque lautuni ou, par syncope, lautni, dérivé du mot lautn qui signifie famille au sens élargi (la familia romaine). Au-dessus des lautni, il existerait un groupe d'individus portant le nom d'etera, correspondant peut-être aux clients romains. Certaines inscriptions étrusques mentionnent des lautneteri, combinant les mots lautni et etera, qui pourraient désigner des affranchis faisant partie de la clientèle de leur ancien maître.

#### La famille
Aux yeux des Grecs, deux aspects caractérisent la société étrusque : le rôle de la femme qui, contrairement à la Grèce, participe activement à la vie sociale et le luxe exubérant du mode de vie des classes dirigeantes, fortement conditionné par l'importance du banquet.
Les défunts sont souvent représentés sur les couvercles des sarcophages comme s'ils participaient au sympósion, étendus sur le caractéristique triclinium adopté par la suite par l'élite romaine.
La famille étrusque est composée du père et de la mère vivant avec les enfants. Cette structure est reproduite dans le placement des lits et des chambres dans les tombes. Certains degrés de parentés nous sont connus grâce aux inscriptions reportées dans les tombeaux : papa (grand-père), ati nacna (grand-mère), clan (fils), sec (fille), tusurhtir (époux), puia (épouse), thuva (frère) et papacs (neveu).

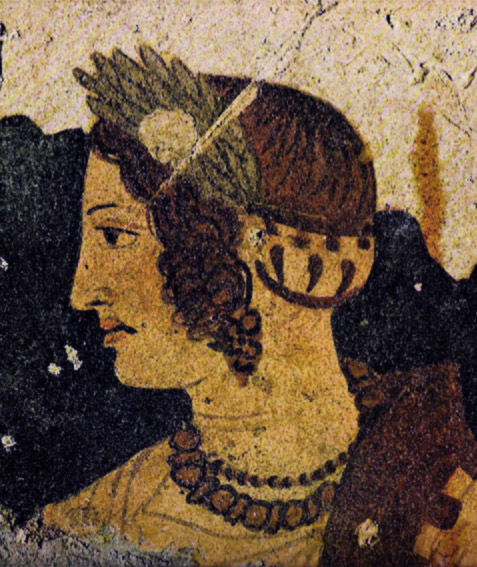
Vélia Spurinna (fresque de la Tomba dell'Orco).

La femme étrusque jouit sans doute d'une considération et d'une liberté plus grande que chez les peuples avoisinants et participe à l'intense activité de la société. Elle « sort » souvent « sans rougir, pour être exposée au regard des hommes », participe aux cérémonies publiques, aux danses, concerts, jeux ; elle préside même parfois à partir d'une estrade appropriée,. Parée de tous ses bijoux elle participe aux banquets allongée sur la même klinê que son mari et assiste aux jeux étrusques et aux spectacles, ce qui scandalise les Romains pour qui etrusca est synonyme de prostituée (décriée également par les Grecs dans la Truphè étrusque).
Des écrits historiques rapportent des faits dont une femme est l'une des protagonistes, comme c'est le cas pour Tanaquil, Vélia Spurinna et d'autres.
La mère, avec le père, transmet son nom aux enfants, surtout parmi la classe la plus élevée de la société. Sur les épigraphes le nom de la femme est précédé par le prénom (son nom personnel) comme affirmation de son individualité au sein du groupe familial. Elle possède des biens en son nom : en effet, les noms propres de femme sont fréquemment gravés sur la vaisselle et les fresques funéraires (Ati, Culni, Fasti, Larthia, Ramtha, Tanaquil, Veilia, Velia, Velka).

### Sciences

#### Hydraulique
La maîtrise par les Étrusques de l'hydraulique, c'est-à-dire la science de l'écoulement de l'eau, est attestée dès le colmatage et le drainage de la Maremme ; Rome leur doit l’assèchement du marais où s’éleva ultérieurement le Forum Romain et la réalisation de la Cloaca Maxima (dû aux travaux de Tarquin l'Ancien).

#### Théurgie en médecine

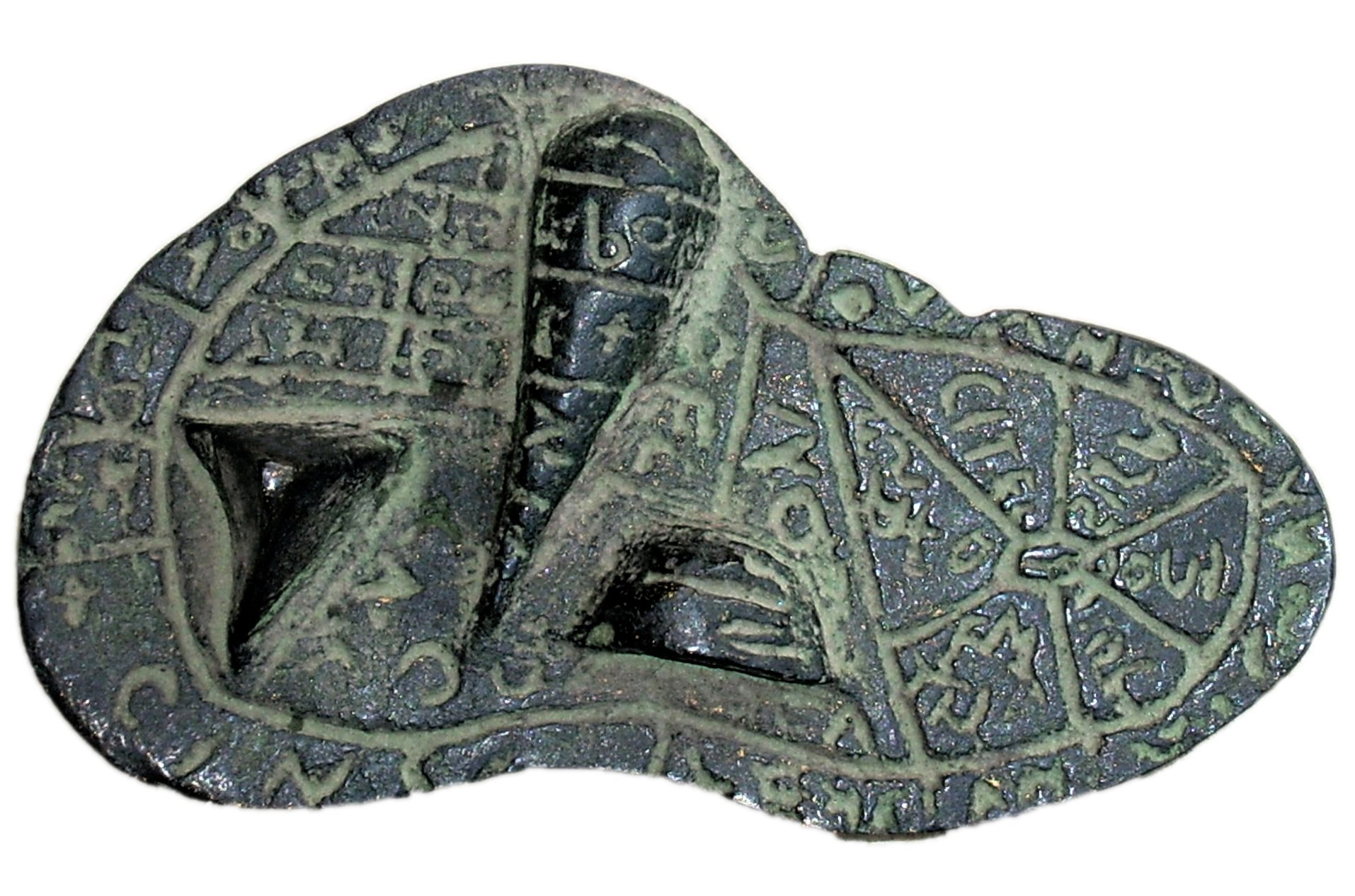
Le Foie de Plaisance.

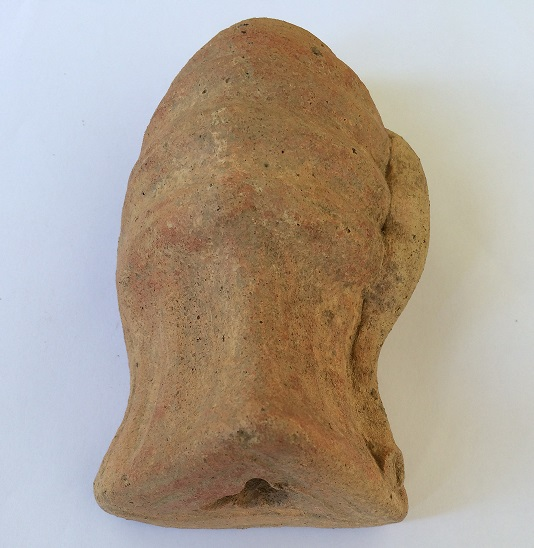
Utérus votif étrusque retrouvé au sanctuaire de Tessennano près de Vulci.

La médecine étrusque a probablement reçu des apports hellènes avec Hippocrate et de la Grande-Grèce avec Alcméon de Crotone. La littérature grecque et latine, avec par exemple les écrits d'Hésiode (Théogonie), de Théophraste (Historia plantarum), de Pline l'Ancien (Historia naturalis), de Varron (De re rustica), de Pline le Jeune (Lettres) et de Diodore de Sicile font peu état de la médecine étrusque. Néanmoins, les restes archéologiques et ex-voto permettent d'affirmer que celle-ci tenait une place importante dans la société. Cette médecine était de type théurgique et de nombreuses divinités étaient invoquées comme Tinia, Uni, Laran, Menrva et Turan. Les fouilles archéologiques ont mis au jour des sanctuaires où l'on a trouvé des reproductions anatomiques et les étruscologues en ont déduit que les « fidèles » sollicitaient en échange d'offrandes la guérison de la partie malade qui était reproduite soit en cire ou en plâtre et déposée au sanctuaire auprès du dieu vénéré,. Le diagnostic de la maladie était le fruit de l'appel aux oracles et aux prodiges ; l'observation d'éléments comme la foudre ou le vol d'oiseaux, le tirage au sort de jetons ou de plaquettes, l'observation de fumées et le détail des viscères d'animaux sacrifiés déterminaient aussi le traitement. Le rituel religieux était composé de suppliques, prières, invocations, processions, sacrifices d'animaux par l'intermédiaire de l'haruspice. D'après l’Etrusca disciplina (la science des pratiques religieuses et divinatoires étrusques), la vie humaine atteignait au maximum 84 ans, divisée en douze fois sept ans, et tant que l'être humain n'avait pas atteint dix fois sept ans, il pouvait conjurer le destin par des rites propitiatoires. Les haruspices étrusques exerçaient leur art divinatoire en examinant les viscères d'animaux sacrifiés (mantique) : rate, vésicule biliaire, cœur, intestins, poumons et surtout le foie (hépatoscopie). Diverses représentations d'haruspices examinant le foie nous sont parvenues ainsi que des foies en bronze et terre cuite avec des détails anatomiques précis à partir de modèles ovins. L'haruspicine a joué probablement un rôle indirect dans la connaissance anatomique et morphologique de certains viscères même si l'évaluation du volume, du système nerveux et de la lobation obéissait uniquement à des impératifs divinatoires.
Les temples où se pratiquaient les rites afin d'obtenir la grâce divine étaient des lieux destinés à la prière et au culte. À cet effet les fidèles apportaient des offrandes afin d'être entendus par la divinité. Les fouilles effectuées en Campanie et dans la zone etrusco-latiale (comme à Tessennano dans le Viterbe) ont mis au jour de nombreuses terres cuites architectoniques et votives. La plus grande partie des ex-voto, de type anatomique, datent du IVe – IIIe siècle av. J.-C. et sont liés à la sanatio (c'est-à-dire la guérison) ou encore au remerciement ex voto suscepto (c'est-à-dire selon le vœu par lequel on s'est engagé). Les parties anatomiques représentées sont des membres et des organes. Des objets votifs représentent des organes génitaux masculins et féminins demandant la fertilité aux dieux. La connaissance de l'anatomie des Étrusques est en partie due aux haruspices qui, par l'analyse des viscères, croyaient comprendre le message divin et prévoir l'avenir. En effet, au moment du sacrifice de l'animal, la croyance estimait que le dieu imprimait sur les viscères de celui-ci les informations destinées aux hommes. Il était donc indispensable de connaître la composition intérieure et les déformations de l'organe. Toutefois, les représentations anatomiques sont en général approximatives.

#### Médecine
Les Étrusques avaient une bonne connaissance de la médecine (anatomie, chirurgie et physiologie).
L'iconographie de la civilisation étrusque donne une part importante à l'anatomie humaine et la morphologie des personnages représentés témoigne d'une connaissance de la musculature du tronc et des membres.
La quasi-totalité des informations inhérentes aux connaissances médicales de cette civilisation sont le résultat d'hypothèses et de déductions. Elles se basent sur les découvertes archéologiques et les ex-voto anatomiques de viscères humains et animaux. Ces derniers ne sont pas uniquement caractéristiques de la civilisation étrusque et se rattachent à une longue tradition de représentations poly-splanchniques de l'Antiquité gréco-latine.
Des auteurs antiques citent certaines caractéristiques de la médecine étrusque. Hésiode, dans sa Théogonie, rapporte que leur connaissance des plantes médicinales provient de leurs aïeux, les fils de Circé, Agrios et Latinus. Varron rapporte l'existence au mont Soracte d'un collège sacerdotal qui élaborait un médicament anesthésiant.
Les Étrusques connaissent les propriétés bénéfiques des eaux thermales qu'ils emploient dans le traitement de nombreuses maladies. Les sources thermales sont des sanctuaires spécialisés, et l'accès aux eaux se fait par étapes selon des rites appropriés : l'achat préalable des représentations votives des parties anatomiques à soigner, leur accrochage sur les parois du temple et l'immersion dans les eaux par exemple. Scribonius Largus, médecin et écrivain romain, souligne l'efficacité de diverses plantes médicinales et des eaux ferrugineuses utilisées pour les soins de la vessie (définies, de fait, comme vescicariae). Les eaux thermales de l'Étrurie semblent particulièrement appropriées par la variété de leurs caractéristiques. Selon les étruscologues elles existaient en abondance et étaient utilisées à grande échelle. La terre d'Étrurie servait à la confection d’emplâtres. Néanmoins, seules quelques citations de Strabon, Horace et Tibulle, et seuls des débris de statues et des ex-voto subsistent pour témoigner de cet engouement.
D'après Théophraste, Dioscoride et Pline l'Ancien, les Étrusques sont des experts dans la préparation de drogues. Leurs descriptions permettent d'identifier l'hellébore, la ciguë, le colchique, le mille-feuille, la typha angustifolia et latifolia. La résine de pin est utilisée en cosmétique, parfumerie et pharmacie.
La thérapie principale étrusque est probablement à base d'herbes et de plantes du territoire. Néanmoins, la difficulté du dosage ne permet pas de définir la limite entre remède et toxicité. Ovide préconisait le Semen Tuscum, une sorte de poudre de beauté. En cosmétique, il s'agit probablement de l'épeautre dont la farine était utilisée pour les masques faciaux.
L'étude philologique met en évidence quatre plantes principales. La Nepeta permet l'extraction d'une huile essentielle cicatrisante, qui stimule aussi la circulation sanguine et la digestion. Les fleurs de la menthe pouliot aident à la digestion et l'activité du foie ; la tradition populaire attribue à la menthe une régularisation menstruelle relaxante. En usage externe, elle a des propriétés antiseptiques et antalgiques. L'ajonc est une plante laxative et diurétique. Enfin la Radia, probablement la ronce, est aussi utilisée ; les feuilles et les fruits ont des propriétés astringentes, anti-inflammatoires, diurétiques, et servent à soigner les hémorragies internes. Les autres plantes citées par Dioscoride comme étant utilisées par les Étrusques ont toutes une racine indo-européenne : aubépine (sédatif) ; gentiane ; arum.
Les fouilles organisées à Tarquinia ont mis en évidence des restes de graines et de fruits minéralisés et carbonisés. Les espèces répertoriées appartiennent essentiellement à des plantes comestibles. Elles comportent céréales, légumineuses, figues et raisins et des restes minéralisés de plantes médicinales ou aromatiques : graines de pavot, melons, persils, céleris et romarins.

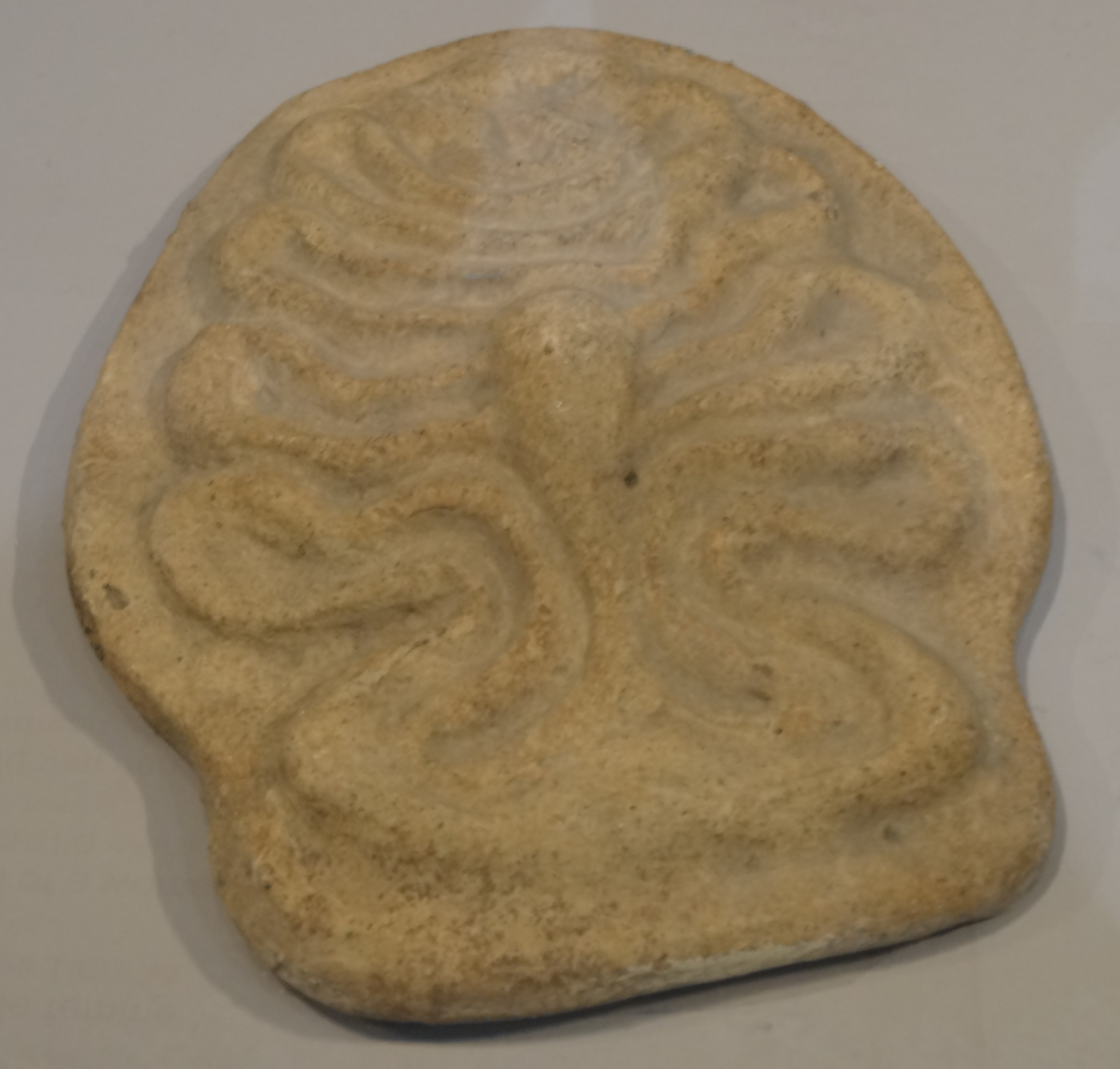
Utérus.

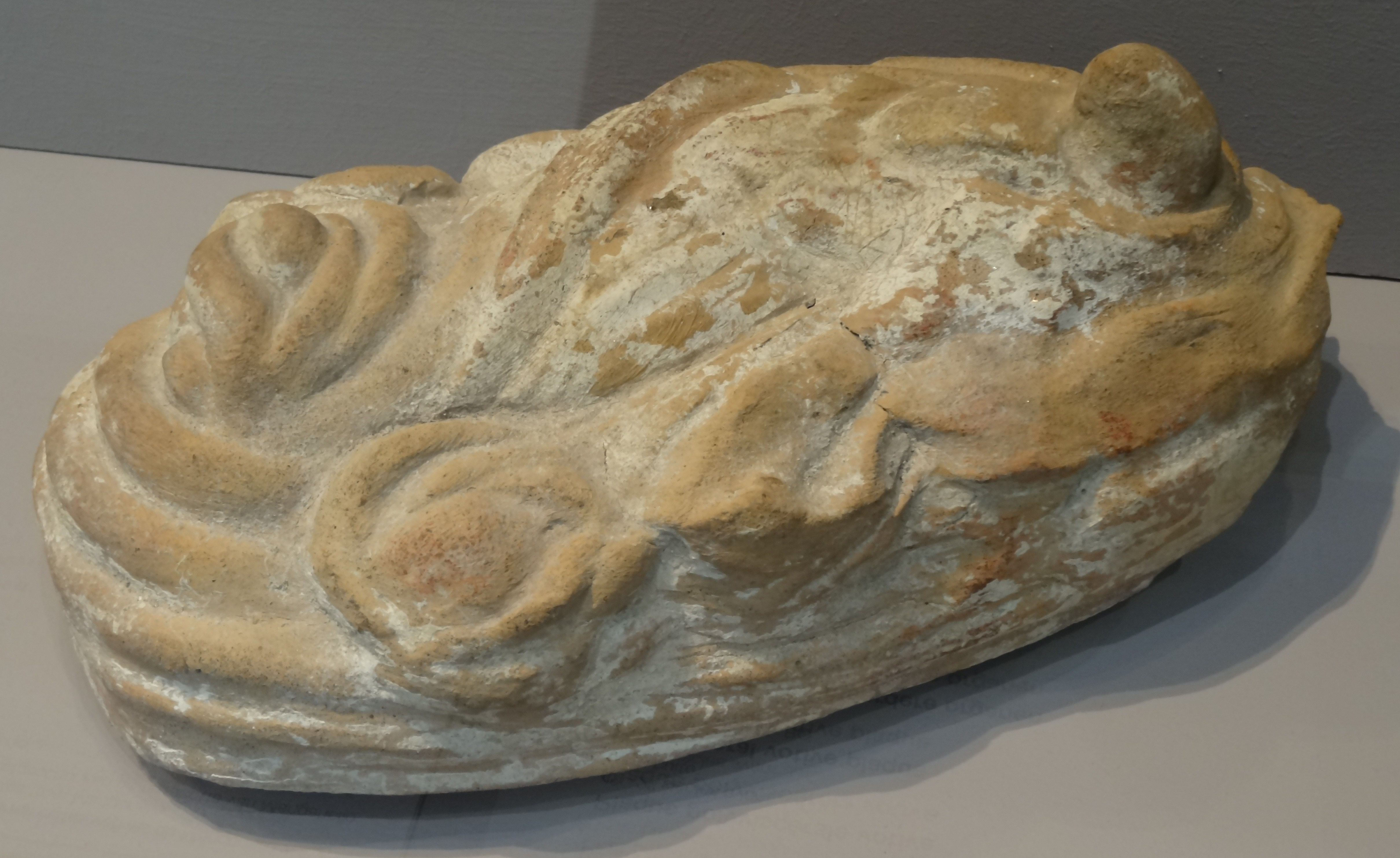
Plaque polyviscérale.

En chirurgie, les Étrusques pratiquaient la trépanation crânienne et la prothèse dentaire en or, comme en témoignent certains restes humains et des terres cuites.
La circoncision est usitée et les représentations d'organes anatomiques retrouvées mettent en évidence de nombreux organes internes comme le cœur, les poumons, le foie, ainsi que des utérus renfermant une petite boule qui pourrait être la plus ancienne représentation de la vie intra-utérine de l'histoire. Parmi les pièces archéologiques trouvées lors de fouilles figurent des instruments chirurgicaux ainsi que des représentations dans les tombes et les trousseaux funéraires.
Les instruments chirurgicaux trouvés sont majoritairement en bronze, parfois en fer. On distingue des outils de cautérisation à pointe lanceolata (longueur d'environ 20 cm). Ces instruments une fois chauffés sont appliqués sur les tissus afin de cautériser les plaies et arrêter les hémorragies : des couteaux (longueur d'environ 6 cm), sorte de bistouri à lame arrondie pour les incisions ; des petites pinces lisses pliées en oblique par rapport aux branches (longueur moyenne 15 cm) servant à l'extraction de corps étrangers comme les échardes et os brisés ; des sondes, dont une extrémité est en forme d'olive et l'autre à spatule ou cuillère (longueur d'environ 15 cm) ; la tenaille (longueur entre 30 et 50 cm) permettait entre autres l'extraction de dents ou de corps étrangers. Le « Thumi » (longueur d'environ 15 cm) est un instrument en bronze comportant une extrémité en forme de demi-lune et une autre en forme de poignée plate. Néanmoins, la datation, l'origine de ces outils et leur usage ne font pas consensus. En effet, cette instrumentation évoluée, comparable à celle des Grecs et des Romains, peut être aussi bien issue d'une fabrication locale ou importée en Étrurie. Sur les squelettes des nécropoles, les étruscologues ont retrouvé des membres fracturés, ayant fait l'objet de soins orthopédiques. En effet, ceux-ci sont recomposés et ressoudés, le patient ayant survécu pendant de nombreuses années après l'intervention.
Les Étrusques sont d'habiles transformateurs de métaux. En odontologie, ils mettent à profit les techniques du travail de l'or afin de créer des prothèses dentaires visibles dans des crânes extraits de nécropoles. Deux types d’appareillages ont été retrouvés sur des maxillaires : des contentions et des ponts fixes servant à remplacer les dents absentes ou à prévenir le mouvement des dents bordant une zone édentée. Diverses pièces archéologiques sont conservées au Musée archéologique de Florence (contention dite « de Chiusi » et contention dite « de Populonia »), au Musée archéologique de Tarquinia (contention de Tarquinia datée du IVe siècle av. J.-C.), au musée universitaire de Gand (contention d’Orvieto) et au Public Museum de Liverpool,. Les dents de remplacement, obtenues à partir d'ivoire animal ou humain, étaient maintenues par des ponts en or et parfaitement adaptées à la mâchoire du patient. Selon Mario Tabanelli, ces techniques dénotent une influence phénicienne.
Les Étrusques sont experts dans le domaine de la prévention et accordent beaucoup d'importance à l'hygiène personnelle, l'alimentation ou l'activité physique. Ils considéraient l'aménagement et l'entretien de leur cadre de vie comme des priorités, œuvrant continuellement à la bonification des marécages et au contrôle des cours d'eau près desquels étaient bâties les cités. La construction de galeries dotées de plaques de plomb perforées permettent le drainage de l'eau dans les endroits stagnants, évitant ainsi la formation d'agents pathogènes,. Ils savent construire des conduites d'eau, transporter l'eau potable et évacuer les eaux usées. La Lex regia de Numa Pompilius aurait une origine étrusque et la tradition rapporte que Tarquin le Superbe fit construire la Cloaca Maxima par des hommes venus d'Étrurie.

### Musique et danse
Dans le domaine musical, les Étrusques emploient notamment l'aulos, un instrument à vent en bois également attesté chez les Grecs et les Romains,, et rappelant, de par sa forme et son utilisation, le hautbois.
Les instruments de musique à caractère harmonio-vibratoire, tels que des lyres, des cithares et des harpes, ou encore du type aero-vibratoire munis d'une anche, tels que le plagiaulos, la flûte de Pan (ou syrinx), la flûte d'albâtre et le cor, sont également représentatifs de l'art musical étrusque,.
Le peuple étrusque est également l'inventeur du buccin. Cet instrument à vent est utilisé à des fins guerrières : le rythme musical produit par les joueurs de buccin se présente comme un signe à caractère belliqueux. Leur air musical syncopé s'harmonise particulièrement avec les sessions de tripudium (une danse effectuée à trois temps).
Hormis le tripudium, ce peuple connaît d'autres types de danses « sautées », au cours desquelles se produisent des danseurs qui sont appelés ludions. Il existe aussi un style de danse étrusque dite « au pas glissé ». Enfin, les danses bachiques, dont les représentations apparaissent sous la forme de peintures murales dans la tombe du Triclinium et celles de la tombe des Bacchants, affichent des couples de ludions qui réalisent des figures s'apparentant à des courses de Silènes et de Ménades,.

Représentations et fresques de danses étrusques
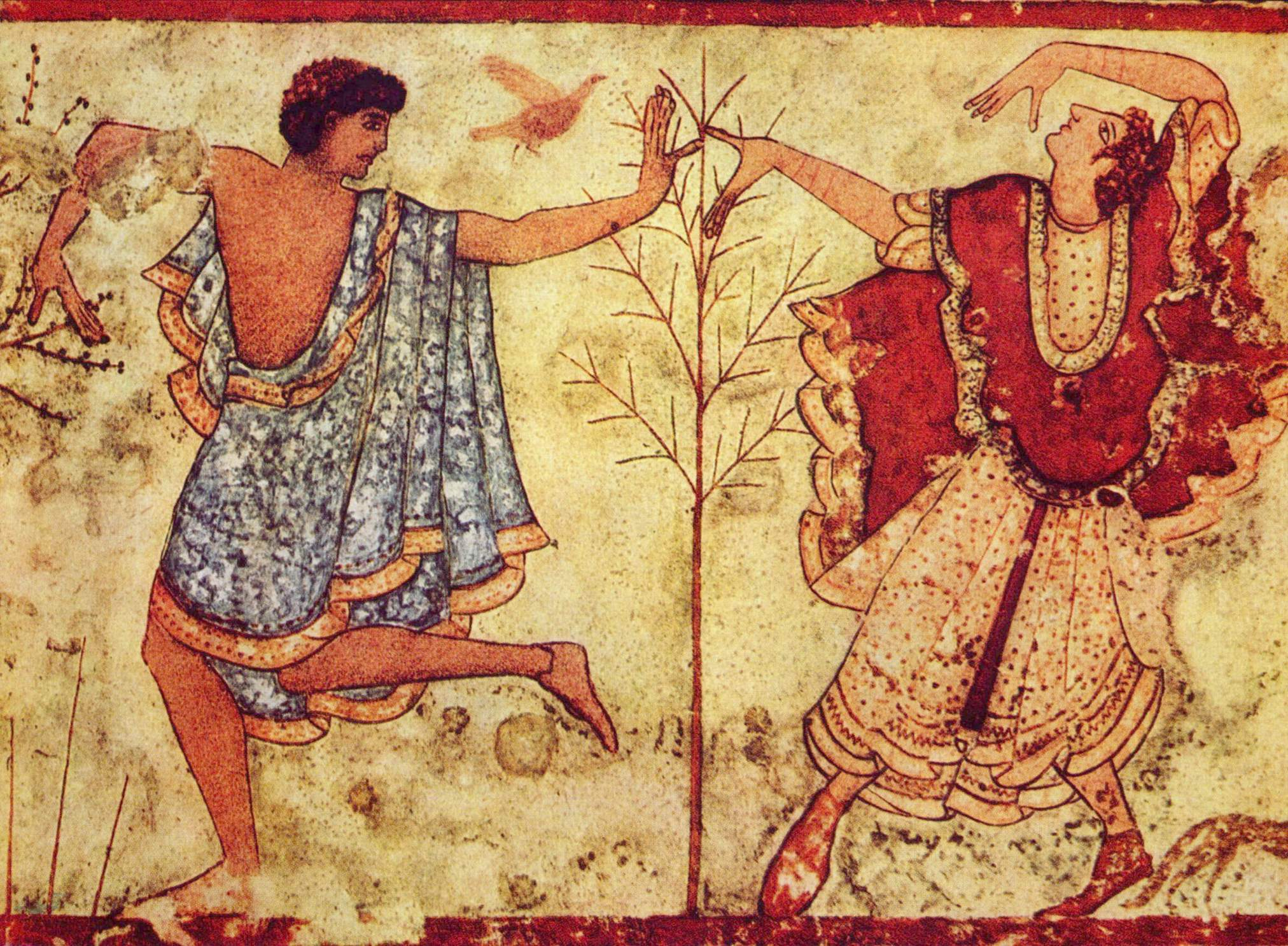
Fresque de la Tombe du Triclinium.
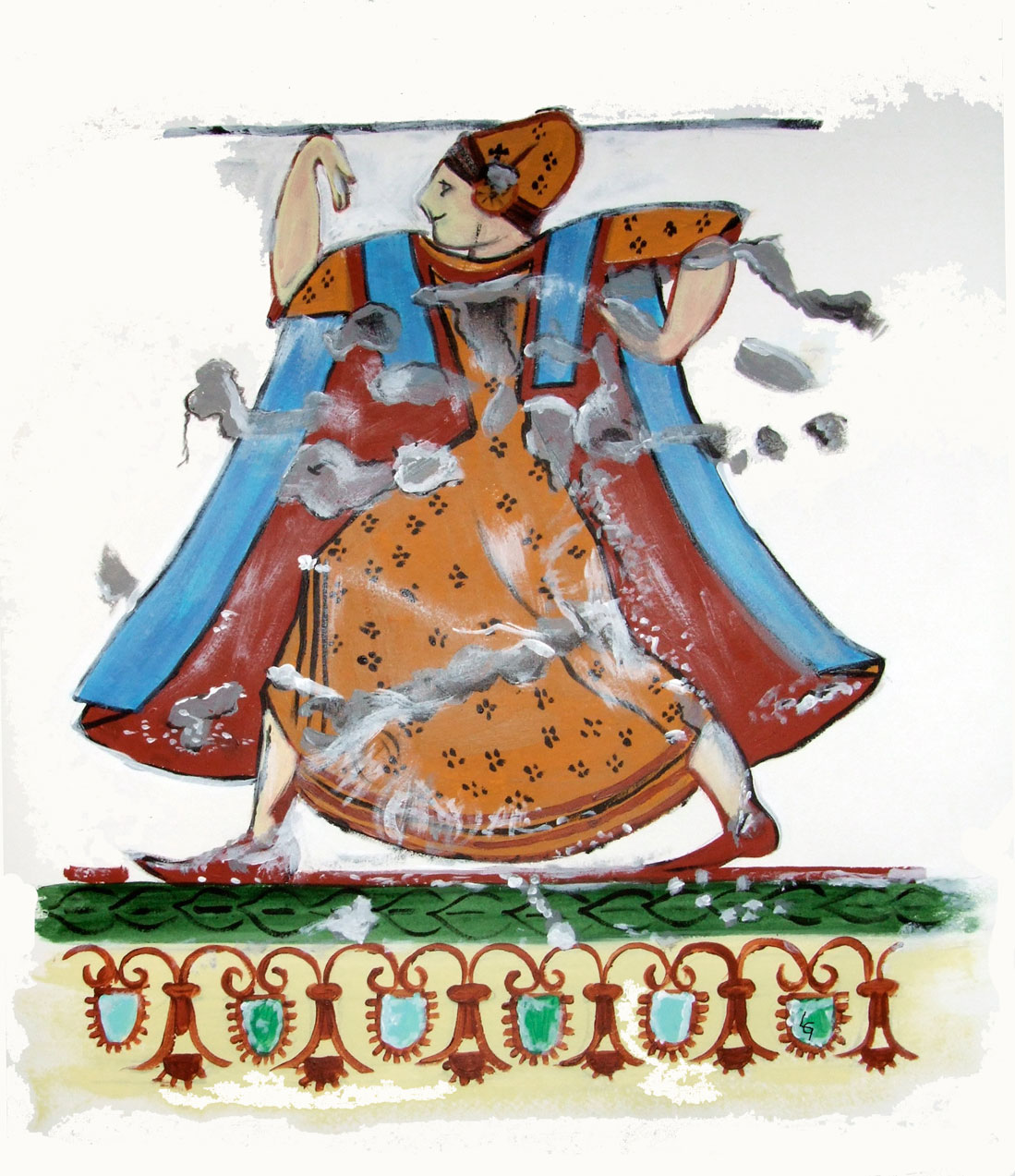
Danse « au pas glissé »[at].
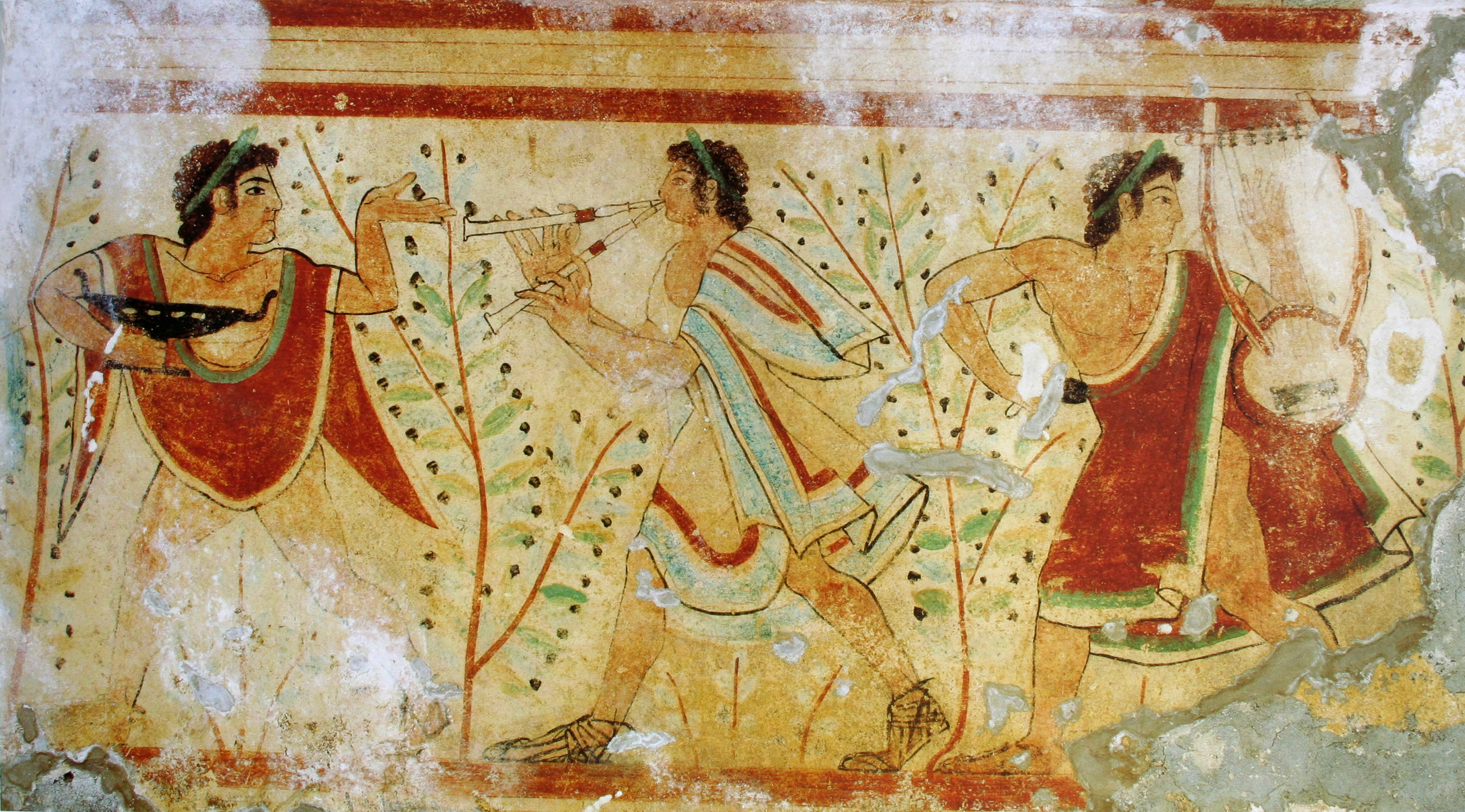
Danseurs et musiciens, fresque de la Tombe des Léopards.

Les différentes exécutions d'arts musicaux, de même que celles des arts gestuels, lyriques et ceux de la danse, figurent comme parties intégrantes des ludi (ou spectacles de jeux et épreuves sportives) étrusques,.

### Jeux et sports

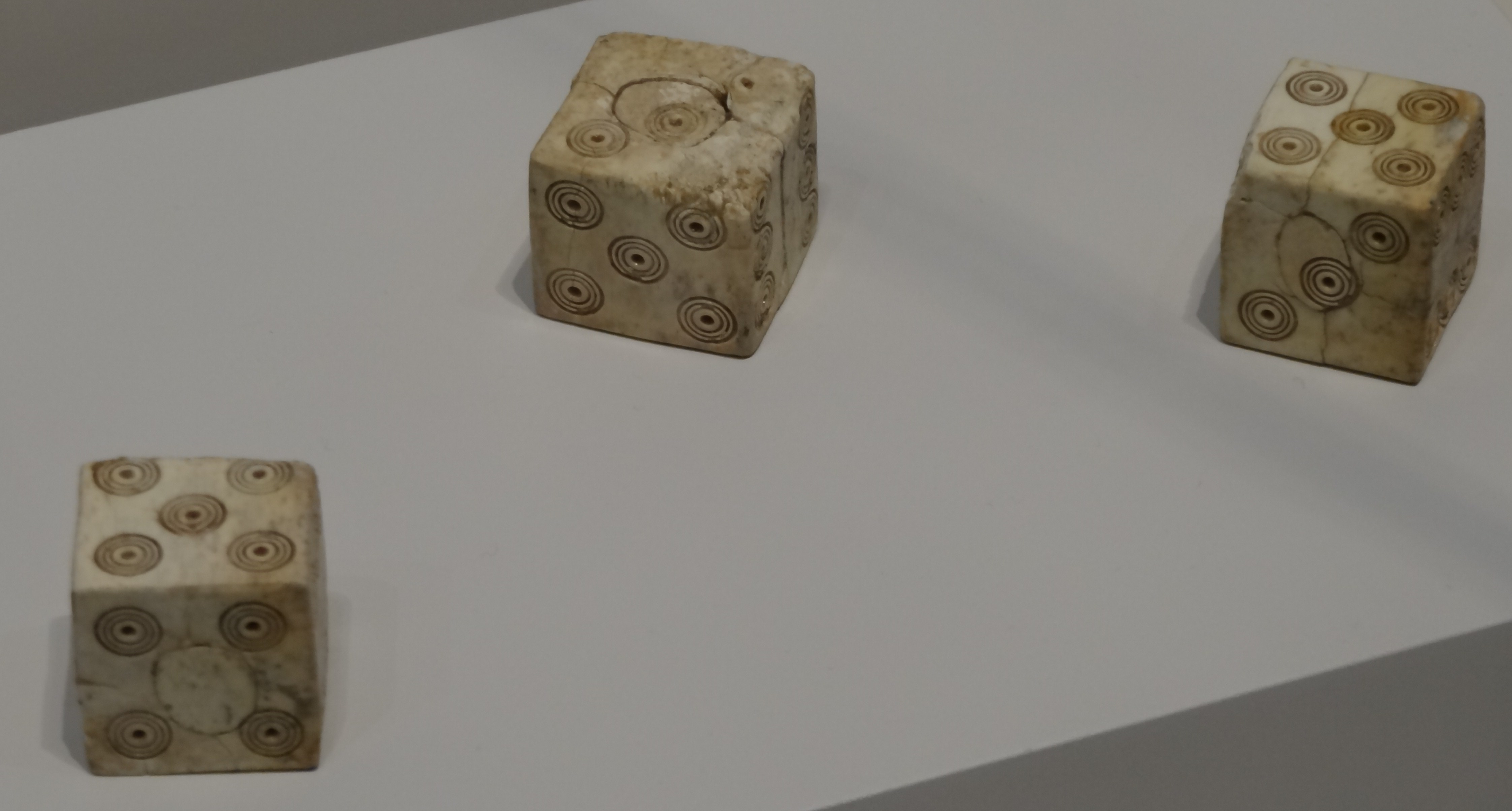
Dés taillés dans de l'os, musée du Louvre.

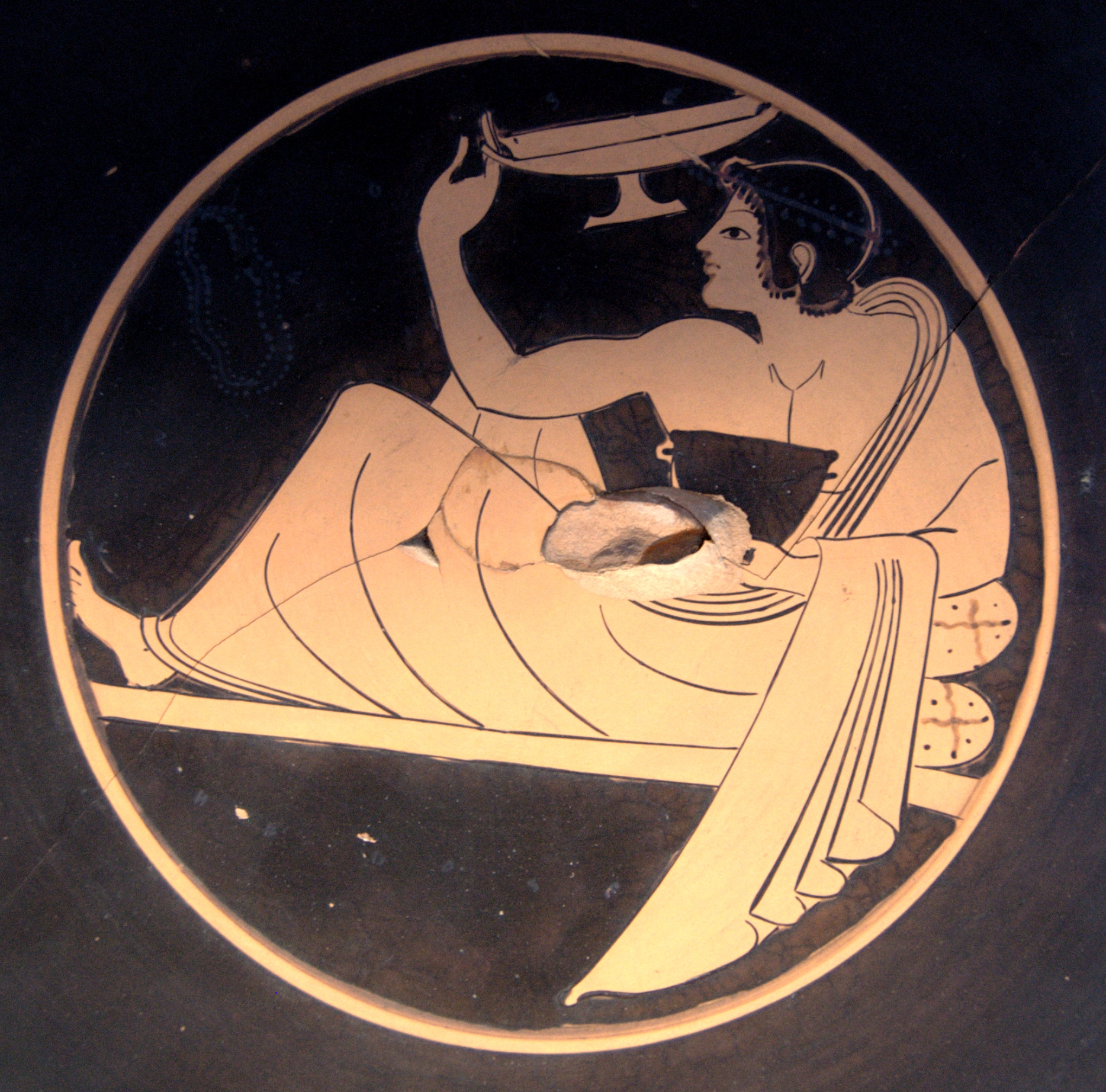
Joueur de cottabe, v. 510 av. J.-C., musée du Louvre.

Comme beaucoup d'autres rites et traditions grecs importés par les Étrusques, puis transmis en grande partie aux Romains, les ludi sont parmi les jeux les plus connus. Ils sont représentés en particulier sur les fresques des tombeaux et dans les scènes des vases a figure nere ou rosse. On notera aussi le kottabos (le lancer de gouttes de vin), l'ascoliasmos (un jeu d'équilibre sur une outre en peau gonflée d’air et huilée), le jeu de l'Empuse, les jeux du cirque (chevaux et pugilistes du Grand cirque de la vallée Murcia, organisé par Tarquin l'Ancien), celui de la balle (episkyros ou harpastum), les dés étrusques.
Souvent ces jeux, comme la boxe par exemple, sont des rites sacrés, destinés aux célébrations funèbres.

## Postérité et héritage culturel au Haut-Empire romain
Rome, qui sous Auguste fait de l'Étrurie la septième région d'Italie (la REGIO VII), subit fortement leur influence, qui perdure dans les institutions, les modes de vie, les goûts, l'amour du luxe, du faste et des banquets, la danse et la musique. Les goûts étrusques sont attestés par les peintures ornant leurs tombes, quoique ces dernières nous renseignent surtout sur ceux des classes aisées, c'est-à-dire sur les goûts d'une minorité de la population. L'empereur Claude est lui-même un spécialiste de la culture étrusque qui rédigea en grec une histoire des Tyrrhéniens en vingt livres.
La civilisation étrusque ayant été assimilée à la République romaine au IVe siècle, la religion et la mythologie étrusques ont été partiellement intégrées à la culture romaine classique, suivant la tendance romaine à absorber certains des dieux locaux et les coutumes des terres conquises. Ainsi, les Étrusques ont transmis leur propre panthéon (noms et iconographies) aux Latins, qui le surimposent à leurs divinités antérieures. La triade capitoline romaine (Jupiter/Junon/Minerve), marqueur culturel romain à qui de nombreuses villes romaines ont bâti un temple à triple cella, est aussi issue des Étrusques, chez qui ce type de temple est courant.
Néanmoins, l'historien des religions, Georges Dumézil, souligne que la religion romaine ne doit pas autant à l'Étrurie qu'il est usuel de le dire. L'apport étrusque aussi ancien qu'il ait pu se produire n'a fait qu'enrichir un système de croyances et de rites déjà bien structuré sans le modifier notablement.
D'autres symboles romains, comme le siège curule des sénateurs romains, sont directement empruntés aux objets de pouvoir étrusques. Comme le révèlent les textes des anciens et les sources historiographiques récentes, la civilisation étrusque a contribué au développement de la culture romaine et a probablement permis l'introduction de la pensée philosophique.

## Historiographie
Les principales sources sur les rois étrusques de la Rome antique sont Tite-Live, lui-même d'Étrurie, et Denys d'Halicarnasse. Hérodote rapporte une thèse de l'origine lydienne (orientale) des Étrusques. Denys d'Halicarnasse est le seul à proposer la thèse d'un peuple autochtone. Nous avons la connaissance de pièces de théâtre d'une littérature historique Tuscae historiae écrites en étrusque, mais elles ne nous sont pas parvenues.
Au début du Ier siècle, l'empereur romain Claude prend pour première épouse Plautia Urgulanilla, une femme étrusque. On compte parmi les œuvres de l'empereur, une Histoire des Étrusques en vingt volumes et un dictionnaire de langue étrusque qui sont perdus. Il serait en outre la dernière personne ayant été capable de lire l'étrusque.
L'histoire des Étrusques est redécouverte à la Renaissance, étude soutenue par Laurent le magnifique et surtout Cosme Ier, qui voulaient affirmer la grandeur de la Toscane.
En 1498, Annius de Viterbe, moine dominicain publie un recueil d'inscriptions étrusques et propose une tentative de déchiffrement de leur langue, l'étrusque. Le savant écossais Thomas Dempster rédige entre 1616 et 1619 le traité De Etruria Regali, un des premiers ouvrages d'étruscologie. L'ouvrage publié en 1723, accompagné de planches de dessins de poteries et d'artefacts anciens, lance l'« étruscomanie ».
À partir du XVIIe siècle, les fouilles se spécialisent, regroupant exclusivement des objets étrusques. En 1731, les fouilles de Volterra commencent et un musée y est ouvert à partir de 1750. L'académie étrusque de Cortone, fondée en 1726, est ouverte à tous les savants faisant avancer la connaissance du monde étrusque et donnant lieu à des nouvelles hypothèses. Les études portent sur la langue étrusque, l'alphabet étrusque et l'origine des Étrusques. En 1789, l'abbé Luigi Lanzi produit un ouvrage interprétant la quasi-totalité de l'alphabet, et replace le rôle et le rapport des étrusques avec les civilisations romaine et grecque. Il comprend que bon nombre de vases que l'on qualifie d'étrusques sont faits sur commande par les Grecs. En 1810, Giuseppe Micali publie un ouvrage proposant une origine locale aux Étrusques.
Au XIXe siècle, bon nombre de sépultures sont trouvées par hasard. Les fouilles se multiplient sans rigueur rendant la datation des pièces et leur localisation compliquées. Dans les années 1830, des archéologues allemands et français fondent l'Institut de correspondance archéologique. En 1836, près de Cerveteri, la nécropole de Banditaccia révèle du mobilier intact et à partir des objets récoltés, le pape Grégoire XVI organise le musée grégorien au Vatican. En 1837, une exposition d'œuvres à Londres provoque un engouement et est suivie de plusieurs publications. L'étruscomanie qui s'était développée dès la Renaissance, par la simple accumulation de vestiges et s'est poursuivie au XVIIIe siècle s'accroît par la découverte des grands sites et de leurs tombes peintes. Cet engouement se traduit même par la naissance d'un style étrusque qui touche l'ameublement, un goût pour les objets « à l'étrusque » qui favorise le pillage à grande échelle par les tombaroli, et la fabrication de faux qui se poursuit aux XIXe et XXe siècles.
L'étruscologie qui fait suite à l'étruscomanie des collectionnistes voit un réel développement au XIXe siècle. Les vestiges sont mis en valeur par les adeptes du Grand Tour qui parcourent l'Italie, tels que James Byres, George Dennis, Adolphe Noël des Vergers et William Hamilton,, et qui sont à l'origine des grands chantiers de fouilles souvent pillés par les tombaroli.
À partir des années 1840, les Corpus d'inscriptions commencent à paraître sous l'égide de l'Académie des sciences de Berlin. Le Corpus Inscriptionum Etruscarum est édité au début des années 1920. En 1927 se crée l'Institut national des études étrusques et italiques qui publie la revue Studi Etruschi.
Cette civilisation suscite, encore au XXIe siècle des interrogations et des problématiques non résolues. Néanmoins, l'intérêt porté par les historiens et par le public, grâce aux nombreux sites, musées dédiés, expositions permanentes et éphémères, demeure toujours vivace.

## Expositions
- « Étrusques, une civilisation de la Méditerranée », Musée de la Romanité, Nîmes, 15 avril – 23 octobre 2022.
- « Les Étrusques et la Méditerranée », Louvre-Lens, 5 décembre 2013 – 10 mars 2014, commissariat scientifique de Françoise Gaultier et Laurent Haumesser (musée du Louvre), Vincenzo Bellelli et Paola Santoro (Istituto di Studi sul Mediterraneo Antico), Rita Cosentino et Alfonsina Russo (Soprintendenza per i Beni Archeologici dell’Etruria Meridionale). Exposition également présentée au Palais des Expositions, Rome, 14 avril – 20 juillet 2014.
- « Étrusques, un hymne à la vie », Musée Maillol, Paris, 18 septembre 2013 – 9 février 2014, commissariat scientifique de Anna Maria Moretti Sgubini (Soprintendenza per i Beni Archeologici dell’Etruria Meridionale) et Francesca Boiani (musée national étrusque de la Villa Giulia).
- « Giacometti et les Étrusques », Pinacothèque de Paris, 16 septembre 2011 – 8 janvier 2012, commissariat général de Claudia Beltramo Ceppi Zevi et Marc Restellini (Pinacothèque de Paris).
- « Les Étrusques et l'Europe », Grand Palais, Paris, 15 septembre – 14 décembre 1992, commissariat général de Massimo Pallottino, commissariat scientifique de Giovannangelo Camporeale (université de Florence), Françoise Gaultier (musée du Louvre). Exposition également présentée à l’Altes Museum, Berlin, 25 février – 31 mai 1993.

#### Ouvrages généraux
- Jean-Noël Robert, Les Étrusques, Belles Lettres, 2004, 335 p. (ISBN 9782251410272).
- Dominique Briquel, Les Étrusques, Presses universitaires de France, 2005, 126 p. (ISBN 9782130533146).
- Jean-Paul Thuillier, Les Étrusques, Éditions du Chêne, coll. « Grandes civilisations », 2006, 240 p. (ISBN 2842776585).
- Marie-Laurence Haack, À la découverte des Étrusques, La Découverte, 2021 (ISBN 978-2359251494).
- Bernard Sergent, L'Aube des Étrusques, Les Belles-Lettres, 2025 (ISBN 9782251456638)[310]

#### Archéologie
- (it) Mauro Cristofani, « Il testo di Pech-Maho : Aleria e i traffici del V secolo a. C », dans collectif, Mélanges de l'École française de Rome : Antiquité, vol. 105, Rome, Publications de l'École française de Rome, 1993 (DOI 10.3406/mefr.1993.1820, lire en ligne), p. 833-845.
- Laurent Hugot, « La Grèce et l’Étrurie dans l’Ouest de la France », dans Dominique Frère (dir.), L’archéologie méditerranéenne et proche-orientale dans l’ouest de la France : Du mythe des origines à la constitution des collections, vol. 115-2, Rennes, Presses universitaires de Rennes, coll. « Annales de Bretagne et des Pays de l’Ouest », 2008 (ISBN 978-2-7535-0669-5, DOI 10.4000/abpo.334, lire en ligne), p. 107-120.
- Thierry Piel, « Luci et fora : des structures « supraciviques » et interethniques dans le monde étrusco-latin », dans François Clément ; John Tolan ; et Jérome Wilgaux (directeurs d'ouvrage), Espaces d'échanges en Méditerranée : Antiquité et Moyen Âge : Antiquité et Moyen Âge, Rennes, Presses universitaires de Rennes, 2006 (ISBN 978-2-753531-55-0, lire en ligne).
- Michel Py, Lattara (Lattes, Hérault). Comptoir gaulois méditerranéen entre Étrusques, Grecs et Romains, Errance, 2009.
- Pascal Ruby, « Tarquinia, entre la Grèce et Sala Consilina : Éléments pour l'étude de la circulation des biens de prestige dans l'Italie centrale et méridionale protohistorique », dans collectif, Mélanges de l'École française de Rome : Antiquité, vol. 105, Rome, Publications de l'École française de Rome, 1993 (DOI 10.3406/mefr.1993.1819, lire en ligne), p. 779-832.

#### Art
- (it) Ranuccio Bianchi Bandinelli, « Etrusca, Arte », dans Enciclopedia dell'arte antica classica e orientale, Rome, Istituto della enciclopedia italiana, 1960 (lire en ligne).
- (en) Marie-Françoise Briguet et Larissa Bonfante, Etruscan life and afterlife: a handbook of Etruscan studies, Detroit, Wayne State University Press, 1986 (ISBN 0-8143-1813-4), « Art »
- (it) Giovanni Colonna, « Etrusca, Arte », dans Enciclopedia dell'arte antica classica e orientale, Rome, Istituto della enciclopedia italiana, 1994 (lire en ligne).
- (it) Mauro Cristofani, L'arte degli Etruschi : produzione e consumo, Turin, Einaudi, 1978.
- Sabatino Moscati, Les Italiques : l'art au temps des Étrusques, Paris, L'Aventurine, coll. « Arts et cultures », 1995, 302 p. (ISBN 2-84190-008-8).
- (it) Mario Torelli et Giampiero Pianu, L'arte degli Etruschi, Rome - Bari, Editori Laterza, 1985 (ISBN 88-420-2557-7).

#### Civilisation
- (it) Mauro Cristofani, Dizionario della civiltà etrusca, Giunti Editore, 1985, 340 p..
- (en) Sybille Haynes, Etruscan Civilization : A Cultural History, Los Angeles, The J. Paul Getty Museum, 2000.
- Jacques Heurgon, La Vie quotidienne des Étrusques, Paris, Hachette, 1961.
- Jean-René Jannot, « Citations étrusques dans des œuvres de la Renaissance italienne », Monuments et Mémoires de la Fondation Eugène Piot, vol. 88, no 1,‎ 2009, p. 189-209 (DOI 10.3406/piot.2009.1725, lire en ligne, consulté le 19 juin 2016).
- Roger Lambrech, Essai Sur Les Magistratures Des Républiques Étrusques, vol. 7 (Études de philologie, d'archéologie et d'histoire anciennes), Palais des Académies, 1959, 218 p.
- Yves Liébert, Regards sur la truphè étrusque, Limoges, Presses universitaires de Limoges, décembre 2006, 354 p. (ISBN 9782842874117, lire en ligne).
- (it) Massimo Pallottino, Etruscologia, Hoepli, 1984, 564 p. (ISBN 8820314282).
- Christiane Saulnier, L'armée et la guerre dans le monde étrusco-romain, Diffusion de Boccard, 1980.
- (it) Mario Tabanelli, La medicina nel mondo degli Etruschi, Florence, Leo S. Olschki, coll. « Biblioteca della Rivista di storia delle scienze mediche e naturali », 1963.
- Jean-Paul Thuillier, « Le sport dans la civilisation étrusque : entre Grèce et Rome », dans Jean-Paul Thuillier, Études balkaniques, Recherches interdisciplinaires sur les mondes hellénique et balkanique, 2004 (ISSN 2102-5525, lire en ligne), p. 13-32.
- Jean-Paul Thuillier, Les Jeux athlétiques dans la civilisation étrusque, École Française de Rome, 1985, 776 p. (ISBN 2-7283-0086-0, lire en ligne).

#### Historiographie
- (it) Ranuccio Bianchi Bandinelli et Antonio Giuliano, Etruschi e Italici prima del dominio di Roma, Milan, Rizzoli, 1976.
- Dominique Briquel, Les Tyrrhènes, peuple des tours : Denys d'Halicarnasse et l'autochtonie des Étrusques, vol. 178, Rome, École française de Rome, coll. « Publications de l'École française de Rome », 1993, 236 p. (ISBN 2-7283-0284-7, ISSN 0223-5099, lire en ligne).
- Jean-François Chemain, chap. 1 « L'Italie avant Rome : Cadre géographique et humain - l'Étrurie », dans Jean-François Chemain, L'économie romaine : en Italie à l'époque républicaine, vol. 17, Paris 6e, Éditions A. et J. Picard, coll. « Antiquités Synthèses », mars 2016 (ISBN 978-2-7084-1010-7, ISSN 1158-4173), p. 11-36.
- Jacques Heurgon, Rome et la Méditerranée occidentale jusqu'aux guerres puniques, Paris, PUF, coll. « Nouvelle Clio », 1993, 3e éd., 488 p. (ISBN 978-2-130-45701-5), p. 333-336
- Alain Hus, Les Étrusques et leur destin, Paris, Picard, coll. « Collection empreinte dirigée par Henri Hierche », 1980.
- Jean-Marc Irollo, Histoire des Étrusques : l'antique civilisation toscane, VIIIe – Ier siècle av. J.-C., Paris, Perrin, coll. « Tempus » (no 313), 2010, 212 p. (ISBN 978-2-262-02837-4).
- Thierry Piel et Bernard Mineo, « Des rois étrusques à la genèse de la république : la construction des récits », dans Thierry Piel et Bernard Mineo, Et Rome devint une république : 509 av. J.-C., vol. HA12, Clermont-Ferrand, Lemme edit, coll. « Illustoria / Histoire Ancienne », 2011 (ISBN 978-2-917575-26-0, ISSN 2116-7117), p. 5-52.
- Jean-Paul Thuillier, Les Étrusques Histoire d'un peuple, Armand Colin, 2003

#### Origines
- Domnique Briquel, L'origine lydienne des Étrusques : Histoire de la doctrine dans l'Antiquité, vol. 139, Rome, Publications de l'École française de Rome, coll. « Mélange de l'École française de Rome », 1990, 588 p. (ISBN 2-7283-0211-1, lire en ligne).
- James Patrick Mallory et Jean-Luc Giribone (trad. oui), « Les indo-européens en Europe : L'Italie », dans James Patrick Mallory et Jean-Luc Giribone (pour la traduction), À la recherche des indo-européens : Langue, archéologie, mythe, Paris, éditions du Seuil, janvier 1997 (ISBN 2-02-014390-9), p. 105-113.